# Elecciones regionales de Colombia de 2019
Las elecciones regionales de Colombia de 2019 se llevaron a cabo el 27 de octubre de 2019, con el fin de elegir los cargos de gobernadores para los 32 departamentos, diputados de las Asambleas Departamentales, alcaldes de 1.101 municipios, concejales municipales y ediles de las Juntas Administradoras Locales del territorio nacional.

## Resultados a Gobernador

### Amazonas
|  | 42.13 % |

|  | 22.43 % |

|  | 19.85 % |

|  | 7.79 % |

|  | 1.74 % |

|  | 1.67 % |

|  | 0.61 % |

|  | 3.76 % |

|  | 1.38 % |

|  | 3.69 % |

### Antioquia
|  | 36.25 % |

|  | 28.79 % |

|  | 9.02 % |

|  | 3.91 % |

|  | 3.16 % |

|  | 2.35 % |

|  | 1.97 % |

|  | 1.31 % |

|  | 13.24 % |

|  | 2.26 % |

|  | 9.61 % |

### Arauca
|  | 39.82 % |

|  | 29.04 % |

|  | 19.83 % |

|  | 5.52 % |

|  | 5.79 % |

|  | 2.16 % |

|  | 3.95 % |

### Atlántico
|  | 66.85 % |

|  | 18.52 % |

|  | 3.22 % |

|  | 1.60 % |

|  | 0.91 % |

|  | 8.90 % |

|  | 1.40 % |

|  | 10.91 % |

### Bolívar
|  | 47.01 % |

|  | 20.92 % |

|  | 4.17 % |

|  | 3.75 % |

|  | 24.15 % |

|  | 1.54 % |

|  | 17.62 % |

### Boyacá
|  | 60.56 % |

|  | 26.23 % |

|  | 5.34 % |

|  | 2.65 % |

|  | 5.22 % |

|  | 1.37 % |

|  | 4.48 % |

### Caldas
|  | 49.88 % |

|  | 32.67 % |

|  | 5.97 % |

|  | 11.48 % |

|  | 3.44 % |

|  | 8.59 % |

### Caquetá
|  | 43.10 % |

|  | 25.23 % |

|  | 15.45 % |

|  | 7.82 % |

|  | 8.40 % |

|  | 2.12 % |

|  | 7.64 % |

### Casanare
|  | 41.40 % |

|  | 40.22 % |

|  | 6.80 % |

|  | 6.11 % |

|  | 0.72 % |

|  | 0.56 % |

|  | 0.50 % |

|  | 0.43 % |

|  | 0.22 % |

|  | 3.04 % |

|  | 1.64 % |

|  | 1.40 % |

### Cauca
|  | 44.16 % |

|  | 37.63 % |

|  | 8.75 % |

|  | 1.38 % |

|  | 1.12 % |

|  | 6.96 % |

|  | 2.19 % |

|  | 9.54 % |

### Cesar
|  | 56.72 % |

|  | 19.98 % |

|  | 11.08 % |

|  | 3.87 % |

|  | 2.50 % |

|  | 5.85 % |

|  | 1.57 % |

|  | 8.99 % |

### Chocó
|  | 42.46 % |

|  | 37.22 % |

|  | 14.95 % |

|  | 5.37 % |

|  | 2.65 % |

|  | 14.99 % |

### Córdoba
|  | 54.69 % |

|  | 36.12 % |

|  | 4.17 % |

|  | 0.92 % |

|  | 0.45 % |

|  | 3.65 % |

|  | 1.10 % |

|  | 9.15 % |

### Cundinamarca
|  | 55.74 % |

|  | 8.73 % |

|  | 5.18 % |

|  | 4.63 % |

|  | 4.26 % |

|  | 21.46 % |

|  | 3.69 % |

|  | 8.53 % |

### Guainía
|  | 51.02 % |

|  | 35.29 % |

|  | 10.12 % |

|  | 1.87 % |

|  | 1.70 % |

|  | 1.27 % |

|  | 2.10 % |

### Guaviare
|  | 68.79 % |

|  | 23.13 % |

|  | 2.45 % |

|  | 1.51 % |

|  | 4.12 % |

|  | 1.72 % |

|  | 3.53 % |

### Huila
|  | 47.09 % |

|  | 31.29 % |

|  | 8.28 % |

|  | 2.27 % |

|  | 2.02 % |

|  | 0.35 % |

|  | 8.70 % |

|  | 2.12 % |

|  | 7.47 % |

### La Guajira
|  | 46.60 % |

|  | 24.47 % |

|  | 16.44 % |

|  | 1.61 % |

|  | 1.34 % |

|  | 1.14 % |

|  | 8.40 % |

|  | 2.83 % |

|  | 11.11 % |

### Magdalena
|  | 58.91 % |

|  | 33.43 % |

|  | 1.71 % |

|  | 1.60 % |

|  | 4.35 % |

|  | 1.00 % |

|  | 8.33 % |

### Meta
|  | 32.47 % |

|  | 27.30 % |

|  | 19.38 % |

|  | 10.40 % |

|  | 2.80 % |

|  | 7.65 % |

|  | 2.52 % |

|  | 4.96 % |

### Nariño
|  | 42.33 % |

|  | 27.66 % |

|  | 17.67 % |

|  | 2.16 % |

|  | 1.69 % |

|  | 8.51 % |

|  | 1.83 % |

|  | 11.16 % |

### Norte de Santander
|  | 51.07 % |

|  | 24.62 % |

|  | 5.38 % |

|  | 2.05 % |

|  | 16.88 % |

|  | 3.02 % |

|  | 10.23 % |

### Putumayo
|  | 29.13 % |

|  | 22.37 % |

|  | 17.27 % |

|  | 16.50 % |

|  | 11.31 % |

|  | 3.41 % |

|  | 1.20 % |

|  | 5.38 % |

### Quindío
|  | 38.30 % |

|  | 22.90 % |

|  | 9.88 % |

|  | 4.57 % |

|  | 1.54 % |

|  | 22.81 % |

|  | 4.61 % |

|  | 10.76 % |

### Risaralda
|  | 41.36 % |

|  | 25.02 % |

|  | 10.30 % |

|  | 8.14 % |

|  | 15.17 % |

|  | 3.22 % |

|  | 8.82 % |

### San Andrés y Providencia
|  | 53.34 % |

|  | 39.20 % |

|  | 2.58 % |

|  | 2.11 % |

|  | 2.76 % |

|  | 0.59 % |

|  | 2.08 % |

### Santander
|  | 35.79 % |

|  | 31.02 % |

|  | 20.23 % |

|  | 3.69 % |

|  | 1.42 % |

|  | 1.22 % |

|  | 6.62 % |

|  | 1.58 % |

|  | 5.15 % |

### Sucre
|  | 48.66 % |

|  | 31.89 % |

|  | 4.83 % |

|  | 3.77 % |

|  | 3.77 % |

|  | 2.19 % |

|  | 4.89 % |

|  | 1.71 % |

|  | 11.28 % |

### Tolima
|  | 38.75 % |

|  | 27.79 % |

|  | 15.20 % |

|  | 5.06 % |

|  | 13.20 % |

|  | 2.71 % |

|  | 10.58 % |

### Valle del Cauca
|  | 56.45 % |

|  | 8.53 % |

|  | 5.65 % |

|  | 4.92 % |

|  | 4.31 % |

|  | 2.86 % |

|  | 1.47 % |

|  | 1.30 % |

|  | 0.74 % |

|  | 13.77 % |

|  | 2.91 % |

|  | 8.71 % |

### Vaupés
|  | 28.54 % |

|  | 21.42 % |

|  | 15.18 % |

|  | 12.17 % |

|  | 10.02 % |

|  | 8.87 % |

|  | 1.13 % |

|  | 1.01 % |

|  | 1.66 % |

|  | 1.52 % |

|  | 2.31 % |

### Vichada
|  | 66.39 % |

|  | 21.21 % |

|  | 7.32 % |

|  | 0.96 % |

|  | 0.49 % |

|  | 3.63 % |

|  | 1.57 % |

|  | 6.92 % |

## Alcaldes electos
Se definieron los alcaldes electos para el período 2020 al 2023. Los siguientes resultados corresponden a los resultados dados por los escrutinios municipales realizados por la Registraduría Nacional del Estado Civil. Cabe aclarar que algunos municipios no muestran los escrutinios correctamente, los cuales son Paz de Río, Socha y Tutazá en Boyacá, Chimichagua en Cesar y San Zenón en Magdalena, para estos municipios mencionados se utilizaron los resultados correspondientes al boletín número 96 del preconteo a fecha del 28 de octubre del 2023.

#### Amazonas
| Municipio     | Alcalde electo           | Partido                                                                       | Votos | Porcentaje |
| ------------- | ------------------------ | ----------------------------------------------------------------------------- | ----- | ---------- |
| Leticia       | Jorge Luis Mendoza Muñoz | Partido Liberal Colombiano                                                    | 5 249 | 24.04%     |
| Puerto Nariño | Alirio de Jesús Vásquez  | Coalición por el Desarrollo de Puerto Nariño (Cambio Radical-Partido de la U) | 1 858 | 54.97%     |

#### Antioquia
| Municipio                 | Alcalde electo                       | Partido | Votos   | Porcentaje |
| ------------------------- | ------------------------------------ | --- | ------- | ---------- |
| Abejorral                 | Julián Andrés Muñoz López            | Partido Centro Democrático | 2 908   | 35.58%     |
| Abriaqui                  | Héctor William Urrego Quirós         | Partido Conservador Colombiano | 772     | 53.17%     |
| Alejandría                | Sor María Ocampo Giraldo             | G.S.C. Unidos Por Alejandría | 1 344   | 43.09%     |
| Amaga                     | Leonardo de Jesús Molina Rodas       | Partido Liberal Colombiano | 5 973   | 47.27%     |
| Amalfi                    | Federico Gil Jaramillo               | Coalición La Gran Alianza por Amalfi Juntos Hacemos la Diferencia (Partido de la U-Alianza Social Independiente)                                        | 6 003   | 65.95%     |
| Andes                     | Carlos Alberto Osorio Calderón       | Coalición Andes, Alianza por el Desarrollo Humano (Partido de la U-Centro Democrático)                                                                  | 7 105   | 39.70%     |
| Angelopolis               | Jaime Alberto Gómez Gómez            | Coalición Creemos en Angelópolis (Partido Liberal-Partido de la U)                                                                                      | 1 714   | 44.79%     |
| Angostura                 | Gregorio De Jesús Gutiérrez González | Partido Liberal Colombiano | 1 965   | 41.05%     |
| Anori                     | Juan Camilo Piedrahíta Ceballos      | Partido Cambio Radical | 3 593   | 51.53%     |
| Antioquia                 | Andrés Felipe Pardo Serna            | Partido Centro Democrático | 4 594   | 37.42%     |
| Anza                      | Andrés Felipe Holguin Múnera         | Coalición por Anza (Partido Liberal-Partido de la U) | 2 199   | 56.72%     |
| Apartadó                  | Felipe Benicio Cañizales Palacios    | Coalición Avanzemos Juntos (Cambio Radical-Centro Democrático)                                                                                          | 28 364  | 53.16%     |
| Arboletes                 | Diana Stella Garrido Henao           | Coalición Un Gobierno de Todos (Partido de la U-Centro Democrático)                                                                                     | 7 375   | 48.95%     |
| Argelia                   | Edwin Quintero López                 | Partido Centro Democrático | 2 030   | 50.54%     |
| Armenia                   | Guillermo León Molina Mesa           | Partido Conservador Colombiano | 679     | 26.30%     |
| Barbosa                   | Edgar Augusto Gallego Arias          | Coalición Barbosa Social para Volver a Creer (Alianza Verde-Partido de la U-Alianza Social Independiente-Partido Liberal-Colombia Renaciente-MAIS)      | 8 716   | 40.81%     |
| Bello                     | Oscar Andrés Pérez Muñoz             | Partido Centro Democrático | 41 360  | 29.03%     |
| Belmira                   | Francisco Luis Aguilar Gómez         | Partido Conservador Colombiano | 1 508   | 45.44%     |
| Betania                   | Carlos Mario Villada Uribe           | Partido Alianza Verde | 2 093   | 44.68%     |
| Betulia                   | Juan Manuel Lema Hurtado             | Coalición Pasión por Betulia (Partido de la U-Partido Conservador-Cambio Radical-Alianza Social Independiente)                                          | 3 773   | 56.75%     |
| Bolívar                   | Mauricio Márquez Valencia            | Partido Centro Democrático | 5 362   | 53.20%     |
| Briceño                   | Wilmar Moreno Monsalve               | Coalición Movilizando Ideas por un Territorio Sostenible (Partido Liberal-Cambio Radical)                                                               | 2 844   | 65.30%     |
| Buritica                  | Luis Hernando Graciano Zapata        | Partido Liberal Colombiano | 2 831   | 59.25%     |
| Cáceres                   | Juan Carlos Rodríguez Blanco         | Partido Liberal Colombiano | 3 838   | 38.22%     |
| Caicedo                   | Miguel Alfonso Martínez Gaviria      | Coalición Caicedo un Campo de Oportunidades (Partido de la U-Partido Conservador-MAIS-Colombia Renaciente)                                              | 2 269   | 53.87%     |
| Caldas                    | Mauricio Cano Carmona                | Partido de Unidad Nacional | 11 058  | 29.30%     |
| Campamento                | Juan Pablo Torres Piedrahíta         | Coalición Campamento Próspero, Sostenible e Incluyente (Partido Liberal-Cambio Radical)                                                                 | 2 315   | 58.85%     |
| Cañasgordas               | Aicardo Antonio Urrego Usuga         | Partido Colombia Renaciente | 4 585   | 53.59%     |
| Caracoli                  | Fabián Darío Marín Monsalve          | Partido Conservador Colombiano | 967     | 33.94%     |
| Caramanta                 | Julián Andrés Granada Restrepo       | G.S.C. Caramanta. Para Volver Creer | 2 003   | 67.55%     |
| Carepa                    | Jonnan Alexis Cerquera               | Partido Liberal Colombiano | 7 231   | 30.36%     |
| Carmen de Viboral         | John Fredy Quintero Zuluaga          | Coalición John Fredy Quintero Alcalde (Partido Liberal-Alianza Social Independiente-Autoridades Indígenas de Colombia-Partido Conservador)              | 11 787  | 46.81%     |
| Carolina del Príncipe     | Carlos Andrés Pérez Vásquez          | Partido Liberal Colombiano | 1 036   | 38.06%     |
| Caucasia                  | Leiderman Ortiz Berrio               | Partido de Unidad Nacional | 16 105  | 41.25%     |
| Chigorodó                 | Eleazar Palacio Hernández            | Coalición Todos por Chigorodó (Partido de la U-Cambio Radical-Partido Conservador-Partido Liberal)                                                      | 9 928   | 40.21%     |
| Cisneros                  | Carlos Andrés Rojas Tirado           | Coalición Partido Conservador-Centro Democrático-Partido Liberal                                                                                        | 4 323   | 67.73%     |
| Cocorná                   | Saúl Alberto Giraldo Gómez           | Partido Cambio Radical | 3 454   | 39.77%     |
| Concepción                | Gustavo Alonso López Orrego          | Partido Cambio Radical | 1 680   | 60.02%     |
| Concordia                 | Carlos Gustavo Quijano Restrepo      | Partido Centro Democrático | 3 474   | 50.83%     |
| Copacabana                | Héctor Augusto Monsalve Restrepo     | Coalición Partido de la U-Cambio Radical-Alianza Verde                                                                                                  | 10 639  | 29.57%     |
| Dabeiba                   | Leyton Urrego Durango                | G.S.C. Unidos Por Dabeiba | 4 530   | 43.53%     |
| Donmatías                 | Yeison Camilo Correa Álvarez         | Coalición Alcaldía Donmatías (Partido de la U-Alianza Verde-Alianza Social Independiente)                                                               | 4 028   | 40.72%     |
| Ebejico                   | Edisson Ariel Tamayo Maya            | Partido Centro Democrático | 3 875   | 61.78%     |
| El Bagre                  | Faber Enrique Trespalacios           | Partido Centro Democrático | 5 181   | 26.77%     |
| Entrerrios                | Weimar Villa Tobón                   | Coalición El Momento es Ahora (Partido Liberal-Colombia Renaciente)                                                                                     | 1 851   | 34.65%     |
| Envigado                  | Braulio Alonso Espinosa Márquez      | Coalición Aquí Sumamos Todos (Partido Liberal-Partido Conservador-Cambio Radical)                                                                       | 45 374  | 41.44%     |
| Fredonia                  | Gustavo de Jesús Guzmán Maldonado    | Coalición Fredonia Para Todos (Partido Liberal-Cambio Radical)                                                                                          | 3 170   | 34.59%     |
| Frontino                  | Jorge Hugo Elejalde López            | Partido Liberal Colombiano | 4 570   | 49.93%     |
| Giraldo                   | Jorge Alconides Usuga Carmona        | Partido Conservador Colombiano | 1 827   | 53.59%     |
| Girardota                 | Diego Armando Agudelo Torres         | Coalición Partido Conservador-Partido Liberal | 10 760  | 39.53%     |
| Gómez Plata               | Jorge Adrián Pérez Atehortúa         | Coalición Unidos por Gómez Plata (G.S.C. Unidos por Gómez Plata-Partido Liberal-Cambio Radical-Centro Democrático)                                      | 2 707   | 52.33%     |
| Granada                   | Freddy Castaño Aristizábal           | Partido Cambio Radical | 2 854   | 57.39%     |
| Guadalupe                 | César Augusto Agudelo Metrio         | Partido Liberal Colombiano | 1 502   | 41.62%     |
| Guarne                    | Fabián Marcelo Betancur Rivera       | G.S.C. Pasión Por Guarne | 6 241   | 26.66%     |
| Guatapé                   | Juan Sebastián Pérez Flórez          | Coalición Emprendamos Juntos Guatapé (Partido Liberal-Alianza Social Independiente-Cambio Radical)                                                      | 2 179   | 42.38%     |
| Heliconia                 | Jhon Fredy Ortiz Tabares             | Partido Liberal Colombiano | 1 866   | 49.43%     |
| Hispania                  | Leidy Johana Cardona Rueda           | Coalición Unidos por lo Social (Partido Liberal-Colombia Renaciente)                                                                                    | 1 390   | 44.06%     |
| Itagüí                    | José Fernando Escobar Estrada        | Partido Conservador Colombiano | 60 049  | 49.21%     |
| Ituango                   | Edwin Mauricio Mira Sepúlveda        | Partido de Unidad Nacional | 1 648   | 23.28%     |
| Jardín                    | Héctor Jaime Rendón Osorio           | Partido Centro Democrático | 4 181   | 51.94%     |
| Jericó                    | David Alonso Toro Cadavid            | Partido Liberal Colombiano | 2 449   | 36.19%     |
| La Ceja del Tambo         | Nelson Fernando Carmona Lopera       | Partido Alianza Social Independiente | 12 470  | 35.12%     |
| La Estrella               | Juan Sebastián Abad Betancur         | Coalición Un Pacto por la Gente (Partido Liberal-Partido Conservador-Cambio Radical-Alianza Social Independiente-Centro Democrático)                    | 18 096  | 61.23%     |
| La Pintada                | Mary Luz Corrales Chalarca           | Partido Conservador Colombiano | 2 475   | 49.43%     |
| La Unión                  | Edgar Alexander Osorio Londoño       | Coalición La Unión en Buenas Manos (Partido Liberal-Alianza Social Independiente)                                                                       | 4 009   | 32.34%     |
| Liborina                  | Adriana María Maya Gallego           | Alianza Democrática Afrocolombiana | 3 277   | 53.35%     |
| Maceo                     | Carlos Alberto Restrepo González     | Partido Conservador Colombiano | 1 956   | 39.48%     |
| Marinilla                 | José Gildardo Hurtado Alzate         | Partido de Unidad Nacional | 11 883  | 43.68%     |
| Medellín                  | Daniel Quintero Calle                | G.S.C. Independientes | 304 034 | 38.79%     |
| Montebello                | Virgilio Antonio Garzon Garzon       | Coalición El Cambio es Ahora (Partido Liberal-Cambio Radical-Partido de la U)                                                                           | 1 748   | 45.28%     |
| Murindo                   | Nafel Palacios Lozano                | Coalición Murindó, El Cambio es Ahora (Cambio Radical-Partido de la U-Alianza Social Independiente)                                                     | 1 057   | 49.44%     |
| Mutata                    | María Esilda Palacios Giraldo        | Partido Centro Democrático | 3 244   | 48.36%     |
| Nariño                    | Jhon Fredy Cifuentes Marin           | Partido Centro Democrático | 2 321   | 46.07%     |
| Nechí                     | Marcos Javier Madera Camero          | Partido de Unidad Nacional | 2 741   | 25.49%     |
| Necoclí                   | Jorge Augusto Tobón Castro           | Partido de Unidad Nacional | 11 300  | 56.97%     |
| Olaya                     | José Humberto Cardona González       | Coalición Unidos por Olaya (Partido de la U-Partido Conservador)                                                                                        | 1 439   | 68.85%     |
| Peñol                     | Sorany Andrea Marín Marín            | Partido de Unidad Nacional | 3 806   | 38.44%     |
| Peque                     | Froy Faber Hernández Tuberquia       | Partido Liberal Colombiano | 2 358   | 50.98%     |
| Pueblorrico               | Carlos Arturo Quintero Hurtado       | Coalición Bien por Pueblorrico (Partido Liberal-Partido Conservador-Alianza Social Independiente-Centro Democrático)                                    | 2 267   | 53.61%     |
| Puerto Berrío             | Gustavo Ernesto Medina Zapata        | Coalición Partido Conservador-MAIS-Autoridades Indígenas de Colombia                                                                                    | 7 190   | 43.06%     |
| Puerto Nare-La Magdalena  | Jamel de Jesús Mejía Vásquez         | Partido Liberal Colombiano | 3 986   | 50.47%     |
| Puerto Triunfo            | Javier Aristides Guerra Castillo     | G.S.C. Movimiento Independiente Triunfo Unido Tú | 5 124   | 54.55%     |
| Remedios                  | Jhon Jairo Uribe Castrillon          | Partido Cambio Radical | 3 596   | 34.58%     |
| Retiro                    | Nolber de Jesús Bedoya Puerta        | Coalición El Cambio que El Retiro Quiere (Centro Democrático-Partido Liberal)                                                                           | 6 890   | 56.18%     |
| Rionegro                  | Rodrigo Hernández Alzate             | Coalición Unidos por Rionegro (Centro Democrático-Partido Conservador-Autoridades Indígenas de Colombia-Alianza Social Independiente)                   | 25 756  | 35.76%     |
| Sabanalarga               | Morel Alonso Mazo Gutiérrez          | Partido Centro Democrático | 1 926   | 36.64%     |
| Sabaneta                  | Santiago Montoya Montoya             | Coalición Somos Sabaneta (G.S.C. Somos Sabaneta-Partido Liberal-Cambio Radical-Colombia Justa Libres)                                                   | 19 491  | 45.29%     |
| Salgar                    | Carlos Andrés Londoño Vélez          | Coalición Salgar en Buenas Manos (Centro Democrático-Partido de la U)                                                                                   | 2 872   | 46.30%     |
| San Andrés                | Ana Carolina Carvajal Arroyava       | Partido Centro Democrático | 1 705   | 51.81%     |
| San Carlos                | Mary Luz Quintero Duque              | Coalición San Carlos Somos Todos (Alianza Verde-Partido de la U-Alianza Social Independiente)                                                           | 3 545   | 38.96%     |
| San Francisco             | Diego Alejandro Duque Valencia       | Coalición Es Tiempo de Creer (Partido Liberal-Cambio Radical)                                                                                           | 2 506   | 60.04%     |
| San Jerónimo              | Mauricio Andrés Velásquez Serna      | Coalición Sigamos Creciendo (Partido Liberal-Cambio Radical-Partido de la U-Partido Conservador)                                                        | 3 981   | 50.93%     |
| San José de la Montaña    | Edison Mauricio Correa Restrepo      | G.S.C Vamos en Serio San José de la Montaña | 1 446   | 69.39%     |
| San Juan de Urabá         | Osbaldo Angulo de la Rosa            | Partido Centro Democrático | 3 761   | 32.46%     |
| San Luis                  | Henry Edilson Suárez Jiménez         | Partido Conservador Colombiano | 3 446   | 51.56%     |
| San Pedro de los Milagros | Gustavo León Zapata Barrientos       | Coalición Juntos Construimos el Cambio (Partido Liberal-Colombia Renaciente)                                                                            | 5 046   | 40.95%     |
| San Pedro de Urabá        | Leyda Adriana Ortega Almario         | Partido Centro Democrático | 6 949   | 44.26%     |
| San Rafael                | Libardo de Jesús Ciro Morales        | Partido Conservador Colombiano | 3 271   | 42.35%     |
| San Roque                 | Javier Alberto López García          | Coalición Partido Conservador-Partido Liberal-Partido de la U                                                                                           | 3 171   | 35.25%     |
| San Vicente               | Yimi Arley Giraldo Marín             | G.S.C Vive San Vicente | 4 825   | 45.51%     |
| Santa Bárbara             | Luis Fernando Tangarife Cardona      | Coalición Unidos por el Cambio (G.S.C. Unidos por el Cambio-Cambio Radical-Centro Democrático)                                                          | 6 582   | 52.30%     |
| Santa Rosa de Osos        | Carlos Alberto Posada Zapata         | Partido Centro Democrático | 6 159   | 39.03%     |
| Santo Domingo             | Mario Alberto Monsalve Hernández     | Coalición El Cambio es Mario (Centro Democrático-Partido Conservador-Partido Liberal)                                                                   | 2 995   | 50.51%     |
| Santuario                 | Juan David Zuluaga Zuluaga           | Coalición Con la Gente por El Santuario (Partido Conservador-Centro Democrático-Cambio Radical-Colombia Justa Libres-Autoridades Indígenas de Colombia) | 9 319   | 55.89%     |
| Segovia                   | Didier Alexander Osorio Giraldo      | Coalición Somos Segovia (Alianza Verde-Polo Democrático Alternativo)                                                                                    | 5 560   | 44.38%     |
| Sonsón                    | Edwin Andrés Montes Henao            | Partido Centro Democrático | 8 333   | 53.44%     |
| Sopetrán                  | Diego Alejandro Villa Valderrama     | Coalición Todos Somos Sopetrán (Centro Democrático-Partido de la U)                                                                                     | 3 230   | 40.34%     |
| Támesis                   | Juan Martín Vásquez Hincapié         | Partido Conservador Colombiano | 4 646   | 64.44%     |
| Tarazá                    | Miguel Ángel Gómez García            | Partido Liberal Colombiano | 3 993   | 38.53%     |
| Tarso                     | Fredy Alberto Hurtado Pérez          | Coalición Tarso, Bienestar y Progreso para Todos (Partido Liberal-Cambio Radical)                                                                       | 2 103   | 52.73%     |
| Titiribí                  | Juan Guillermo Bolívar Colorado      | Coalición Unidos por Titiribí (Partido de la U-Partido Liberal-Partido Conservador-Alianza Verde)                                                       | 2 640   | 62.86%     |
| Toledo                    | Astrid Elena Chavarria Correa        | Coalición Toledo Construye su Futuro desde el Campo (Partido de la U-Cambio Radical-Centro Democrático)                                                 | 1 520   | 54.68%     |
| Turbo                     | Andrés Felipe Maturana González      | Coalición Alianza por un Futuro Lleno de Fe (G.S.C. FE-Polo Democrático Alternativo-MAIS)                                                               | 17 204  | 33.36%     |
| Uramita                   | Jesús María Rua Arias                | Partido Conservador Colombiano | 2 404   | 56.50%     |
| Urrao                     | Jhon Jairo Higuita Rueda             | Partido Alianza Verde | 4 724   | 42.05%     |
| Valdivia                  | Olga Cecilia Arroyave Molina         | Partido Liberal Colombiano | 4 006   | 63.42%     |
| Valparaíso                | Jaime Alberto Rincón Galvis          | Partido Conservador Colombiano | 2 329   | 63.53%     |
| Vegachí                   | Deison Julio Acevedo Méndez          | Coalición Vegachí, Un Proyecto de Todos (Centro Democrático-Cambio Radical)                                                                             | 2 236   | 39.81%     |
| Venecia                   | Óscar Andrés Sánchez Álvarez         | Coalición Volemos Alto (Centro Democrático-Partido de la U)                                                                                             | 3 227   | 47.69%     |
| Vigía del Fuerte          | Félix Neftelio Santos Pestaña        | Coalición Por un Vigía Mejor el Cambio es Ahora (Alianza Verde-MAIS-Autoridades Indígenas de Colombia)                                                  | 2 306   | 51.75%     |
| Yalí                      | Luis Norberto Piedrahíta Llano       | Coalición Más Oportunidades para Todos (Centro Democrático-Partido Conservador-Partido Liberal)                                                         | 1 735   | 51.13%     |
| Yarumal                   | Miguel Ángel Paláez Henao            | Partido Conservador Colombiano | 8 692   | 50.23%     |
| Yolombó                   | Iván Antonio Ochoa Gómez             | Coalición Yolombó Unidos al Progreso Comunitario (Centro Democrático-Partido Conservador)                                                               | 3 755   | 48.01%     |
| Yondó-Casabe              | Fabián Antonio Echavarría Rangel     | Coalición Partido Conservador-Partido de la U-Movimiento AICO                                                                                           | 4 277   | 44.91%     |
| Zaragoza                  | Víctor Darío Perlaza Hinestroza      | Coalición Partido Conservador-Centro Democrático-Cambio Radical                                                                                         | 5 939   | 54.57%     |

#### Arauca
| Municipio     | Alcalde electo                | Partido                                                                                                | Votos  | Porcentaje |
| ------------- | ----------------------------- | --- | ------ | ---------- |
| Arauca        | Edgar Fernando Tovar Pedraza  | Partido Alianza Social Independiente                                                                   | 11 419 | 25.97%     |
| Arauquita     | Etelivar Torres Vargas        | Coalición Unidos de Corazón (Partido Liberal-Alianza Social Independiente-Alianza Verde)               | 8 490  | 43.25%     |
| Cravo Norte   | Yomar Nieves Gárcez           | Partido Cambio Radical                                                                                 | 1 085  | 41.27%     |
| Fortul        | Javier Alonso Cabrera Huertas | Coalición Nuestro Compromiso es Fortul (Alianza Verde-Centro Democrático-Alianza Social Independiente) | 4 515  | 53.33%     |
| Puerto Rondón | Luis Gonzalo Martínez Peña    | Partido Liberal Colombiano                                                                             | 971    | 38.33%     |
| Saravena      | Wilfredo Gómez Granados       | Partido Colombia Renaciente                                                                            | 10 858 | 54.52%     |
| Tame          | Aníbal Mendoza Bohórquez      | Partido Liberal Colombiano                                                                             | 7 498  | 34.82%     |

#### Atlántico
| Municipio        | Alcalde electo                      | Partido                                                                                            | Votos   | Porcentaje |
| ---------------- | ----------------------------------- | -------------------------------------------------------------------------------------------------- | ------- | ---------- |
| Baranoa          | Roberto Carlos Celedón Venegas      | Coalición Juntos por Baranoa (Cambio Radical-Partido Liberal-Partido de la U)                      | 21 377  | 61.22%     |
| Barranquilla     | Jaime Alberto Pumarejo Heins        | Partido Cambio Radical                                                                             | 310 435 | 62.53%     |
| Campo de la Cruz | Richard José Gómez Martínez         | Partido Liberal Colombiano                                                                         | 7 263   | 47.41%     |
| Candelaria       | Gregorio de Jesús Brito Valencia    | Partido Cambio Radical                                                                             | 3 815   | 36.74%     |
| Galapa           | José Fernando Vargas Muñoz          | Coalición Galapa a Otro Nivel (Cambio Radical-Partido Liberal-Partido Conservador-Partido de la U) | 12 369  | 48.67%     |
| Juan de Acosta   | Carlos Manuel Higgins Villanueva    | Coalición Todos por Juan de Acosta (Partido de la U-Partido Liberal)                               | 7 361   | 53.68%     |
| Luruaco          | Marly Inés Gutiérrez Pérez          | Partido Liberal Colombiano                                                                         | 9 169   | 53.13%     |
| Malambo          | Rummenigge Monsalve Álvarez         | Partido Conservador Colombiano                                                                     | 21 378  | 36.53%     |
| Manatí           | Evaristo Enrique Olivero Sanjuanelo | Partido de Unidad Nacional                                                                         | 3 252   | 30.76%     |
| Palmar de Varela | Galdino René Orozco Fontalvo        | Partido Conservador Colombiano                                                                     | 8 614   | 53.27%     |
| Piojó            | Omaira González Villanueva          | Coalición Partido Conservador-Partido de la U                                                      | 1 597   | 38.20%     |
| Polonuevo        | Edgardo Rafael Martes Pedroza       | Coalición Partido Conservador-Partido de la U                                                      | 5 451   | 50.54%     |
| Ponedera         | Diana Carolina Martínez Forero      | Coalición Más Esperanza, Mejor Futuro (Cambio Radical-Partido Liberal)                             | 7 422   | 52.73%     |
| Puerto Colombia  | Wilman Enrique Vargas Altahona      | Partido de Unidad Nacional                                                                         | 10 612  | 44.38%     |
| Repelón          | Eduardo Polo Mendoza                | Partido Conservador Colombiano                                                                     | 7 482   | 51.27%     |
| Sabanagrande     | Gustavo Adolfo De la Rosa Berdejo   | Partido Liberal Colombiano                                                                         | 9 460   | 50.98%     |
| Sabanalarga      | Jorge Luis Manotas Manotas          | Partido Cambio Radical                                                                             | 30 076  | 55.29%     |
| Santa Lucía      | Rehunsen Martínez Díaz              | Partido Conservador Colombiano                                                                     | 2 779   | 31.11%     |
| Santo Tomás      | Tomás José Guardiola Sarmiento      | Movimiento Alternativo Indígena y Social                                                           | 9 375   | 48.73%     |
| Soledad          | Rodolfo Ucros Rosales               | Coalición Gran Pacto por Soledad (Centro Democrático-Partido de la U-Partido Conservador)          | 57 430  | 32.64%     |
| Suan             | Danilo Rafael Cabarcas Orozco       | Partido de Unidad Nacional                                                                         | 4 452   | 57.09%     |
| Tubará           | José del Tránsito Coll Cervantes    | Partido Cambio Radical                                                                             | 3 105   | 39.47%     |
| Usiacuri         | Katherine Luz Pasos Zapata          | Partido Cambio Radical                                                                             | 2 497   | 37.68%     |

#### Bogotá
| Distrito Municipio | Alcaldesa electa               | Partido                                                              | Votos     | Porcentaje |
| ------------------ | ------------------------------ | -------------------------------------------------------------------- | --------- | ---------- |
| Bogotá D.C.        | Claudia Nayibe López Hernández | Coalición Claudia López (Alianza Verde-Polo Democrático Alternativo) | 1 109 362 | 35.26%     |

#### Bolívar
| Municipio             | Alcalde electo                            | Partido | Votos   | Porcentaje |
| --------------------- | ----------------------------------------- | --- | ------- | ---------- |
| Achí                  | Juan Carlos Becerra Guzmán                | Partido Liberal Colombiano                                                                                 | 4 268   | 54.16%     |
| Altos del Rosario     | Julio César Salas Baldovino               | Partido Cambio Radical                                                                                     | 2 396   | 48.04%     |
| Arenal                | Eugenio Lobo Quiñonez                     | Coalición Arenal Adelante (Centro Democrático-Cambio Radical-Partido Liberal-Partido de la U)              | 3 030   | 73.72%     |
| Arjona                | Isaías Rafael Simancas Castro             | Partido de Unidad Nacional                                                                                 | 14 945  | 42.90%     |
| Arroyo Hondo          | María del Rosario Hernández Luna          | Partido Conservador Colombiano                                                                             | 4 060   | 56.96%     |
| Barranco de Loba      | Manuel Esteban Ramos Bayter               | Partido Centro Democrático                                                                                 | 4 415   | 54.37%     |
| Calamar               | Alejandro Mario de Jesús Arrazola Sagbini | Coalición Partido Conservador-Colombia Renaciente                                                          | 5 065   | 37.81%     |
| Cantagallo            | Henio Ricardo Sarmiento Iglesias          | Partido Conservador Colombiano                                                                             | 2 520   | 46.73%     |
| Cartagena de Indias   | William Jorge Dau Chamat                  | G.S.C. Salvemos a Cartagena                                                                                | 114 239 | 28.93%     |
| Cicuco                | José Nicolás Ramos Pastrana               | Partido Conservador Colombiano                                                                             | 3 216   | 41.46%     |
| Clemencia             | Raúl Enrique Cabarcas Vásquez             | Coalición Unidos por la Clemencia que Queremos (Partido de la U-Partido Conservador)                       | 3 556   | 42.19%     |
| Córdoba               | Regulo Rafael Rodríguez Bejarano          | Movimiento Alternativo Indígena y Social                                                                   | 6 055   | 54.25%     |
| El Carmen de Bolívar  | Carlos Eduardo Torres Cohen               | Coalición Porque el Carmen de Bolívar Merece Más (Cambio Radical-Centro Democrático)                       | 17 163  | 45.90%     |
| El Guamo              | Gustavo Adolfo Guzmán Narváez             | Partido Cambio Radical                                                                                     | 3 442   | 53.76%     |
| El Peñón              | Luis Antonio Venecia Capataz              | Partido Conservador Colombiano                                                                             | 3 148   | 67.21%     |
| Hatillo de Loba       | Oledis Arias Jiménez                      | Partido Conservador Colombiano                                                                             | 4 131   | 54.66%     |
| Magangué              | Carlos Emil Cabrales Isaac                | Partido Liberal Colombiano                                                                                 | 32 003  | 49.90%     |
| Mahates               | José Andrés Altahona Escorcia             | Partido Centro Democrático                                                                                 | 7 839   | 53.99%     |
| Margarita             | Juan Manuel Camargo Torres                | Partido Cambio Radical                                                                                     | 2 973   | 45.52%     |
| María La Baja         | Raquel Victoria Sierra Cassiani           | Partido de Unidad Nacional                                                                                 | 7 439   | 30.32%     |
| Mompós                | Guillermo Arturo Santos Anaya             | Partido Alianza Social Independiente                                                                       | 10 486  | 43.31%     |
| Montecristo           | Jairo Hernando Hernández Buelvas          | Partido Conservador Colombiano                                                                             | 2 437   | 42.23%     |
| Morales               | Neguib Antonio Eslait Barrios             | Partido Cambio Radical                                                                                     | 2 947   | 33.57%     |
| Norosí                | Arturo Londoño Jiménez                    | Partido Cambio Radical                                                                                     | 1 676   | 55.30%     |
| Pinillos              | Alcides Gulloso García                    | Partido Liberal Colombiano                                                                                 | 6 753   | 59.34%     |
| Regidor               | Harold Quiñones Santodomingo              | Coalición El Desarrollo Continúa (Centro Democrático-Partido de la U)                                      | 1 734   | 47.82%     |
| Río Viejo             | Malgren Alberto Padilla Sierra            | Partido de Unidad Nacional                                                                                 | 2 317   | 47.37%     |
| San Cristóbal         | Carlos Manuel Julio Morales               | Partido Cambio Radical                                                                                     | 2 183   | 38.75%     |
| San Estanislao        | Rafael de Jesús Valle Ramos               | Partido Liberal Colombiano                                                                                 | 5 815   | 50.84%     |
| San Fernando          | Jorge Luis Yepes Morales                  | Partido Conservador Colombiano                                                                             | 3 514   | 52.80%     |
| San Jacinto           | Jorge Enrique Castellar Schmith           | Partido Alianza Social Independiente                                                                       | 8 058   | 50.99%     |
| San Jacinto del Cauca | Marcial Antonio Chávez Beltrán            | Partido Liberal Colombiano                                                                                 | 2 762   | 54.79%     |
| San Juan Nepomuceno   | Wilfrido Alfonso Romero Vergara           | Partido Alianza Social Independiente                                                                       | 11 170  | 50.88%     |
| San Martín de Loba    | Firus Arturo Aislant Gil                  | Partido Cambio Radical                                                                                     | 3 102   | 38.32%     |
| San Pablo             | Omar Bohórquez Rojas                      | Coalición Movimiento de la Gente (Partido Liberal-Partido Conservador)                                     | 4 651   | 36.12%     |
| Santa Catalina        | Manuel Polo Simanca                       | Coalición Unidos con el Emprendimiento por el Municipio que Anhelamos (Partido de la U-Centro Democrático) | 5 168   | 55.75%     |
| Santa Rosa            | Mario Javier Rodríguez Hernández          | Partido Liberal Colombiano                                                                                 | 5 327   | 49.17%     |
| Santa Rosa del Sur    | Fabio Orlando Mendoza Barreto             | Partido Centro Democrático                                                                                 | 9 224   | 60.00%     |
| Simití                | Orlando Manuel Gómez Solera               | Partido Cambio Radical                                                                                     | 3 273   | 39.37%     |
| Soplaviento           | Ney Durant Bahoque                        | Partido Conservador Colombiano                                                                             | 3 781   | 54.62%     |
| Talaigua Nuevo        | Angélica Leonor Carpio Quintana           | G.S.C. Movimiento Independiente por Talaigua                                                               | 2 901   | 37.97%     |
| Tiquisio              | Karen Melissa Contreras Acuña             | Partido Centro Democrático                                                                                 | 5 296   | 52.62%     |
| Turbaco               | Guillermo Enrique Torres Cueter           | Partido Colombia Humana-UP                                                                                 | 21 466  | 50.00%     |
| Turbaná               | Ana Lucía Julio Guerrero                  | Partido Conservador Colombiano                                                                             | 5 416   | 49.10%     |
| Villanueva            | Edwin Puerta Orozco                       | Partido de Unidad Nacional                                                                                 | 5 434   | 46.09%     |
| Zambrano              | Jonas Rafael Orozco Arenas                | Partido Cambio Radical                                                                                     | 3 354   | 49.05%     |

#### Boyacá
| Municipio             | Alcalde electo                       | Partido | Votos  | Porcentaje |
| --------------------- | ------------------------------------ | --- | ------ | ---------- |
| Almeida               | Orlando Castañeda Montenegro         | Partido de Unidad Nacional | 575    | 40.58%     |
| Aquitania             | Héctor Orlando Barrera Cárdenas      | Coalición Partido Conservador-Alianza Social Independiente                                                                                           | 3 195  | 34.40%     |
| Arcabuco              | Yamith Rodrigo Rodríguez López       | Coalición Partido Conservador-Centro Democrático-Partido Liberal                                                                                     | 2 000  | 52.66%     |
| Belén                 | Oscar Eduardo Boada Castro           | Partido Alianza Social Independiente | 2 336  | 47.09%     |
| Berbeo                | Daniel López Vallejo                 | Coalición Hechos y No Palabras (Alianza Verde-Partido de la U)                                                                                       | 643    | 55.96%     |
| Betéitiva             | Edwin René Pava Rincón               | Partido Cambio Radical | 866    | 55.34%     |
| Boativa               | Fabio Figueroa Jiménez               | Partido Alianza Verde | 1 912  | 58.06%     |
| Boyacá                | Rafael Antonio Rativa Díaz           | Coalición Para Servirle a Usted (Partido Liberal-Alianza Verde)                                                                                      | 1 695  | 50.07%     |
| Briceño               | Beatriz Páez Castellanos             | Partido Alianza Verde | 871    | 50.06%     |
| Buenavista            | Miguel Antonio Castillo Barragán     | Coalición Gobierno de Resultados (Cambio Radical-Partido de la U-Centro Democrático)                                                                 | 2 270  | 62.86%     |
| Busbanzá              | Wyllan Orlando Peñaloza Albarracín   | Partido Alianza Verde | 417    | 53.53%     |
| Caldas                | Isnardo Alfonso Castellanos Peña     | Coalición Unidos por el Progreso de Caldas (Partido Liberal-Centro Democrático)                                                                      | 961    | 42.62%     |
| Campohermoso          | Jaime Yesid Rodríguez Romero         | Partido Centro Democrático | 970    | 51.96%     |
| Cerinza               | Juan Alcibíades Cely Amaya           | Partido Conservador Colombiano | 739    | 28.22%     |
| Chinavita             | Fiyer Alexander Urrego Bejarano      | Partido Alianza Verde | 978    | 44.86%     |
| Chiquinquirá          | Wilmar Ancisar Triana González       | Coalición Si es Posible (Cambio Radical-Partido Liberal-MAIS-Partido de la U-Alianza Social Independiente)                                           | 11 749 | 43.61%     |
| Chíquiza              | Elkin Yamid Suaréz Pacheco           | Partido Alianza Verde | 1 990  | 51.32%     |
| Chiscas               | Camilo Andrés Caicedo Silva          | Coalición Para Servirle Sumercé (Cambio Radical-Alianza Social Independiente)                                                                        | 1 129  | 52.61%     |
| Chita                 | José Miguel Velandia Alarcón         | Partido Cambio Radical | 2 252  | 54.97%     |
| Chitaraque            | Fabián Armando Silva Sánchez         | Coalición Con el Alma por Chitaraque (Centro Democrático-Cambio Radical)                                                                             | 2 573  | 62.18%     |
| Chivatá               | Rafael Antonio Fonseca Cely          | Coalición Partido de la U-Alianza Social Independiente                                                                                               | 742    | 33.23%     |
| Chivor                | Didier Aurelio Martínez Vargas       | Partido Centro Democrático | 742    | 45.71%     |
| Ciénega               | Ramiro Fonseca Cruz                  | Partido Centro Democrático | 1 557  | 50.95%     |
| Cómbita               | Nelson Pérez Suaréz                  | Coalición Somos Más (Cambio Radical-Partido Liberal-Partido de la U-Partido Conservador-Alianza Social Independiente-Centro Democrático)             | 4 622  | 65.67%     |
| Coper                 | Aurora del Carmen Nieto              | Coalición Alcaldía de Coper (Partido de la U-Alianza Social Independiente-Partido Conservador)                                                       | 963    | 41.21%     |
| Corrales              | Pedro Antonio Lopéz Prieto           | Partido Conservador Colombiano | 1 398  | 81.75%     |
| Covarachía            | Wilson Isay Moreno Vega              | Partido Conservador Colombiano | 1 451  | 63.81%     |
| Cubará                | Aura Benilda Tegria Cistancho        | Coalición Todos por Cubará (MAIS-Partido Liberal-Alianza Verde)                                                                                      | 1 169  | 36.87%     |
| Cucaita               | José Moisés Castillo Duarte          | Partido Conservador Colombiano | 1 004  | 36.30%     |
| Cuítiva               | Segundo Aldemar Toca Suaréz          | Coalición Alianza para el Desarrollo (Alianza Verde-Partido de la U)                                                                                 | 1 014  | 71.66%     |
| Duitama               | Constanza Isabel Ramírez Acevedo     | Partido Cambio Radical | 21 208 | 36.32%     |
| El Cocuy              | Tomás Ruiz Silva                     | Partido Centro Democrático | 913    | 38.64%     |
| El Espino             | Edberto José Jaime Cocunubo          | Partido Conservador Colombiano | 861    | 50.00%     |
| Firavitoba            | Emiliano Alfonso Chaparro Fonseca    | Coalición Firavitoba Nos Une (Alianza Verde-Partido Liberal)                                                                                         | 1 610  | 39.76%     |
| Floresta              | Wilmar Julián Rincón Mariño          | Partido Alianza Verde | 1 578  | 64.51%     |
| Gachantivá            | Pedro Alonso Aguillón Puentes        | Partido Conservador Colombiano | 1 001  | 43.43%     |
| Gámeza                | José Alirio Ochica Pérez             | Coalición Generación de Oportunidades (Alianza Verde-MAIS)                                                                                           | 1 521  | 48.21%     |
| Garagoa               | Fabio Augusto Arévalo                | Coalición Garagoa Somos Todos (MAIS-Partido Liberal-Cambio Radical)                                                                                  | 3 266  | 43.08%     |
| Guacamayas            | Wilson Fernando Barón Gómez          | Partido Conservador Colombiano | 733    | 61.49%     |
| Guateque              | Iván Camilo Camero Alfonso           | Coalición Guateque Razones para Confiar (Cambio Radical-Alianza Social Independiente-Centro Democrático-Partido Conservador)                         | 3 398  | 59.97%     |
| Guayatá               | John Santiago Ruiz Alfonso           | Partido Conservador Colombiano | 1 160  | 40.35%     |
| Güicán                | Juan de Jesús Estupiñan Pérez        | Coalición Unidos por Güicán (Centro Democrático-Partido de la U)                                                                                     | 991    | 49.11%     |
| Iza                   | Robinson Leandro Salamanca Rincón    | Coalición Sumate por Iza Compromiso de Todos (Centro Democrático-Partido Conservador)                                                                | 972    | 56.94%     |
| Jenesano              | Nubia Jacqueline Caro Pérez          | Coalición Jenesano un Propósito de Todos (Partido Liberal-Alianza Verde-MAIS-Partido de la U)                                                        | 2 528  | 57.29%     |
| Jericó                | Mayerly Báez Merchán                 | Partido de Unidad Nacional | 1 340  | 51.48%     |
| La Capilla            | Raúl Hernando Rodríguez Chavarro     | Partido Alianza Verde | 1 056  | 54.63%     |
| La Uvita              | Ronald Gerardo Cordero Jaime         | Partido Alianza Verde | 545    | 29.43%     |
| La Victoria           | Leonardo Vega Bustos                 | Coalición Unidos por una Victoria Próspera y Solidaria (Cambio Radical-Partido Liberal-Alianza Social Independiente)                                 | 674    | 50.68%     |
| Labranzagrande        | Erica Paola Peña Álvarez             | Coalición Al Servicio de la Gente (Cambio Radical-MAIS)                                                                                              | 1 017  | 39.28%     |
| Macanal               | Javier Andrés Solano Rojas           | Partido Centro Democrático | 1 255  | 48.91%     |
| Maripí                | Imer Yaridma Murcia Monroy           | Coalición Maripí un Compromiso de Corazón (Alianza Verde-Partido Liberal)                                                                            | 2 085  | 50.00%     |
| Miraflores            | Fredy Alexander Holguín Ruiz         | Coalición Miraflores Progresa Más (Alianza Verde-Alianza Social Independiente)                                                                       | 2 917  | 51.69%     |
| Mongua                | Marco Fidel Silva Rojas              | Partido Conservador Colombiano | 1 932  | 57.60%     |
| Monguí                | Oswaldo Pérez Quiroz                 | Partido Centro Democrático | 1 866  | 61.38%     |
| Moniquirá             | José Clodomiro Ariza Pardo           | Movimiento Alternativo Indígena y Social | 4 350  | 36.22%     |
| Motavita              | Mery Moro Fonseca                    | Coalición Construyendo Progreso para Motavita (Partido Liberal-Cambio Radical-Partido de la U-Centro Democrático)                                    | 2 449  | 55.52%     |
| Muzo                  | Neicer Albeiro Susa Sotelo           | Coalición Partido Conservador-Partido Liberal-Partido de la U-Cambio Radical                                                                         | 2 773  | 56.10%     |
| Nobsa                 | Alfredo Hernando Niño Sierra         | Coalición Nobsa Unida (Partido Liberal-Autoridades Indígenas de Colombia-Partido Conservador-Partido de la U-Colombia Renaciente-Colombia Humana-UP) | 4 973  | 49.74%     |
| Nuevo Colón           | Héctor Wilson Castelblanco Rodríguez | Partido Alianza Verde | 1 392  | 38.54%     |
| Oicatá                | Fredy Alexander Garzón               | Coalición Oicatá Crece en Buenas Manos (Alianza Verde-Partido Liberal-Polo Democrático Alternativo-Colombia Humana-UP)                               | 913    | 41.69%     |
| Otanche               | Evelio Puentes Rocha                 | Partido Alianza Verde | 1 683  | 37.27%     |
| Pachavita             | José Fernando Roa Orjuela            | Coalición Unidos por Nuestra Tierra (Alianza Verde-Partido de la U)                                                                                  | 896    | 59.97%     |
| Páez                  | Juan Diego Morales Calderón          | Coalición Alcaldía de Páez (Partido de la U-Partido Liberal-Alianza Verde)                                                                           | 1 086  | 53.34%     |
| Paipa                 | Fabio Alberto Medrano Reyes          | Coalición En Paipa Solo Falta Sumercé (Alianza Verde-Partido Liberal)                                                                                | 9 317  | 48.23%     |
| Pajarito              | Jesús Noe Riveros López              | Partido de Unidad Nacional | 693    | 49.08%     |
| Panqueba              | Jorge Mario Ibáñez Arango            | Coalición Una Nueva Esperanza Para un Municipio Próspero (Centro Democrático-Partido Conservador-Partido de la U-Partido Liberal)                    | 779    | 64.49%     |
| Pauna                 | Henry Iván Matallana Torres          | Partido Centro Democrático | 2 580  | 56.62%     |
| Paya                  | Benjamín Pérez Cristancho            | Coalición Construyendo al Paya que Todos Queremos (Alianza Verde-MAIS)                                                                               | 826    | 62.58%     |
| Paz de Río            | Edward Edixon Archila González       | Coalición Paz de Río Avanza (Partido Liberal-Alianza Verde)                                                                                          | 1 466  | 49.37%     |
| Pesca                 | Manuel Alejandro Tambo Rodríguez     | Coalición Unidos por el Desarrollo de Pesca (Alianza Verde-Partido Liberal-Polo Democrático Alternativo)                                             | 1 363  | 29.80%     |
| Pisba                 | Wilton Giovani Ruiz Correa           | Coalición Unidos Construimos Desarrollo Social (Alianza Verde-Alianza Social Independiente)                                                          | 501    | 53.41%     |
| Puerto Boyacá         | Jilcy Esgardo Mutis Isaza            | Coalición Puerto Boyacá Primero (Cambio Radical-Partido Liberal-Partido de la U)                                                                     | 9 308  | 40.38%     |
| Quípama               | Carlos Alberto Ávila Cepeda          | Movimiento Autoridades Indígenas de Colombia | 1 375  | 41.28%     |
| Ramiriquí             | José Moisés Aguirre Sanabria         | Partido Liberal Colombiano | 3 771  | 60.01%     |
| Ráquira               | José Hernán Sierra Buitrago          | Partido Centro Democrático | 1 912  | 49.48%     |
| Rondón                | Sandro Rodolfo Borda Rojas           | Coalición Alcaldía de Rondón (Partido de la U-Alianza Verde-Cambio Radical-Partido Liberal)                                                          | 1 092  | 54.74%     |
| Saboyá                | Jeferson Leonardo Ortiz Sanabria     | Coalición Saboyá Somos Todos (Partido Liberal-Cambio Radical-Partido de la U)                                                                        | 4 242  | 56.16%     |
| Sáchica               | Hugo Buitrago                        | Coalición Propuestas Claras Para el Cambio (Partido Liberal-Centro Democrático)                                                                      | 1 166  | 38.89%     |
| Samacá                | Luis Alberto Aponte Gómez            | Coalición Seguimos Comprometidos con Samacá (Alianza Verde-Partido de la U)                                                                          | 5 244  | 49.47%     |
| San Eduardo           | Miguel Antonio Mora Vallejo          | Coalición Experiencia y Cambio, Para Volver el Progreso (Partido Liberal-Centro Democrático                                                          | 719    | 57.57%     |
| San José de Pare      | Elder Acuña Sánchez                  | Coalición Sabemos Hacerlo Bien por San José de Pare (Partido Liberal-Alianza Verde)                                                                  | 1 915  | 48.81%     |
| San Luis de Gaceno    | Juan Carlos Buitrago Salgado         | Partido Alianza Social Independiente | 1 746  | 57.74%     |
| San Mateo             | Milton Díaz Bonilla                  | Partido Alianza Verde | 1 417  | 52.64%     |
| San Miguel de Sema    | Oscar Triviño Gil                    | Partido Conservador Colombiano | 965    | 48.30%     |
| San Pablo de Borbur   | Neyder Mauricio Obando Forero        | Coalición Sembrando Futuro por San Pablo de Borbur (Alianza Verde-Partido Liberal)                                                                   | 2 400  | 58.85%     |
| Santa María           | Pablo Antonio Bernal Sánchez         | Coalición Unidos Somos Más (Centro Democrático-Partido Conservador-Partido de la U)                                                                  | 943    | 42.19%     |
| Santa Rosa de Viterbo | Wilson Ricardo Báez Solano           | Coalición "Firmeza, Lealtad y Compromiso..." (Cambio Radical-Alianza Social Independiente)                                                           | 1 545  | 25.58%     |
| Santa Sofía           | William Gustavo Parra Merchán        | Partido Conservador Colombiano | 1 219  | 56.88%     |
| Santana               | Raúl Fernando Moreno Walteros        | Coalición Unidos de Verdad (Partido Liberal-Alianza Verde)                                                                                           | 2 791  | 54.41%     |
| Sativanorte           | Jimeno García García                 | Partido Alianza Verde | 915    | 47.53%     |
| Sativasur             | Ediuson Manuel Aparicio Arismendy    | Coalición Partido Conservador-Centro Democrático | 557    | 54.50%     |
| Siachoque             | Jairo Grijalba Lancheros             | Coalición Unidos por Siachoque (Centro Democrático-Cambio Radical)                                                                                   | 1 931  | 39.41%     |
| Soatá                 | Carlos Javier Gutiérrez Sandoval     | Coalición Soatá Juntos por un Mejor Futuro (Centro Democrático-Cambio Radical-Partido Conservador)                                                   | 2 952  | 54.18%     |
| Socha                 | Zandra María Bernal Rincón           | Coalición Partido Conservador-Centro Democrático-Cambio Radical                                                                                      | 2 082  | 45.60%     |
| Socotá                | William Eusebio Correa Duran         | Partido Centro Democrático | 1 829  | 42.37%     |
| Sogamoso              | Rigoberto Alfonso Pérez              | Coalición Por un Mejor Mañana (Alianza Verde-Colombia Renaciente)                                                                                    | 20 851 | 34.63%     |
| Somondoco             | Edison Rolando Gaitán Roa            | Partido Alianza Verde | 849    | 41.99%     |
| Sora                  | Flavio Hernán Largo Duran            | Coalición Transformación Social Oportunidad para Todos (Centro Democrático-Partido Liberal-Partido Conservador)                                      | 1 091  | 45.82%     |
| Soracá                | José Misael Neva Ocasión             | Partido de Unidad Nacional | 3 429  | 74.09%     |
| Sotaquirá             | Henry Santiago Suta Toca             | Movimiento Alternativo Indígena y Social | 1 889  | 42.27%     |
| Susácon               | Silvio Alberto Rincón Ortega         | Partido Conservador Colombiano | 1 129  | 54.46%     |
| Sutamarchán           | Francisco Javier Villamil            | Coalición El Progreso de Sutamarchán Debe Continuar (Cambio Radical-Partido de la U)                                                                 | 2 436  | 51.09%     |
| Sutatenza             | Oscar Yovany Montenegro Salcedo      | Partido Conservador Colombiano | 1 492  | 54.04%     |
| Tasco                 | Juan Yesid Cusba Tibaduiza           | Coalición Partido de la U-Cambio Radical | 1 697  | 47.10%     |
| Tenza                 | José Luis Gómez Alfonso              | Coalición Tenza Unida Progreso de Todos (Centro Democrático-Partido de la U-Cambio Radical)                                                          | 1 253  | 47.53%     |
| Tibaná                | Gustavo Alexander García Parra       | Coalición Por Amor a Tibaná (Partido Liberal-Alianza Verde-Cambio Radical)                                                                           | 2 211  | 43.02%     |
| Tibasosa              | Gloria Cecilia Palacios Guastar      | Coalición Partido Conservador-Partido de la U-Partido Liberal                                                                                        | 2 220  | 33.65%     |
| Tinjacá               | Alsilver Sierra Mendieta             | Partido Conservador Colombiano | 1 243  | 55.69%     |
| Tipacoque             | Carlos Nelson Díaz Pérez             | Coalición Tipacoque Avanza (Partido de la U-Alianza Verde-Cambio Radical-Alianza Social Independiente)                                               | 1 364  | 50.33%     |
| Toca                  | Segundo Crisanto Ochoa Díaz          | Coalición En Equipo Hacemos Más (Partido de la U-MAIS-Colombia Renaciente)                                                                           | 2 929  | 50.49%     |
| Togüí                 | Germán Augusto Sánchez Sánchez       | Coalición Por el Renacer de Togüí, Juntos Podemos Más (Partido Liberal-Alianza Verde)                                                                | 1 438  | 48.75%     |
| Tópaga                | Álvaro Henry Barrera Díaz            | Partido Conservador Colombiano | 1 827  | 72.37%     |
| Tota                  | Eriverto Cruz Riaño                  | Coalición Tota por un Futuro Proactivo (Partido Liberal-Centro Democrático-Partido Conservador-Alianza Social Independiente)                         | 2 135  | 66.18%     |
| Tunja                 | Luis Alejandro Fúneme González       | Coalición Partido Conservador-Partido Liberal-Alianza Social Independiente                                                                           | 29 720 | 35.25%     |
| Tununguá              | Ermes Uriel Combita Santana          | Partido Liberal Colombiano | 803    | 84.70%     |
| Turmequé              | Pedro Antonio Murillo Moreno         | Partido Liberal Colombiano | 2 817  | 73.00%     |
| Tuta                  | Wilblin Yesid Soto Monroy            | Coalición Tuta Compromiso de Todos (Cambio Radical-Partido de la U-Alianza Social Independiente-Partido Conservador)                                 | 3 338  | 54.52%     |
| Tutazá                | Jhon Alexander Ortiz Sosa            | Partido Alianza Verde | 515    | 31.26%     |
| Umbíta                | Rafael Ernesto Ramírez Valero        | Coalición Partido Conservador-Cambio Radical-Centro Democrático                                                                                      | 2 480  | 59.62%     |
| Ventaquemada          | Nelson Bohórquez Otalora             | Coalición Partido Conservador-Centro Democrático-Cambio Radical                                                                                      | 3 045  | 35.77%     |
| Villa de Leyva        | Josué Javier Castellanos Morales     | Partido Alianza Verde | 3 248  | 35.58%     |
| Viracachá             | Gregorio Rodríguez Soler             | Coalición Partido Conservador-Centro Democrático-Cambio Radical-Partido Liberal                                                                      | 1 162  | 58.51%     |
| Zetaquira             | Oscar Yamid Ramírez López            | Coalición Mejores Oportunidades para Todos (Partido Liberal-MAIS)                                                                                    | 1 992  | 58.50%     |

#### Caldas
| Municipio   | Alcalde electo                     | Partido | Votos  | Porcentaje |
| ----------- | ---------------------------------- | --- | ------ | ---------- |
| Aguadas     | Diego Fernando González Marín      | Partido Liberal Colombiano                                                                                                  | 3 401  | 31.10%     |
| Anserma     | John Alejandro Londoño Medina      | Partido Colombia Justa Libres                                                                                               | 6 922  | 46.63%     |
| Aranzazu    | José Lisímaco Amador Cuestas       | Coalición Unidos por Aranzazu (Centro Democrático-Partido Conservador-Partido Liberal)                                      | 3 007  | 49.26%     |
| Belalcázar  | Gloria Carmenza Ospina Montes      | Coalición Juntos por Belalcázar (Centro Democrático-Partido Liberal)                                                        | 3 468  | 59.80%     |
| Chinchiná   | Eduardo Andrés Grisales López      | Coalición Chinchiná Avanza (Centro Democrático-Cambio Radical-Partido Liberal-Alianza Social Independiente)                 | 11 154 | 43.31%     |
| Filadelfia  | Willian Jairo Noreña Vásquez       | Partido de Unidad Nacional                                                                                                  | 2 549  | 44.66%     |
| La Dorada   | César Arturo Alzate Montes         | Coalición Para Retomar el Rumbo de La Dorada (G.S.C. Movimiento del Pueblo por La Dorada-Autoridades Indígenas de Colombia) | 8 987  | 29.62%     |
| La Merced   | Jhonattan Manuel Vásquez Duque     | Partido Liberal Colombiano                                                                                                  | 1 704  | 47.87%     |
| Manizales   | Carlos Mario Marín Correa          | Partido Alianza Verde | 75 729 | 41.33%     |
| Manzanares  | Gerardo Augusto Osorio Duque       | Partido de Unidad Nacional                                                                                                  | 2 842  | 32.23%     |
| Marmato     | Carlos Yesid Castro Marín          | Partido Conservador Colombiano                                                                                              | 1 592  | 37.04%     |
| Marquetalia | Francisco Javier Vélez Quiroga     | Partido Alianza Verde | 1 358  | 20.69%     |
| Marulanda   | Juan David Grajales Marulanda      | Partido Alianza Democrática Afrocolombiana                                                                                  | 738    | 47.10%     |
| Neira       | Luis Gonzaga Correa García         | Coalición Partido Conservador-Partido Liberal-Centro Democrático-Cambio Radical                                             | 6 153  | 55.76%     |
| Norcasia    | José Yonatan Manrique Garzón       | Partido de Unidad Nacional                                                                                                  | 1 645  | 43.53%     |
| Pácora      | Andrés Duque Osorio                | Coalición La Fuerza del Cambio (Partido de la U-Partido Conservador-Partido Liberal)                                        | 5 351  | 75.28%     |
| Palestina   | Mauricio Jaramillo Martínez        | Partido de Unidad Nacional                                                                                                  | 2 583  | 33.22%     |
| Pensilvania | Jorge Orlando García Restrepo      | G.S.C. Pensilvania Primero                                                                                                  | 4 309  | 43.67%     |
| Riosucio    | Marlon Alexander Tamayo Bustamante | Partido Centro Democrático                                                                                                  | 12 478 | 56.16%     |
| Risaralda   | Juan Carlos Cortés Bermúdez        | Partido Liberal Colombiano                                                                                                  | 2 863  | 50.40%     |
| Salamina    | Juan Pablo Ospina Rosas            | Coalición Alianza Social Independiente-Partido Liberal                                                                      | 3 783  | 45.97%     |
| Samaná      | Alfredo Oracid Valencia Dovale     | Coalición Juntos Hagamos Historia (G.S.C. Juntos Hagamos Historia-Alianza Democrática Afrocolombiana)                       | 6 013  | 60.85%     |
| San José    | Cristian Camilo Alzate Castañeda   | Partido Conservador Colombiano                                                                                              | 1 584  | 49.97%     |
| Supía       | Marco Antonio Londoño Zuluaga      | Coalición Siempre con la Gente (Centro Democrático-Partido Liberal)                                                         | 7 135  | 56.62%     |
| Victoria    | Elkin Echeverry Buitrago           | Coalición Proyecto E (Centro Democrático-Alianza Social Independiente)                                                      | 1 750  | 33.46%     |
| Villamaría  | Andrés Felipe Aristizábal Parra    | Coalición Un Sueño Llamado Villamaría (Partido Liberal-Centro Democrático)                                                  | 11 591 | 46.86%     |
| Viterbo     | Jhon Mario Giraldo Arrubla         | Partido Conservador Colombiano                                                                                              | 4 146  | 56.06%     |

#### Caquetá
| Municipio              | Alcalde electo                 | Partido | Votos  | Porcentaje |
| ---------------------- | ------------------------------ | --- | ------ | ---------- |
| Albania                | Harold Alberto Pérez Cuéllar   | Coalición Partido Conservador-Partido Liberal-Partido de la U                                                            | 1 601  | 54.46%     |
| Belén de los Andaquies | Magno Tomás Rosero Barrera     | Partido Conservador Colombiano                                                                                           | 2 427  | 48.17%     |
| Cartagena del Chairá   | Edilberto Molina Hernández     | Coalición El Cambio es Ahora (Partido Liberal-Cambio Radical-Centro Democrático)                                         | 3 464  | 34.65%     |
| Curillo                | María Edith Rivera Bermeo      | Partido Conservador Colombiano                                                                                           | 1 401  | 35.88%     |
| El Doncello            | Gerson Enrique Gaviria Cuestas | Coalición Por El Doncello que Todos Queremos (Alianza Social Independiente-Centro Democrático)                           | 5 290  | 61.49%     |
| El Paujil              | Ludivia Hernández Calderón     | Partido Liberal Colombiano                                                                                               | 3 381  | 51.14%     |
| Florencia              | Luis Antonio Ruiz Cicery       | Partido Alianza Verde | 23 344 | 34.69%     |
| La Montañita           | Pablo Emilio Zapata Nicholles  | Partido Conservador Colombiano                                                                                           | 2 711  | 38.65%     |
| Milán                  | Nayive López Olaya             | Coalición Partido Conservador-Cambio Radical-Partido de la U-Alianza Social Independiente                                | 2 101  | 53.46%     |
| Morelia                | Hernán Flórez Cuéllar          | Partido Liberal Colombiano                                                                                               | 1 157  | 48.55%     |
| Puerto Rico            | Wilmer Cárdenas Rodríguez      | Coalición Para que Vuelva el Progreso (Partido Liberal-Cambio Radical)                                                   | 3 653  | 36.30%     |
| San José de Fragua     | Carmenza Collazos Urquina      | Partido Conservador Colombiano                                                                                           | 3 168  | 49.03%     |
| San Vicente del Caguán | Julián Alfredo Perdomo Losada  | Coalición Todos por San Vicente del Caguán (Partido de la U-Partido Liberal-Alianza Social Independiente-Cambio Radical) | 9 668  | 58.59%     |
| Solano                 | Edison Tascon Rubio            | Coalición Todos por un Solano Más Humano y Productivo (Alianza Social Independiente-Polo Democrático Alternativo)        | 1 959  | 43.72%     |
| Solita                 | Luis Antonio Morales Cubillos  | Partido de Unidad Nacional                                                                                               | 1 208  | 37.77%     |
| Valparaíso             | Harlinzon Ramírez Rojas        | Movimiento Autoridades Indígenas de Colombia                                                                             | 1 116  | 31.16%     |

#### Casanare
| Municipio            | Alcalde electo                  | Partido | Votos  | Porcentaje |
| -------------------- | ------------------------------- | --- | ------ | ---------- |
| Aguazul              | Martha Johana Moreno Fonseca    | Coalición Aguazul Social Productivo y Sostenible (Partido Liberal-Cambio Radical-Alianza Social Independiente) | 10 070 | 45.39%     |
| Chámeza              | John Alexander Cubides Numpaque | Partido Centro Democrático                                                                                     | 1 031  | 63.84%     |
| Hato Corozal         | Darío Yesid García Barray       | Partido Centro Democrático                                                                                     | 2 164  | 38.96%     |
| La Salina            | Octavio Salamanca Moreno        | Partido Liberal Colombiano                                                                                     | 340    | 48.91%     |
| Maní                 | Jersson Esneyder Montoya Hoyos  | Partido Liberal Colombiano                                                                                     | 2 690  | 32.45%     |
| Monterrey            | Carlos Iván Díaz Solano         | Partido Centro Democrático                                                                                     | 2 383  | 27.50%     |
| Nunchía              | Norberto Martínez               | Movimiento Autoridades Indígenas de Colombia                                                                   | 1 400  | 27.87%     |
| Orocué               | Monchy Yobany Moreno Gualdron   | Partido Cambio Radical                                                                                         | 3 855  | 58.66%     |
| Paz de Ariporo       | Eunice Escobar Bernal           | Partido Centro Democrático                                                                                     | 7 402  | 41.45%     |
| Pore                 | Cristina Guarnizo Tibaduiza     | Partido Centro Democrático                                                                                     | 2 091  | 34.91%     |
| Recetor              | Edgar Yesid Bernal Gallego      | Partido Liberal Colombiano                                                                                     | 418    | 38.53%     |
| Sabanalarga          | William Alberto Roa Alonso      | Partido Cambio Radical                                                                                         | 1 359  | 61.83%     |
| Sácama               | Duvan Yair González Coca        | Partido Conservador Colombiano                                                                                 | 723    | 56.00%     |
| San Luis de Palenque | Jovani Alberto Plata Plata      | Partido Alianza Verde                                                                                          | 3 066  | 58.88%     |
| Támara               | Leonel Rodríguez Walteros       | Coalición Unidos Támara Emprende (G.S.C. Unidos Tamará Emprende-Partido Liberal)                               | 1 456  | 40.76%     |
| Tauramena            | Tele Wosbon Amaya Zorro         | Partido Colombia Justa Libres                                                                                  | 4 154  | 30.69%     |
| Trinidad             | Jesús Nolberto Monroy Moreno    | Partido Centro Democrático                                                                                     | 3 002  | 40.19%     |
| Villanueva           | Oswal Fontecha Pachón           | Partido Centro Democrático                                                                                     | 5 711  | 33.90%     |
| Yopal                | Luis Eduardo Castro             | Partido Alianza Social Independiente                                                                           | 23 850 | 29.69%     |

#### Cauca
| Municipio              | Alcalde electo                  | Partido | Votos  | Porcentaje |
| ---------------------- | ------------------------------- | --- | ------ | ---------- |
| Almaguer               | Inty Wayna Chikanqana           | Coalición Continuemos Juntos (MAIS-Cambio Radical)                                                              | 5 248  | 58.35%     |
| Argelia                | Jhonnatan Patiño Cerón          | Partido Alianza Verde                                                                                           | 7 126  | 57.19%     |
| Balboa                 | Johnny Alexander Davila Imbachi | Coalición Unidad Social por Balboa (Partido Liberal-Partido de la U-Colombia Renaciente)                        | 6 416  | 60.23%     |
| Bolívar                | Jorge Alberto Macias Rosero     | Partido Colombia Renaciente                                                                                     | 8 871  | 52.32%     |
| Buenos Aires           | Oscar Eduin López Sánchez       | Partido de Unidad Nacional                                                                                      | 4 953  | 49.89%     |
| Cajibío                | Yohn Wilmer Campo Flor          | Partido Liberal Colombiano                                                                                      | 5 089  | 34.43%     |
| Caldono                | José Vicente Otero Chate        | Movimiento Alternativo Indígena y Social                                                                        | 6 027  | 44.95%     |
| Caloto                 | Gonzalo Emilio Ramírez Velasco  | Coalición Partido Conservador-Partido Liberal                                                                   | 5 995  | 49.18%     |
| Corinto                | Martha Cecilia Velasco Guzmán   | Coalición La Unión es la Fuerza (Partido Liberal-Alianza Verde)                                                 | 4 041  | 36.10%     |
| El Tambo               | Carlos Alberto Vela Galíndez    | Partido Liberal Colombiano                                                                                      | 10 008 | 58.68%     |
| Florencia              | Orbey Fuentes Ortega            | Partido Cambio Radical                                                                                          | 2 365  | 65.64%     |
| Guachené               | Elmer Abonía Rodríguez          | Partido Liberal Colombiano                                                                                      | 5 360  | 49.54%     |
| Guapí                  | Plutarco Marino Grueso Obregón  | Coalición Frente Amplio por Guapí (Colombia Humana-UP-MAIS-FARC)                                                | 4 387  | 43.43%     |
| Inzá                   | Geidy Xiomara Ortega Trujillo   | Coalición Juntos para Llegar, Juntos para Gobernar (Alianza Verde-Polo Democrático Alternativo-Partido Liberal) | 4 340  | 36.78%     |
| Jambaló                | James Eduardo Medina Cruz       | Movimiento Alternativo Indígena y Social                                                                        | 4 104  | 71.52%     |
| La Sierra              | Miller Miguel Hurtado Muñoz     | Coalición La Fuerza del Campo (Cambio Radical-Partido de la U)                                                  | 2 478  | 37.39%     |
| La Vega                | Oscar Fernando Molano Ordóñez   | Coalición Gobernar para Servir (Alianza Verde-Partido Liberal-Partido Conservador)                              | 6 008  | 52.81%     |
| López de Micay         | Wanner Darío Suárez Mantilla    | Partido de Unidad Nacional                                                                                      | 4 976  | 57.63%     |
| Mercaderes             | Fernando Albeiro Díaz Salamanca | Partido Conservador Colombiano                                                                                  | 5 010  | 58.13%     |
| Miranda                | Samuel Londoño Ortega           | Coalición Alcaldía de Miranda Cauca (Partido de la U-Partido Conservador-Colombia Renaciente)                   | 9 145  | 62.48%     |
| Morales                | Víctor Félix Sabogal Arboleda   | Partido Conservador Colombiano                                                                                  | 5 084  | 40.83%     |
| Padilla                | Cristóbal Morales Mazo          | Partido Colombia Justa Libres                                                                                   | 2 212  | 44.45%     |
| Páez                   | Duban Arbey Velasco Velasco     | Movimiento Alternativo Indígena y Social                                                                        | 7 091  | 62.00%     |
| Patía                  | Orlando Muñoz Martínez          | Partido Alianza Social Independiente                                                                            | 5 082  | 37.03%     |
| Piamonte               | Manuel Agustín Cuellar Becerra  | Partido Liberal Colombiano                                                                                      | 1 974  | 52.31%     |
| Piendamó               | Victor Hugo Franco Muñoz        | Coalición Para Volver a Creer (Partido Liberal-Cambio Radical)                                                  | 5 620  | 34.74%     |
| Popayán                | Juan Carlos López Castrillón    | Coalición Creo en Popayán (Colombia Renaciente-Alianza Verde)                                                   | 30 466 | 24.22%     |
| Puerto Tejada          | Dagoberto Domínguez Caicedo     | Partido Alianza Verde                                                                                           | 7 500  | 36.41%     |
| Puracé                 | Víctor Raúl Bonilla Vásquez     | Partido Cambio Radical                                                                                          | 2 237  | 35.35%     |
| Rosas                  | José Roberto Campo Osorio       | Partido Conservador Colombiano                                                                                  | 2 171  | 35.13%     |
| San Sebastián          | Yobany Anacona Anacona          | Partido Alianza Social Independiente                                                                            | 3 060  | 53.57%     |
| Santa Rosa             | Diego Andrés Ortiz Bambague     | Partido de Unidad Nacional                                                                                      | 1 241  | 41.52%     |
| Santander de Quilichao | Lucy Amparo Guzmán González     | Partido Liberal Colombiano                                                                                      | 27 475 | 63.07%     |
| Silvia                 | Mercedes Tunubalá Velasco       | Movimiento Autoridades Indígenas de Colombia                                                                    | 4 226  | 33.11%     |
| Sotará                 | Blanca Lucy Agredo Muñoz        | Coalición Cosechemos Juntos (Partido Liberal-MAIS)                                                              | 2 638  | 52.80%     |
| Suárez                 | Ronal Villegas Orlas            | Partido Colombia Renaciente                                                                                     | 3 319  | 33.78%     |
| Sucre                  | Lheidy Patricia Muñoz Gómez     | Partido Liberal Colombiano                                                                                      | 2 627  | 56.65%     |
| Timbío                 | Maribel Perafán Gallardo        | Partido Cambio Radical                                                                                          | 5 270  | 30.07%     |
| Timbiquí               | Neyla Yadira Amu Vente          | Partido Cambio Radical                                                                                          | 5 347  | 51.33%     |
| Toribío                | Silvio Hernán Valencia Lemus    | Partido de Unidad Nacional                                                                                      | 5 510  | 48.67%     |
| Totoró                 | José Fernando Conejo            | Coalición Pacto por Totoró (Autoridades Indígenas de Colombia-Alianza Social Independiente)                     | 5 573  | 64.23%     |
| Villa Rica             | Roller Escobar Gómez            | Partido Liberal Colombiano                                                                                      | 5 492  | 54.38%     |

#### Cesar
| Municipio           | Alcalde electo                     | Partido | Votos  | Porcentaje |
| ------------------- | ---------------------------------- | --- | ------ | ---------- |
| Aguachica           | Robinson Antonio Manosalva Saldaña | Polo Democrático Alternativo                                                                                                | 15 403 | 32.28%     |
| Agustín Codazzi     | Omar Enrique Benjumea Ospino       | Coalición Oportunidad y Bienestar para Todos (Alianza Verde-Colombia Humana-UP-Colombia Renaciente)                         | 6 485  | 21.09%     |
| Astrea              | Juan Manuel Ortega Rapalino        | Partido Conservador Colombiano                                                                                              | 5 481  | 51.18%     |
| Becerril            | Raúl Fernando Machado Luna         | Partido de Unidad Nacional                                                                                                  | 6 070  | 52.43%     |
| Bosconia            | Edulfo Villar Estrada              | Movimiento Alternativo Indígena y Social                                                                                    | 5 041  | 25.75%     |
| Chimichagua         | Celso Moreno Borrero               | Partido Conservador Colombiano                                                                                              | 4 482  | 29.90%     |
| Chiriguaná          | Carlos Iván Caamaño Cuadro         | Partido de Unidad Nacional                                                                                                  | 7 210  | 45.81%     |
| Curumaní            | Henry Chacón Amaya                 | Coalición Alianza por Curumaní (Cambio Radical-Partido Liberal)                                                             | 9 031  | 50.20%     |
| El Copey            | Francisco Manuel Meza Altamar      | Partido Liberal Colombiano                                                                                                  | 4 718  | 29.93%     |
| El Paso             | Andry Enrique Aragón Villalobos    | Movimiento Alternativo Indígena y Social                                                                                    | 5 083  | 28.43%     |
| Gamarra             | Diomar Claro Márquez               | Partido de Unidad Nacional                                                                                                  | 3 138  | 38.77%     |
| González            | Oscar Emiro Osorio Ríos            | Partido Conservador Colombiano                                                                                              | 1 636  | 48.89%     |
| La Gloria           | Jorge Eliécer Toro Rodríguez       | Partido Liberal Colombiano                                                                                                  | 4 093  | 50.59%     |
| La Jagua de Ibirico | Ovelio Enrique Jiménez Machado     | G.S.C. El Pueblo Primero | 10 381 | 49.35%     |
| La Paz              | Martín Guillermo Zuleta Mieles     | Partido de Unidad Nacional                                                                                                  | 5 314  | 37.26%     |
| Manaure             | Henry Oñate Fragozo                | Coalición Partido Conservador-Partido Liberal-Alianza Social Independiente                                                  | 2 607  | 43.12%     |
| Pailitas            | Carlos Javier Toro Velásquez       | Coalición Juntos por Pailitas (G.S.C. Juntos por Pailitas-MAIS-Partido de la U-Cambio Radical-Alianza Social Independiente) | 6 389  | 61.30%     |
| Pelaya              | Alexander Quintero Contreras       | Coalición Juntos por el Cambio (G.S.C. Firme Pelaya-Alianza Verde-MAIS)                                                     | 4 046  | 40.06%     |
| Pueblo Bello        | Danilo Duque Barón                 | Coalición Partido Conservador-Partido de la U-Cambio Radical-Partido Liberal                                                | 5 922  | 48.82%     |
| Río de Oro          | José Helí Santana Rincón           | Partido Conservador Colombiano                                                                                              | 5 862  | 51.49%     |
| San Alberto         | Carlos Arturo Ríos Vera            | Partido Colombia Renaciente                                                                                                 | 4 271  | 34.64%     |
| San Diego           | Carlos Mario Calderón Ortega       | Coalición Por Ti San Diego (Alianza Social Independiente-Partido de la U)                                                   | 5 201  | 49.71%     |
| San Martín          | Leusman Guerra Rico                | Coalición San Martín Merece Más (Cambio Radical-Partido Liberal)                                                            | 7 546  | 59.44%     |
| Tamalameque         | Luis Hernando Lascarro Tafur       | Coalición Trabajemos Juntos (Cambio Radical-Alianza Democrática Afrocolombiana)                                             | 4 228  | 55.97%     |
| Valledupar          | Mello Castro González              | Partido de Unidad Nacional                                                                                                  | 72 585 | 39.79%     |

#### Chocó
| Municipio          | Alcalde electo                           | Partido                                                                                                  | Votos  | Porcentaje |
| ------------------ | ---------------------------------------- | --- | ------ | ---------- |
| Acandí             | Alexander Murillo Robledo                | Partido Liberal Colombiano                                                                               | 2 359  | 39.30%     |
| Alto Baudo         | Ulises Palacios Palacios                 | Partido de Unidad Nacional                                                                               | 3 345  | 45.23%     |
| Atrato             | Juan Génecy Bejarano Martínez            | Partido Cambio Radical                                                                                   | 2 399  | 42.64%     |
| Bagadó             | Walter Stivet Serna Palomeque            | Partido Liberal Colombiano                                                                               | 2 302  | 48.53%     |
| Bahía Solano       | Ulmer Mosquera Gutiérrez                 | Partido Liberal Colombiano                                                                               | 2 978  | 55.82%     |
| Bajo Baudo         | Hermenegildo Adalberto González Ibarguen | Partido de Unidad Nacional                                                                               | 4 974  | 63.84%     |
| Bojayá             | Edilfredo Machado Valencia               | Partido Liberal Colombiano                                                                               | 2 856  | 55.64%     |
| Carmen del Darién  | Pedro José Mena Maquilón                 | Partido Liberal Colombiano                                                                               | 2 857  | 67.16%     |
| Certegui           | Yoliceth Palacios Mena                   | Coalición Partido Conservador-Alianza Democrática Afrocolombiana                                         | 2 221  | 61.47%     |
| Condoto            | Yeferson Lozano Mosquera                 | Partido Liberal Colombiano                                                                               | 3 353  | 47.73%     |
| El Cantón          | Oscar Antonio Palacios Palacios          | Coalición Prosperidad para mi Gente (Partido de la U-Partido Liberal)                                    | 2 022  | 52.51%     |
| El Carmen          | Jaiberth De Jesús Ríos Oquendo           | Partido de Unidad Nacional                                                                               | 1 340  | 30.90%     |
| El Litoral         | Elio Carlino Moreno Ibarguen             | Partido Liberal Colombiano                                                                               | 2 255  | 43.21%     |
| Istmina            | Hever Córdoba Manyoma                    | Partido Liberal Colombiano                                                                               | 6 140  | 47.33%     |
| Juradó             | Jenny Lucía Rivas Herrera                | Partido Liberal Colombiano                                                                               | 1 136  | 52.06%     |
| Lloró              | Moisés Córdoba Ramos                     | Coalición Unidos por Amor a Lloró (Partido Liberal-Partido de la U)                                      | 1 954  | 39.94%     |
| Medio Atrato       | Wilfrido Córdoba Moya                    | Movimiento Alternativo Indígena y Social                                                                 | 1 829  | 39.87%     |
| Medio Baudo        | Fredy Ramírez Valencia                   | Partido Liberal Colombiano                                                                               | 3 326  | 52.72%     |
| Medio San Juan     | José Oliver Moreno                       | Coalición Un Gobierno Diferente para Servir a la Gente (Partido de la U-MAIS)                            | 950    | 19.16%     |
| Novita             | León Fabio Hurtado Mosquera              | Coalición Por una Nóvita Mejor para Todos (Cambio Radical-Alianza Social Independiente)                  | 1 466  | 44.26%     |
| Nuqui              | Yefer Arley Gamboa Palacios              | Partido Liberal Colombiano                                                                               | 1 425  | 32.31%     |
| Quibdó             | Martín Emilio Sánchez Valencia           | Coalición Partido Conservador-Partido Liberal-Alianza Verde                                              | 13 354 | 30.01%     |
| Río Iró            | Edson de Jesús Perea Mosquera            | Partido Liberal Colombiano                                                                               | 1 520  | 57.14%     |
| Río Quito          | Herlin Antonio Mosquera Córdoba          | Coalición El Buen Hijo Vuelve a Casa para Seguir Marcando la Diferencia (Cambio Radical-Partido de la U) | 2 383  | 47.48%     |
| Riosucio           | Conrad Valoyes Mendoza                   | Partido Liberal Colombiano                                                                               | 4 952  | 45.17%     |
| San José Palmar    | Yina Marelvy Moreno Mosquera             | Partido Conservador Colombiano                                                                           | 1 330  | 49.30%     |
| Sipi               | Yeison Wilmer Rivas Murillo              | Partido Cambio Radical                                                                                   | 838    | 40.50%     |
| Tadó               | Cristian Copete Mosquera                 | Coalición Por Tadó me la Juego Toda (Cambio Radical-Partido de la U)                                     | 2 186  | 25.62%     |
| Unguia             | Anuar Fernando Tapias Ruiz               | Coalición Unidos es Posible (Partido de la U-MAIS-Alianza Democrática Afrocolombiana)                    | 2 579  | 47.91%     |
| Unión Panamericana | Oscar Jhoel Rengifo Mosquera             | Coalición Comprometidos por el Cambio para Servir (Partido de la U-Cambio Radical-Partido Liberal)       | 2 058  | 50.31%     |

#### Córdoba
| Municipio               | Alcalde electo                   | Partido                                                                               | Votos   | Porcentaje |
| ----------------------- | -------------------------------- | ------------------------------------------------------------------------------------- | ------- | ---------- |
| Ayapel                  | Isidro José Vergara Farak        | Partido Liberal Colombiano                                                            | 12 088  | 53.56%     |
| Buenavista              | Félix Gutiérrez Córdoba          | Partido de Unidad Nacional                                                            | 6 800   | 53.95%     |
| Canalete                | Miguel Eugenio González Suaréz   | Partido de Unidad Nacional                                                            | 6 599   | 58.62%     |
| Cereté                  | Luis Antonio Rhenals Otero       | Partido Colombia Renaciente                                                           | 30 301  | 58.06%     |
| Chimá                   | José Gregorio Banda Hoyos        | Movimiento Autoridades Indígenas de Colombia                                          | 5 425   | 54.41%     |
| Chinú                   | Orlando Fabio Castillo Bermejo   | Movimiento Autoridades Indígenas de Colombia                                          | 16 936  | 58.26%     |
| Ciénaga de Oro          | Ana Luz Bedoya Usta              | Partido de Unidad Nacional                                                            | 16 239  | 48.59%     |
| Cotorra                 | Guillermo Llorente Petro         | Coalición Unidos por Cotorra (Cambio Radical-Partido Conservador)                     | 6 215   | 50.40%     |
| La Apartada             | Luis Carlos González Jaramillo   | Partido Liberal Colombiano                                                            | 4 989   | 57.31%     |
| Lorica                  | Jorge Isaac Negrete López        | Partido Liberal Colombiano                                                            | 31 963  | 50.01%     |
| Los Córdobas            | Andrés Felipe Racero Yances      | Partido de Unidad Nacional                                                            | 6 069   | 57.71%     |
| Momil                   | Gabriel Antonio Bittar Díaz      | Coalición Yo Amo a Momil (Partido de la U-Cambio Radical)                             | 6 167   | 53.58%     |
| Montelíbano             | José David Cura Buelvas          | Partido de Unidad Nacional                                                            | 16 404  | 42.65%     |
| Montería                | Carlos Alberto Ordosgoitia Sanin | Coalición Ahora la Gente (Partido Conservador-Partido Liberal-Partido de la U)        | 114 964 | 51.72%     |
| Moñitos                 | Javier Francisco Olea Blanquicet | Partido Liberal Colombiano                                                            | 6 431   | 46.07%     |
| Planeta Rica            | Rubén Darío Tamayo Espitia       | Coalición Partido Conservador-Cambio Radical                                          | 19 364  | 55.83%     |
| Pueblo Nuevo            | Fidel Antonio Mercado González   | Coalición Todos por Pueblo Nuevo (Cambio Radical-Partido de la U-Partido Conservador) | 9 121   | 48.00%     |
| Puerto Escondido        | Heidy Johanna Torres Becerra     | Partido de Unidad Nacional                                                            | 4 930   | 37.67%     |
| Puerto Libertador       | Eder John Soto Cuadrado          | Partido Cambio Radical                                                                | 9 315   | 47.52%     |
| Purísima                | Néstor Manuel Lemus Paternina    | Partido de Unidad Nacional                                                            | 5 351   | 49.71%     |
| Sahagún                 | Jorge David Pastrana Sagre       | Coalición Mi Compromiso es con Sahagún (Partido de la U-Cambio Radical)               | 31 767  | 56.06%     |
| San Andrés de Sotavento | Stalin Humberto Madrigal Mercado | Movimiento Autoridades Indígenas de Colombia                                          | 8 445   | 39.11%     |
| San Antero              | Lormandy Martínez Duran          | Partido Liberal Colombiano                                                            | 7 176   | 40.76%     |
| San Bernardo del Viento | Mauro Alfonso Oliveros Genes     | Movimiento Autoridades Indígenas de Colombia                                          | 9 433   | 53.38%     |
| San Carlos              | Leda Lucía López Gómez           | Coalición Oportunidad Para Todos (Partido de la U-Cambio Radical)                     | 5 423   | 39.85%     |
| San José de Uré         | Custodio Liborio Acosta Urzola   | Partido de Unidad Nacional                                                            | 2 628   | 49.83%     |
| San Pelayo              | Harving Vladimir Espitia Arteaga | Partido Conservador Colombiano                                                        | 18 033  | 66.39%     |
| Tierralta               | Daniel Enrique Montero Montes    | Coalición Tierralta Sí se Puede (Colombia Renaciente-Cambio Radical-Partido Liberal)  | 23 977  | 56.76%     |
| Tuchín                  | Alexis Salgado Agudelo           | Partido Centro Democrático                                                            | 4 764   | 26.25%     |
| Valencia                | Mario Atencio Doria              | Partido Liberal Colombiano                                                            | 9 787   | 55.05%     |

#### Cundinamarca
| Municipio                  | Alcalde electo                        | Partido | Votos  | Porcentaje |
| -------------------------- | ------------------------------------- | --- | ------ | ---------- |
| Agua de Dios               | Luis Felipe Tapias Cárdenas           | Partido Cambio Radical | 3 080  | 43.45%     |
| Albán                      | Liliana Bernal Contreras              | Partido Centro Democrático | 1 726  | 48.90%     |
| Anapoima                   | Hugo Alexander Bermúdez Riveros       | Coalición Partido Liberal-Partido de la U-Partido Conservador | 3 316  | 42.73%     |
| Anolaima                   | Luis Hernando Martínez Zabaleta       | Partido Alianza Verde | 2 789  | 38.58%     |
| Apulo                      | Maribel Rocío Hernández Vanegas       | Coalición Juntos Vamos a Lograrlo por Apulo (Partido Liberal-Colombia Renaciente) | 1 838  | 37.24%     |
| Arbeláez                   | Gisel Karina Garzón Avellaneda        | Coalición Partido Conservador-Autoridades Indígenas de Colombia | 2 321  | 38.36%     |
| Beltrán                    | Julio César Guzmán Ospina             | Partido de Unidad Nacional | 788    | 46.68%     |
| Bituima                    | Javier Alberto Cortes Cristancho      | Coalición Partido Conservador-Cambio Radical | 1 376  | 74.46%     |
| Bojacá                     | Jhon Alberto Molina Mora              | Coalición Bojacá Seguimos Creyendo (Partido Liberal-Cambio Radical-Partido Conservador-Partido de la U) | 1 921  | 38.19%     |
| Cabrera                    | Julio Moreno Correa                   | Partido Polo Democrático Alternativo | 1 345  | 55.65%     |
| Cachipay                   | Efraín Moncada Sánchez                | Coalición Partido de la U-Partido Conservador-MAIS-Alianza Social Independiente-Alianza Verde | 2 801  | 43.51%     |
| Cajicá                     | Fabio Hernán Ramírez Rodríguez        | Coalición Unidos con Toda Seguridad (Partido Conservador-Centro Democrático-Partido de la U-Colombia Justa Libres) | 11 499 | 34.73%     |
| Caparrapí                  | Gonzalo Ramírez Gaitán                | Partido Conservador Colombiano | 1 786  | 26.97%     |
| Cáqueza                    | Jaime Hernando Carrillo Velásquez     | Coalición Oportunidad para Todos (Cambio Radical-Partido de la U-Alianza Social Independiente-MAIS) | 4 637  | 49.05%     |
| Carmen de Carupa           | Giovanni Murcia Leyva                 | Coalición Construyendo Sociedad, Gobierno de Resultados (Cambio Radical-Partido de la U) | 2 786  | 60.26%     |
| Chaguaní                   | Luis Carlos Guerrero Pardo            | Coalición Chaguaní un Gobierno con Visión al Campo (Partido de la U-Partido Conservador-Cambio Radical) | 1 050  | 38.62%     |
| Chía                       | Luis Carlos Segura Rubiano            | Partido Conservador Colombiano | 11 886 | 20.28%     |
| Chipaque                   | Camilo Albeiro Pardo Muñoz            | Coalición Partido Conservador-Alianza Social Independiente-Centro Democrático | 3 418  | 56.13%     |
| Choachí                    | Carlos Alberdi Velásquez Garzón       | Partido Centro Democrático | 3 917  | 47.46%     |
| Chocontá                   | Rodrigo Armando Chicuasuque Fernández | Coalición Unidos y Comprometidos por Chocontá (Cambio Radical-Autoridades Indígenas de Colombia-Partido Liberal) | 4 510  | 42.56%     |
| Cogua                      | Cristian Chávez Salas                 | Coalición Sentido por lo Nuestro (Cambio Radical-Partido Liberal-Alianza Social Independiente-MAIS) | 3 372  | 30.20%     |
| Cota                       | Néstor Orlando Balsero García         | Movimiento Alternativo Indígena y Social | 6 474  | 36.01%     |
| Cucunubá                   | José Benito Martínez Pascagaza        | Coalición Salvemos Nuestro Cucunubá (Partido de la U-Cambio Radical-Alianza Verde) | 2 380  | 59.83%     |
| El Colegio                 | Andrés Hernando Guerrero Puerto       | Coalición Unidos es Posible (G.S.C. Colegiunos Libres-Partido Conservador-Alianza Verde) | 6 807  | 49.26%     |
| El Peñón                   | Neftalí Silva Bustos                  | Partido de Unidad Nacional | 1 669  | 52.06%     |
| El Rosal                   | Gustavo Alberto Campos Acero          | Coalición El Rosal para Vivir Mejor (G.S.C. El Rosal Para Vivir Mejor-Partido Liberal-Partido Conservador-Cambio Radical-Centro Democrático)                                                                               | 5 687  | 47.58%     |
| Facatativá                 | Guillermo Eduardo Aldana Dimas        | Partido Polo Democrático Alternativo | 19 572 | 32.83%     |
| Fómeque                    | Jorge Arturo Romero Romero            | Partido Conservador Colombiano | 2 980  | 41.16%     |
| Fosca                      | José Gilberto Rey Romero              | Coalición Partido Conservador-Partido de la U | 2 435  | 57.91%     |
| Funza                      | Daniel Felipe Bernal Montealegre      | Coalición Contrigo, Funza Evoluciona (Cambio Radical-Alianza Social Independiente-Alianza Verde-Partido Conservador-Partido Liberal-Autoridades Indígenas de Colombia-Partido de la U)                                     | 18 732 | 42.71%     |
| Fúquene                    | Fabio Domingo Cortes Alarcón          | Coalición Fabio Domingo Alcalde (Alianza Verde-Cambio Radical) | 1 405  | 46.99%     |
| Fusagasugá                 | Jhon Jairo Hortua Villalba            | Partido Alianza Verde | 13 834 | 23.02%     |
| Gachalá                    | Héctor Hernán Barreto Parra           | Coalición Experencia para Grandes Soluciones (Cambio Radical-Partido de la U-Partido Conservador-Centro Democrático) | 2 397  | 61.38%     |
| Gachancipá                 | Karen Milena León Aroca               | Coalición Comprometidos por el Cambio (Alianza Verde-Partido Conservador) | 2 588  | 32.51%     |
| Gachetá                    | Mónica Romero Parra                   | Partido de Unidad Nacional | 2 124  | 37.74%     |
| Gama                       | Juan Pablo Linares Gómez              | Coalición Partido Conservador-Partido de la U-Cambio Radical | 1 643  | 77.06%     |
| Girardot                   | José Francisco Lozano Sierra          | Coalición Lozano Alcalde (Alianza Social Independiente-Centro Democrático) | 14 330 | 27.95%     |
| Granada                    | Jorge Alberto Sierra Padilla          | Coalición Granada con Proyección, Gestíon y Experiencia (Partido Liberal-Partido de la U-Autoridades Indígenas de Colombia)                                                                                                | 2 700  | 61.29%     |
| Guachetá                   | Jeffer Manuel Siatoba Barbosa         | Coalición Guachetá Unida Incluyente y Transformada (Cambio Radical-Partido Liberal-MAIS-Alianza Social Independiente) | 3 431  | 55.14%     |
| Guaduas                    | Germán Herrera Gómez                  | Partido Centro Democrático | 4 348  | 30.34%     |
| Guasca                     | Omar Javier Cifuentes Romero          | Partido Centro Democrático | 2 795  | 36.09%     |
| Guataquí                   | Diana Victoria Devia Pulido           | Coalición Por la Alcaldía de Guataquí (Partido de la U-Partido Liberal-Alianza Social Independiente-MAIS) | 1 079  | 53.31%     |
| Guatavita                  | Ruby Jimena Prieto Prieto             | Partido Alianza Verde | 1 519  | 36.43%     |
| Guayabal de Síquima        | Juan Manuel Lobo Beltrán              | Coalición Una Propuesta Nueva que Une a Nuestro Pueblo (Cambio Radical-Alianza Social Independiente) | 1 507  | 50.83%     |
| Guayabetal                 | Sonia Yamile Moreno Baquero           | Coalición Partido Conservador-Centro Democrático | 1 987  | 55.92%     |
| Gutiérrez                  | Juan Pablo Sánchez Morales            | Coalición Unidos por Gutiérrez (Cambio Radical-Partido de la U-Partido Liberal-Colombia Renaciente) | 1 317  | 60.36%     |
| Jerusalén                  | Guillermo Enrique González Bernal     | Coalición Jerusalén Somos Todos (Cambio Radical-Partido de la U-MAIS) | 1 301  | 67.17%     |
| Junín                      | José Numael Jiménez Castillo          | Partido Conservador Colombiano | 1 484  | 39.79%     |
| La Calera                  | Carlos Cenen Escobar Rioja            | Partido de Reivindicación Étnica | 4 413  | 30.72%     |
| La Mesa                    | Cornelio Humberto Segura Barragán     | Coalición La Mesa en el Corazón (Centro Democrático-Partido Conservador-Partido de la U) | 8 085  | 53.93%     |
| La Palma                   | John Jairo Pulido Pulgarin            | Coalición Juntos por la Palma (Cambio Radical-MAIS) | 3 176  | 57.50%     |
| La Peña                    | Luis Ángel Farfán Triana              | Coalición Partido Conservador-Centro Democrático | 2 933  | 57.83%     |
| La Vega                    | Eduar Ricardo Matiz Padilla           | Coalición La Vega para Seguir Avanzando (Cambio Radical-Partido de la U-Partido Conservador) | 3 461  | 37.65%     |
| Lenguazaque                | Francisco Augusto López Rodríguez     | Coalición Partido Conservador-Centro Democrático-Partido Liberal | 2 254  | 41.12%     |
| Machetá                    | Julio Solano Cárdenas Garzón          | Coalición Partido Conservador-Centro Democrático-Partido de la U | 2 390  | 52.52%     |
| Madrid                     | Jorge Andrés Tovar Forero             | Coalición Madrid ¡Juntos Crecemos! (G.S.C. Madrid Crece Contigo-Partido de la U-Cambio Radcial-Partido Conservador-Alianza Social Independiente-MAIS-Autoridades Indígenas de Colombia-Alianza Democrática Afrocolombiana) | 20 622 | 49.01%     |
| Manta                      | Guillermo Arturo Robayo Piñeros       | Partido Conservador Colombiano | 1 702  | 53.20%     |
| Medina                     | Darío Ernesto Piñeros Marta           | Coalición Siempre con la Gente (Cambio Radical-Alianza Verde) | 2 248  | 44.97%     |
| Mosquera                   | Gian Carlo Gerometta Burbano          | Coalición Juntos Hacia el Futuro de Mosquera (Partido de la U-Cambio Radical-Partido Liberal-Partido Conservador-Alianza Social Independiente-MAIS-Autoridades Indígenas de Colombia-Alianza Democrática Afrocolombiana)   | 31 346 | 70.19%     |
| Nariño                     | Gustavo Martínez Ramírez              | Coalición Para la Alcaldía de Nariño (Partido de la U-Cambio Radical) | 969    | 44.35%     |
| Nemocón                    | Julián Alfredo Rodríguez Montaño      | Coalición Por la Alcaldía de Nemocón (Partido de la U-Alianza Social Independiente-Autoridades Indígenas de Colombia-Colombia Justa Libres)                                                                                | 4 845  | 60.78%     |
| Nilo                       | Fredy Alberto Amado Angulo            | Coalición Avancemos Juntos por Nilo (Partido Liberal-Partido Conservador-Cambio Radical-Alianza Verde) | 2 001  | 47.51%     |
| Nimaima                    | Josué Ortiz Moreno                    | Coalición Partido Conservador-Partido Liberal | 1 318  | 51.67%     |
| Nocaima                    | Juan Carlos Vásquez Arias             | Coalición Partido Conservador-Cambio Radical-Partido de la U | 2 106  | 54.45%     |
| Pacho                      | Néstor Vicente Ostos Bustos           | Partido Conservador Colombiano | 2 967  | 22.41%     |
| Paime                      | John Javier Lillo Jiménez             | Partido Centro Democrático | 1 948  | 53.92%     |
| Pandi                      | Diego Arley Arenas Manrique           | Coalición Unidos por Pandi (Partido Liberal-Cambio Radical) | 1 270  | 43.20%     |
| Paratebueno                | José Armando Cárdenas Achury          | Partido de Unidad Nacional | 2 063  | 39.82%     |
| Pasca                      | Jenny Katerin Mora Hortúa             | Partido Liberal Colombiano | 1 799  | 32.45%     |
| Puerto Salgar              | Jaime Maldonado Mora                  | Coalición Construyamos un Mejor Futuro para Puerto Salgar (Alianza Verde-MAIS) | 2 942  | 41.06%     |
| Pulí                       | José William Herreño Lozano           | Coalición Dejando Huella Unidos por Pulí (Cambio Radical-Partido Conservador) | 982    | 47.97%     |
| Quebradanegra              | Gerardo Álvarez                       | Coalición Partido Conservador-Partido de la U-Cambio Radical-Partido Liberal | 1 590  | 49.32%     |
| Quetame                    | Camilo Andrés Parrado Rodríguez       | Coalición Seguimos Creciendo (Cambio Radical-Partido de la U) | 1 728  | 39.04%     |
| Quipile                    | Nidia Cruz Ortega                     | Coalición Trabajemos de la Mano por Quipile (Partido de la U-Alianza Social Independiente-Alianza Verde) | 2 146  | 52.13%     |
| Ricaurte                   | Gloria Ricardo Doncel                 | Coalición Ricaurte con Equidad, Seguridad y Compromiso Social (Partido Liberal-Partido de la U-Cambio Radical-Alianza Verde-Partido Conservador-Alianza Social Independiente)                                              | 4 407  | 60.02%     |
| San Antonio del Tequendama | José Flaminio Vanegas                 | Coalición Juntos por el San Antonio que Queremos (Cambio Radical-Partido Conservador-Partido de la U) | 3 246  | 52.63%     |
| San Bernardo               | Jesús Hernando Ávila Bohórquez        | Coalición Partido Conservador-Centro Democrático | 2 842  | 52.65%     |
| San Cayetano               | Elver Edilson Umaña Sierra            | Coalición Compromiso por San Cayetano (Partido de la U-Partido Liberal-Partido Conservador) | 1 946  | 58.69%     |
| San Francisco              | Gonzalo Alonso González Herrera       | Coalición Por el Camino Correcto (Cambio Radical-Partido Liberal) | 1 918  | 33.37%     |
| San Juan de Rioseco        | Camilo Andrés Mogollón Amazo          | Coalición Hagamos Equipo por San Juan (Cambio Radical-Autoridades Indígenas de Colombia) | 3 655  | 58.49%     |
| Sasaima                    | Danny Enrique Rico Zamora             | Coalición Partido Conservador-Partido de la U-Partido Liberal | 3 563  | 60.49%     |
| Sesquilé                   | Héctor Orlando Díaz Gómez             | Coalición Partido Conservador-Alianza Verde-Partido Liberal | 3 023  | 48.20%     |
| Sibaté                     | Edson Erasmo Montoya Camargo          | Coalición Partido Conservador-Alianza Verde-Alianza Social Independiente | 8 411  | 47.88%     |
| Silvania                   | Nohora Elizabeth Sánchez Suárez       | Coalición Todos por Silvania (Centro Democrático-Alianza Democrática Afrocolombiana-Colombia Justa Libres) | 4 240  | 38.14%     |
| Simijaca                   | Edgar Aguilar Castro                  | Coalición Partido Conservador-Partido Cambio Radical | 2 600  | 41.49%     |
| Soacha                     | Juan Carlos Saldarriaga Gaviria       | Coalición Soacha Ciudad Poderosa (Partido de la U-Centro Democrático-Alianza Democrática Afrocolombiana) | 57 077 | 43.60%     |
| Sopó                       | Miguel Alejandro Rico Suárez          | Coalición Yo soy Sopó (G.S.C. Yo soy Sopó-Partido Liberal-Autoridades Indígenas de Colombia-MAIS-Alianza Social Independiente)                                                                                             | 8 047  | 58.77%     |
| Subachoque                 | Jairo Martínez Cruz                   | Coalición Partido Conservador-Partido Liberal-Cambio Radical-Partido de la U-Alianza Verde | 4 203  | 56.12%     |
| Suesca                     | Zully Constanza Quilaguy Sintura      | Coalición Partido Conservador-Centro Democrático | 3 782  | 47.89%     |
| Supatá                     | Virgilio Gutiérrez                    | Coalición Es el Cambio (Cambio Radical-Partido de la U-Centro Democrático-Autoridades Indígenas de Colombia) | 2 104  | 61.81%     |
| Susa                       | Ximena Ballesteros Castillo           | Partido Centro Democrático | 1 404  | 37.86%     |
| Sutatausa                  | José Humberto Rodríguez Quiroga       | Coalición Por el Progreso de Sutatausa (Cambio Radical-Alianza Verde-Alianza Social Independiente) | 1 525  | 51.17%     |
| Tabio                      | Pablo Enrique Camacho Carrillo        | Coalición Podemos Hacerlo Mejor (Partido Liberal-Cambio Radical-Alianza Social Independiente-Partido de la U-MAIS) | 3 587  | 32.35%     |
| Tausa                      | Oscar Hernando Olaya Rincón           | Partido Centro Democrático | 3 198  | 69.78%     |
| Tena                       | Luis Carlos Vargas Lozano             | Coalición Tena en las Mejores Manos (Partido Liberal-Partido de la U-Centro Democrático) | 3 350  | 65.48%     |
| Tenjo                      | Sonia Patricia González Bernal        | Coalición Sonia Gonzaléz Alcaldesa (Partido Verde-MAIS-Alianza Social Independiente) | 4 152  | 37.20%     |
| Tibacuy                    | Juan Carlos Riveros Muñoz             | Coalición Recuperando Nuestra Identidad (Partido de la U-Alianza Verde) | 1 192  | 42.85%     |
| Tibirita                   | María Antonia Martin Mateus           | Coalición Nuestro Objetivo es Tibirita (Partido de la U-Partido Liberal) | 1 466  | 68.99%     |
| Tocaima                    | Julián Rodrigo Mora Pineda            | Coalición Futuro en Marcha (Cambio Radical-Alianza Social Independiente-Alianza Verde) | 3 372  | 43.38%     |
| Tocancipá                  | Jorge Andrés Porras Vargas            | Coalición Partido Conservador-Colombia Renaciente-Colombia Justa Libres | 5 422  | 25.02%     |
| Topaipí                    | Camilo Andrés Cifuentes Castañeda     | Coalición Topaipí Nuevo Liderazgo para Volver a Creer (Partido de la U-Alianza Verde-Autoridades Indígenas de Colombia) | 1 315  | 43.16%     |
| Ubalá                      | Crispín De Jesús Beltrán Urrego       | Coalición Conservador-Partido de la U-Centro Democrático-Alianza Social Independiente | 3 569  | 63.18%     |
| Ubaque                     | Aída Liliana Velásquez Pardo          | Coalición Ubaque, un Gobierno de Verdad (Cambio Radical-Autoridades Indígenas de Colombia) | 1 913  | 42.57%     |
| Ubaté                      | Jaime Torres Suárez                   | Coalición Por una Nueva Ubaté (Partido Liberal-Partido de la U-MAIS-Autoridades Indígenas de Colombia) | 6 756  | 32.17%     |
| Une                        | Fredy Alonso Cubillos Poveda          | Coalición Nuestro Compromiso es Une (Partido de la U-Cambio Radical-Partido Liberal) | 2 971  | 54.99%     |
| Útica                      | Edgar Fabián Linares Triana           | Coalición Querer es Poder (Partido Liberal-Partido de la U) | 2 127  | 59.48%     |
| Venecia                    | Luz Arelys Ariza Laiton               | Partido Liberal Colombiano | 884    | 37.63%     |
| Vergara                    | Adriana María Hernández Olarte        | Coalición Partido Conservador-Centro Democrático-Partido de la U | 2 705  | 56.23%     |
| Vianí                      | Eduin Andrés Bulla Ruiz               | Coalición El Momento es Ahora (Partido Liberal-Cambio Radical-Partido de la U) | 1 421  | 49.25%     |
| Villagómez                 | Misael Duarte Sánchez                 | Coalición Lo Mejor Está por Venir en Villagómez (Partido de la U-Cambio Radical-Partido Liberal) | 885    | 54.13%     |
| Villapinzón                | Nelson Javier Torres Romero           | Coalición Villapinzón Primero lo Nuestro (Cambio Radical-Partido de la U-Partido Liberal-Alianza Verde-MAIS) | 5 200  | 54.10%     |
| Villeta                    | Freddy Rodrigo Hernández Morera       | Coalición Alcalde de Villeta (Partido de la U-Cambio Radical-Alianza Verde-Autoridades Indígenas de Colombia) | 7 528  | 48.91%     |
| Viotá                      | Wilder Gómez Osorio                   | Coalición Unidos al Cambio (Alianza Verde-Alianza Social Independiente-Partido de la U) | 4 811  | 66.57%     |
| Yacopí                     | Wilkinson Alfonso Florido Álvarez     | Coalición En Acción Renovadora por Yacopí (Partido de la U-Partido Liberal-Alianza Verde) | 3 402  | 48.66%     |
| Zipacón                    | Crist Indira Ramos Nope               | Coalición Zipacón Gente de Corazón (Cambio Radical-Partido Liberal) | 814    | 26.84%     |
| Zipaquirá                  | Wilson Leonar García Fajardo          | Coalición Partido Alianza Verde (Alianza Verde-Partido Liberal-Partido de la U-Cambio Radical-Alianza Social Independiente-Autoridades Indígenas de Colombia-MAIS)                                                         | 21 401 | 36.36%     |

#### Guainía
| Municipio      | Alcalde electo             | Partido                                                                          | Votos | Porcentaje |
| -------------- | -------------------------- | -------------------------------------------------------------------------------- | ----- | ---------- |
| Puerto Inírida | Pablo Willan Acosta Yuvabe | Coalición Inírida es de Todos (Autoridades Indígenas de Colombia-Cambio Radical) | 5 596 | 37.37%     |

#### Guaviare
| Municipio             | Alcalde electo                 | Partido                                                                | Votos | Porcentaje |
| --------------------- | ------------------------------ | ---------------------------------------------------------------------- | ----- | ---------- |
| Calamar               | Rohymand Giovanny Garcés Reina | Coalición Partido Conservador-Cambio Radical                           | 1 517 | 43.34%     |
| El Retorno            | Yeyson Efraín Pineda Alfonso   | Coalición Entre Todos Podemos (Centro Democrático-Partido Conservador) | 3 246 | 46.22%     |
| Miraflores            | Arley De Jesús Acosta Orozco   | Partido Liberal Colombiano                                             | 1 318 | 63.40%     |
| San José del Guaviare | Ramón Guevara Gómez            | Partido Cambio Radical                                                 | 9 938 | 39.68%     |

#### Huila
| Municipio    | Alcalde electo                 | Partido | Votos  | Porcentaje |
| ------------ | ------------------------------ | --- | ------ | ---------- |
| Acevedo      | Gentil Tapiero Buitrago        | Coalición Sigamos Avanzando y Unidos por Acevedo (Cambio Radical-Partido de la U)                                 | 5 264  | 38.89%     |
| Agrado       | Carlos Alberto Murcia Méndez   | Partido Conservador Colombiano                                                                                    | 2 740  | 47.53%     |
| Aipe         | Octavio Conde Lasso            | Partido de Unidad Nacional                                                                                        | 4 786  | 42.68%     |
| Algeciras    | Libardo Pinto Liscano          | Coalición Alcaldía Algeciras Huila (Colombia Justa Libres-Partido Conservador-Partido de la U-Centro Democrático) | 7 172  | 62.91%     |
| Altamira     | Efraín Calderón Londoño        | Coalición Partido Conservador-Cambio Radical-Alianza Verde                                                        | 1 266  | 49.57%     |
| Baraya       | Milton Eduardo Pineda Morales  | Partido Cambio Radical                                                                                            | 1 408  | 33.61%     |
| Campoalegre  | Elizabeth Motta Álvarez        | Coalición Recuperemos Campoalegre (Partido Liberal-Autoridades Indígenas de Colombia)                             | 6 406  | 38.61%     |
| Colombia     | Isauro Lozano Díaz             | Coalición Unidos por ti Colombia (Cambio Radical-Partido Conservador-Centro Democrático)                          | 3 118  | 65.39%     |
| Elías        | Juan Carlos Losada Mendieta    | Partido Alianza Verde                                                                                             | 963    | 37.22%     |
| Garzón       | Leonardo Valenzuela Ramírez    | Partido Centro Democrático                                                                                        | 14 095 | 44.10%     |
| Gigante      | César Germán Roa Trujillo      | Partido Alianza Verde                                                                                             | 4 432  | 36.84%     |
| Guadalupe    | Charles Barrera Zúñiga         | Partido Liberal Colombiano                                                                                        | 3 391  | 38.16%     |
| Hobo         | Juan Carlos Perdomo Rivas      | Coalición Mejores Tiempos para Hobo (Cambio Radical-Alianza Verde)                                                | 1 929  | 43.81%     |
| Íquira       | Yadnolver Correa Tamayo        | Coalición Íquira Avanza                                                                                           | 1 865  | 33.01%     |
| Isnos        | Gaby Angelita Ñañez Rodríguez  | Partido Liberal Colombiano                                                                                        | 5 724  | 41.44%     |
| La Argentina | Javier Hernán Rincón Silva     | Partido Conservador Colombiano                                                                                    | 3 870  | 51.63%     |
| La Plata     | Luis Carlos Anaya Toro         | Coalición Experiencia Gestión y Resultados (Cambio Radical-Partido de la U)                                       | 11 201 | 49.28%     |
| Nátaga       | Héctor Ángel Amézquita Perdomo | G.S.C. Nátaga para Todos                                                                                          | 1 694  | 45.39%     |
| Neiva        | Gorky Muñoz Calderón           | Coalición Por Neiva (G.S.C. Primero Neiva-Cambio Radical)                                                         | 63 231 | 39.47%     |
| Oporapa      | Juan Carlos Ruales Ordóñez     | Coalición Amor por Oporapa (Centro Democrático-Partido Liberal-Cambio Radical)                                    | 3 186  | 52.02%     |
| Paicol       | Jonh Jairo Perdomo González    | Partido Cambio Radical                                                                                            | 1 917  | 48.37%     |
| Palermo      | Natalia Caviedes Chinchilla    | Coalición Es Ahora o Nunca (Alianza Verde-Cambio Radical)                                                         | 9 755  | 63.95%     |
| Palestina    | Wilson Jesús Castillo Ortiz    | Partido Conservador Colombiano                                                                                    | 1 990  | 29.94%     |
| Pital        | Hugo Ferney Casanova Nipi      | Partido Conservador Colombiano                                                                                    | 2 657  | 38.71%     |
| Pitalito     | Edgar Muñoz Torres             | Coalición Partido Conservador-Partido de la U-Alianza Social Independiente                                        | 23 172 | 41.40%     |
| Rivera       | John Jairo Yepes Perdomo       | Coalición Rivera para Todos (Alianza Verde-Cambio Radical)                                                        | 6 582  | 54.53%     |
| Saladoblanco | Luis Antonio Bambague Ordóñez  | Partido Conservador Colombiano                                                                                    | 3 372  | 47.44%     |
| San Agustín  | Luis Fernando Llanos Pabón     | Partido Liberal Colombiano                                                                                        | 5 317  | 33.16%     |
| Santa María  | Julio César Peralta Ardila     | Coalición Emprendimiento Samario (Cambio Radical-Autoridades Indígenas de Colombia)                               | 2 081  | 35.69%     |
| Suaza        | Moisés Ortiz Alarcón           | Partido Alianza Verde                                                                                             | 3 470  | 34.91%     |
| Tarqui       | Dora Liliana Trujillo Pava     | Coalición Tarqui nos Une (G.S.C. Tarqui nos Une-Autoridades Indígenas de Colombia)                                | 3 362  | 36.93%     |
| Tello        | José Manuel Córdoba Trujillo   | Partido Liberal Colombiano                                                                                        | 4 041  | 53.35%     |
| Teruel       | Yelitsa Fierro Laguna          | Coalición Partido Conservador-Cambio Radical                                                                      | 2 568  | 50.75%     |
| Tesalia      | Carlos Humberto Perdomo Zúñiga | Partido Conservador Colombiano                                                                                    | 2 284  | 39.94%     |
| Timaná       | Marco Adrián Artunduaga Gómez  | Partido Centro Democrático                                                                                        | 3 164  | 28.77%     |
| Villavieja   | Álvaro Andrés Charry Perdomo   | Partido Centro Democrático                                                                                        | 1 812  | 34.18%     |
| Yaguará      | Juan Carlos Casallas Rivas     | Partido Cambio Radical                                                                                            | 1 952  | 37.17%     |

#### La Guajira
| Municipio          | Alcalde electo                    | Partido | Votos  | Porcentaje |
| ------------------ | --------------------------------- | --- | ------ | ---------- |
| Albania            | Néstor Alfonso Sáenz González     | Partido Cambio Radical                                                                                               | 4 727  | 41.05%     |
| Barrancas          | Iván Mauricio de Jesús Soto Balan | Partido Conservador Colombiano                                                                                       | 8 883  | 51.34%     |
| Dibulla            | Marlon Amaya Mejía                | Coalición Dibulla de Oportunidades (Partido Liberal-Cambio Radical)                                                  | 5 874  | 44.53%     |
| Distracción        | Yesid José Peralta Suaréz         | Partido de Unidad Nacional                                                                                           | 3 273  | 48.79%     |
| El Molino          | Juan Pablo Vega Escobar           | Coalición Vamos Molino (G.S.C. Vamos Molino-Partido Liberal)                                                         | 3 240  | 54.28%     |
| Fonseca            | Hamilton Raúl García Peñaranda    | G.S.C. Podemos Movimiento Ciudadano                                                                                  | 7 113  | 36.07%     |
| Hatonuevo          | Luis Arturo Palmezano Rivero      | Partido de Unidad Nacional                                                                                           | 5 134  | 51.62%     |
| La Jagua del Pilar | Waldin Soto Durán                 | Partido Liberal Colombiano                                                                                           | 1 591  | 59.17%     |
| Maicao             | Mohamad Jaafar Dasuki Hajj        | Coalición El Verdadero Cambio (Alianza Social Independiente-MAIS)                                                    | 36 515 | 55.02%     |
| Manaure            | Juan José Robles Julio            | Coalición Partido Conservador-Centro Democrático                                                                     | 14 952 | 50.44%     |
| Riohacha           | José Ramiro Bermúdez Cotes        | Coalición Unidos por el Desarrollo del Distrito de Riohacha (Partido Liberal-Autoridades Indígenas de Colombia-MAIS) | 29 874 | 38.75%     |
| San Juan del Cesar | Álvaro José Díaz Guerra           | Partido Conservador Colombiano                                                                                       | 6 831  | 28.47%     |
| Uribia             | Bonifacio Henríquez Palmar        | Coalición Unidos por la Transformación de Uribia (Partido de la U-Partido Conservador-MAIS)                          | 24 435 | 50.34%     |
| Urumita            | Uriel Guerra Molina               | G.S.C. Urumita Gana                                                                                                  | 3 687  | 51.54%     |
| Villanueva         | Carlos Alberto Barros Matos       | Coalición Villanueva Mía (G.S.C. Villanueva Mía-Partido de la U)                                                     | 5 331  | 40.03%     |

#### Magdalena
| Municipio                   | Alcalde electo                    | Partido | Votos   | Porcentaje |
| --------------------------- | --------------------------------- | --- | ------- | ---------- |
| Algarrobo                   | Licet Belén Prieto Montejo        | Coalición Juntos Unidos por Algarrobo (Cambio Radical-Partido de la U)                                                                                 | 3 174   | 45.38%     |
| Aracataca                   | Luis Emilio Correa Guerrero       | Partido Centro Democrático | 8 611   | 48.09%     |
| Ariguaní                    | David Fernando Farelo Daza        | Coalición Firme por la Renovación de Ariguaní (G.S.C. Firme por la Renovación de Ariguaní-Cambio Radical-Alianza Social Independiente-Partido Liberal) | 6 947   | 44.98%     |
| Cerro de San Antonio        | Ricardo Javier Dede Ramos         | Coalición Juventud y Progreso (Cambio Radical-Centro Democrático)                                                                                      | 3 700   | 56.91%     |
| Chivolo                     | Tirzo Manuel Armella Sierra       | Partido Liberal Colombiano | 5 105   | 48.49%     |
| Ciénaga                     | Luis Alberto Tete Samper          | G.S.C. De la Mano con el Pueblo | 23 273  | 41.37%     |
| Concordia                   | Eliseo José Barraza Barrios       | Partido Conservador Colombiano | 5 574   | 61.94%     |
| El Banco                    | Roy Enrique García Sánchez        | Partido Cambio Radical | 12 319  | 41.83%     |
| El Piñón                    | Jhair Alberto Caballero Varela    | Partido Liberal Colombiano | 4 735   | 45.64%     |
| El Retén                    | Jorge Eliecer Serrano Casalins    | G.S.C. El Retén Avanza | 3 734   | 34.88%     |
| Fundación                   | Carlos Alberto Sierra Sánchez     | Partido Liberal Colombiano | 18 569  | 56.32%     |
| Guamal                      | Osmer Díaz Alfaro                 | Partido de Unidad Nacional | 5 405   | 42.14%     |
| Nueva Granada               | Jairo Saúl Farelo Noriega         | Partido de Unidad Nacional | 3 440   | 33.90%     |
| Pedraza                     | César Enrique Rodríguez Ospino    | Partido Liberal Colombiano | 3 916   | 51.53%     |
| Pijiño del Carmen           | Carlos Alfonso Machado Arquez     | Partido Cambio Radical | 1 209   | 65.32%     |
| Pivijay                     | Roberto Mario Pérez Varela        | Partido Colombia Renaciente | 12 260  | 58.27%     |
| Plato                       | Jaime Alfonso Peña Peñaranda      | Coalición La Llave eres Tú (Cambio Radical-Partido de la U)                                                                                            | 13 582  | 49.37%     |
| Pueblo Viejo                | Fabián David Obispo Borja         | Partido Cambio Radical | 8 144   | 51.36%     |
| Remolino                    | Carlos Julio Vargas Fontalvo      | Partido Cambio Radical | 2 937   | 51.14%     |
| Sabanas de San Ángel        | Evys del Amparo Meza Sagbini      | Partido Liberal Colombiano | 4 929   | 60.17%     |
| Salamina                    | Luis Ramón Orozco Orozco          | Partido Cambio Radical | 3 129   | 37.60%     |
| San Sebastián de Buenavista | Albenis Arevalo Martínez          | Partido Colombia Renaciente | 4 859   | 41.36%     |
| San Zenón                   | Genor Bolaño Padilla              | Partido Conservador Colombiano | 1 114   | 71.96%     |
| Santa Ana                   | Wuillman Antonio Bermúdez Silvera | Partido de Unidad Nacional | 3 809   | 32.62%     |
| Santa Bárbara de Pinto      | Luis Alberto Rivera Herazo        | Partido Cambio Radical | 3 051   | 48.54%     |
| Santa Marta                 | Virna Lizi Johnson Salcedo        | G.S.C. Fuerza Ciudadana | 130 600 | 63.52%     |
| Sitionuevo                  | José Alcides Manga Manga          | Coalición Unidos por Sitionuevo (Partido de la U-Centro Democrático)                                                                                   | 8 287   | 61.88%     |
| Tenerife                    | Freddy Rafael Ramos Hernández     | Partido de Unidad Nacional | 4 358   | 51.19%     |
| Zapayán                     | Rosibel de Jesús Salgado Arroyo   | Partido Cambio Radical | 2 546   | 38.15%     |
| Zona Bananera               | Efraín Alberto Ortega Parejo      | Partido Centro Democrático | 12 316  | 43.50%     |

#### Meta
| Municipio            | Alcalde electo                   | Partido | Votos  | Porcentaje |
| -------------------- | -------------------------------- | --- | ------ | ---------- |
| Acacías              | Eduardo Cortes Trujillo          | Partido de Unidad Nacional | 13 540 | 29.45%     |
| Barranca de Upía     | Isabel Betancourt Álvarez        | Coalición Construyendo Tejido Social (Partido Liberal-Partido Conservador-Colombia Renaciente)                                               | 1 735  | 48.96%     |
| Cabuyaro             | Diana Evelia Medoza Espinel      | Coalición Cabuyaro Somos Todos (Cambio Radical-Partido de la U)                                                                              | 1 759  | 42.98%     |
| Castilla La Nueva    | Edgar Fernando Amezquita Herrera | Coalición Partido Conservador-Cambio Radical-Partido de la U-Partido Liberal-Alianza Verde                                                   | 5 254  | 53.99%     |
| Cubarral             | Rogers Mauricio Devia Escobar    | Partido Alianza Social Independiente | 877    | 22.86%     |
| Cumaral              | Román Valerio Bernal Gaitán      | Coalición Unidos por Cumaral (Cambio Radical-Alianza Democrática Afrocolombiana)                                                             | 4 161  | 33.27%     |
| El Calvario          | Wilson Antonio Alférez Parrado   | Coalición Unidos Mejor por El Calvario (Centro Democrático-Partido Liberal-Partido de la U)                                                  | 710    | 52.95%     |
| El Castillo          | Wilmar Roa Malagón               | Coalición El Castillo Somos Todos (Partido Liberal-Cambio Radical-Partido de la U)                                                           | 1 363  | 33.52%     |
| El Dorado            | Luis Hugo Arcila Guarin          | Coalición Partido Conservador-Partido Liberal-Partido de la U-Alianza Verde                                                                  | 1 034  | 38.93%     |
| Fuente de Oro        | Diana Patricia Mancera Cruz      | Coalición Unidos Somos la Fuerza (Partido Liberal-Partido de la U-Alianza Social Independiente-Centro Democrático)                           | 3 143  | 48.65%     |
| Granada              | Fredy Hernán Pérez               | Coalición Granada Unida (Partido Liberal-Partido de la U-Partido Conservador)                                                                | 12 949 | 39.25%     |
| Guamal               | Germán Giovany Peñón Niño        | Coalición Guamal Progresa (G.S.C. Gestión es Prosperidad-Partido Liberal)                                                                    | 4 242  | 46.89%     |
| La Macarena          | Herminso Cárdenas Montealegre    | Coalición La Macarena es mi Compromiso (Alianza Social Independiente-Cambio Radical-Partido de la U-Partido Conservador-MAIS)                | 3 203  | 55.33%     |
| Lejanías             | Óscar Iván Chaparro Suárez       | Partido Alianza Social Independiente | 1 641  | 30.63%     |
| Mapiripán            | Yohan José Rojas Martínez        | Coalición Unidos Hacemos Más (Partido de la U-Alianza Verde-MAIS)                                                                            | 978    | 32.60%     |
| Mesetas              | Yonier Alfredo Flórez Mendieta   | Partido Alianza Social Independiente | 2 209  | 37.36%     |
| Puerto Concordia     | Arnaldo Ignacio Celedón Mercado  | Coalición Garantía de Buen Gobierno (Partido de la U-Cambio Radical)                                                                         | 2 167  | 48.85%     |
| Puerto Gaitán        | Jorge Edelio Plazas Hernández    | Partido Liberal Colombiano | 10 919 | 42.52%     |
| Puerto Lleras        | Marly Johana Gutiérrez Rincón    | Coalición Unidos por Puerto Lleras (Autoridades Indígenas de Colombia-Cambio Radical-Partido de la U)                                        | 1 389  | 29.08%     |
| Puerto López         | Carlos Julio Gutiérrez Turriago  | Partido Liberal Colombiano | 4 163  | 25.20%     |
| Puerto Rico          | Diana María Navarro Cifuentes    | Partido Liberal Colombiano | 3 519  | 55.81%     |
| Restrepo             | Marlén Mojica Garzón             | Coalición "Restrepo Buena Señal" (Partido Liberal-G.S.C. Restrepo Buena Señal-Alianza Verde)                                                 | 5 462  | 50.66%     |
| San Carlos de Guaroa | César Alfonso Muñoz Muñoz        | Coalición Estamos de Corazón (Partido de la U-Cambio Radical-Alianza Social Independiente)                                                   | 4 154  | 58.29%     |
| San Juan de Arama    | Eduard Castellanos Betancourth   | Coalición Recuperemos San Juan (Centro Democrático-Cambio Radical-Partido Conservador-Partido de la U)                                       | 2 262  | 58.60%     |
| San Juanito          | Néstor Darío Díaz Jiménez        | Partido Conservador Colombiano | 661    | 58.24%     |
| San Martín           | Carlos Enrique Melo Valencia     | Partido Liberal Colombiano | 4 025  | 33.99%     |
| Uribe                | Marcelino Chacón Guevara         | Coalición Unidos por la Paz y la Defensa del Territorio (Autoridades Indígenas de Colombia-Polo Democrático Alternativo-Colombia Renaciente) | 1 665  | 43.27%     |
| Villavicencio        | Juan Felipe Harman Ortiz         | Coalición Somos la Alternativa (Polo Democrático Alternativa-MAIS-Colombia Renaciente-Colombia Humana-UP)                                    | 48 999 | 21.32%     |
| Vista Hermosa        | Jhon Jairo Ibarra Caicedo        | Coalición Vista Hermosa Somos Todos (Cambio Radical-Autoridades Indígenas de Colombia)                                                       | 2 561  | 31.02%     |

#### Nariño
| Municipio            | Alcalde electo                      | Partido | Votos  | Porcentaje |
| -------------------- | ----------------------------------- | --- | ------ | ---------- |
| Albán                | Saulo Moreno Cerón                  | Partido de Unidad Nacional                                                                                               | 2 214  | 39.21%     |
| Aldana               | Hernando Efraín Cuasmayán Tutal     | Movimiento Autoridades Indígenas de Colombia                                                                             | 2 374  | 50.79%     |
| Ancuya               | Esmeralda Rocío Díaz Delgado        | Partido Conservador Colombiano                                                                                           | 2 431  | 42.72%     |
| Arboleda             | Álvaro Evelio Martínez Córdoba      | Partido Centro Democrático                                                                                               | 2 570  | 54.62%     |
| Barbacoas            | Adams Bay Rincón Meneses            | Partido Cambio Radical                                                                                                   | 5 224  | 43.35%     |
| Belén                | Roque Ortega Delgado                | Coalición Motivo de Progreso (Partido Liberal-Cambio Radical)                                                            | 2 991  | 72.58%     |
| Buesaco              | Nilson Luis López Díaz              | Coalición Con el Pueblo y con el Campo (Cambio Radical-Partido de la U-Partido Conservador)                              | 7 494  | 56.71%     |
| Chachagüí            | Harol Mauricio Ibarra Guevara       | Partido Alianza Social Independiente                                                                                     | 3 026  | 36.88%     |
| Colón                | Segundo Teodoro Gil López           | Partido Alianza Verde | 3 033  | 54.01%     |
| Consacá              | Carlos Alberto Jaramillo Ordóñez    | Coalición De la Mano con el Pueblo (Partido Liberal-Alianza Social Independiente)                                        | 2 640  | 38.22%     |
| Contadero            | Galo Porfirio Chamorro Dávila       | Partido de Unidad Nacional                                                                                               | 3 096  | 62.47%     |
| Córdoba              | Luis Leandro Jaramillo Palacios     | Coalición MAIS-Autoridades Indígenas de Colombia                                                                         | 3 216  | 40.70%     |
| Cuaspud              | Aldemar Jairzinho Paguay Ordóñez    | Partido Conservador Colombiano                                                                                           | 3 728  | 64.17%     |
| Cumbal               | Luis Alberto Ruano Malte            | Movimiento Autoridades Indígenas de Colombia                                                                             | 10 699 | 60.96%     |
| Cumbitara            | Omar Edilberto Melo Bravo           | Coalición Cumbitara Somos Todos (Alianza Social Independiente-Partido Liberal-Partido de la U)                           | 2 470  | 51.86%     |
| El Charco            | Víctor Candelo Reina                | Partido Cambio Radical                                                                                                   | 4 178  | 40.63%     |
| El Peñol             | Edilson Fabián Melo López           | Partido Conservador Colombiano                                                                                           | 2 487  | 51.87%     |
| El Rosario           | Lauro Nel Arturo Guerrero           | Partido Conservador Colombiano                                                                                           | 2 936  | 52.37%     |
| El Tablón de Gómez   | Oscar Didier Bolaños González       | Coalición El Tablón Somos Todos (Partido de la U-Cambio Radical-Partido Conservador)                                     | 4 968  | 54.61%     |
| El Tambo             | Jairo Sebastián Rojas Solarte       | Coalición Una Nueva Generación un Nuevo Gobierno (Partido de la U-Cambio Radical-Partido Liberal)                        | 4 739  | 53.40%     |
| Francisco Pizarro    | Luis Gerardo Valencia Cuenu         | Partido Conservador Colombiano                                                                                           | 2 188  | 52.39%     |
| Funes                | Jhon Henry Cundar Arévalo           | Coalición Alcalde de Funes (Partido de la U-Cambio Radical)                                                              | 2 961  | 65.55%     |
| Guachucal            | Fernando Arturo Malte López         | Movimiento Autoridades Indígenas de Colombia                                                                             | 5 671  | 51.24%     |
| Guaitarilla          | Carlos Yovani Bastidas Samudio      | Coalición Guaitarilla Social                                                                                             | 4 716  | 56.34%     |
| Gualmatán            | Hugo Hernán Mejía Revelo            | Partido de Unidad Nacional                                                                                               | 2 292  | 55.74%     |
| Iles                 | Víctor Alfonso Molina Chingue       | Coalición Partido Conservador-Cambio Radical                                                                             | 3 075  | 54.26%     |
| Imués                | Sandra Mireya Pérez Mora            | Coalición Imués, Volvamos a Creer (Partido de la U-Cambio Radical)                                                       | 2 862  | 53.50%     |
| Ipiales              | Luis Fernando Villota Méndez        | Coalición Hablamos con Hechos (Partido Liberal-Cambio Radical-Partido de la U-Alianza Social Independiente)              | 23 671 | 40.47%     |
| La Cruz              | Luis Carlos Zambrano Carlosama      | Coalición Una Minga para el Progreso de Todos (Cambio Radical-Partido Liberal-Colombia Renaciente)                       | 6 854  | 61.61%     |
| La Florida           | Libardo Edmundo Obando Gómez        | Coalición Avancemos por el Buen Camino (Alianza Social Independiente-Partido de la U)                                    | 3 917  | 52.30%     |
| La Llanada           | Hernán Bernando Álvarez Álvarez     | Partido Liberal Colombiano                                                                                               | 1 650  | 52.80%     |
| La Tola              | José Luis Rodríguez Sánchez         | Partido Conservador Colombiano                                                                                           | 2 710  | 76.77%     |
| La Unión             | Fabián Mauricio Echeverría Peinado  | Coalición Partido Conservador-Partido Liberal                                                                            | 4 683  | 30.62%     |
| Leiva                | Hermes Sánchez Adrada               | Partido Liberal Colombiano                                                                                               | 2 746  | 48.65%     |
| Linares              | Yasmín Hernández Jurado             | Partido de Unidad Nacional                                                                                               | 3 507  | 51.26%     |
| Los Andes            | Yonny Fernando Delgado Montenegro   | Coalición Unidad por los Andes (Partido de la U-Partido Liberal)                                                         | 3 152  | 53.18%     |
| Magüí Payán          | Alejandro Juvenal Quiñones Cabezas  | Partido Liberal Colombiano                                                                                               | 2 243  | 49.78%     |
| Mallama              | Oscar Yovanni Bastidas Estrada      | Coalición Unidos por el Progreso de Mallama                                                                              | 2 080  | 47.32%     |
| Mosquera             | Jame Cruz Cuero Valencia            | Partido Conservador Colombiano                                                                                           | 2 463  | 52.56%     |
| Nariño               | Adrián Alexander Bunbano Enríquez   | Partido Conservador Colombiano                                                                                           | 2 080  | 62.11%     |
| Olaya Herrera        | Cruz Dalmiro Olmedo Torres          | Partido Cambio Radical                                                                                                   | 5 495  | 61.09%     |
| Ospina               | Jorge Armando Narváez Villacorte    | Coalición Volvemos para Seguir Cumpliendo (Partido Liberal-Partido de la U)                                              | 2 857  | 59.41%     |
| Pasto                | Germán Chamorro de la Rosa          | Coalición Corramos Juntos por Pasto                                                                                      | 57 458 | 34.45%     |
| Policarpa            | Jaime David Sánchez Rodríguez       | Partido Cambio Radical                                                                                                   | 3 003  | 40.83%     |
| Potosí               | Narciso Lucio Chamorro Muñoz        | Coalición Convergencia por Potosí (Partido de la U-Autoridades Indígenas de Colombia)                                    | 4 013  | 50.29%     |
| Providencia          | José Eduardo Oviedo Gustin          | Partido de Unidad Nacional                                                                                               | 1 335  | 52.83%     |
| Puerres              | Graciela Esmeralda Lucero Hernández | Partido Conservador Colombiano                                                                                           | 3 029  | 49.43%     |
| Pupiales             | Ricardo Jesús Benavides Ayala       | Partido Cambio Radical                                                                                                   | 6 184  | 52.90%     |
| Ricaurte             | Gilmar Éder Burgos Moreano          | Movimiento Autoridades Indígenas de Colombia                                                                             | 2 573  | 28.26%     |
| Roberto Payán        | Juan Carlos Sinisterra Angulo       | Coalición Pensamos Diferente (Partido Liberal-Alianza Verde)                                                             | 2 972  | 49.01%     |
| Samaniego            | Oscar Alfonso Pantoja Morales       | Partido de Unidad Nacional                                                                                               | 5 748  | 39.21%     |
| San Bernardo         | María Eugenia Coronel Bolaños       | Partido Conservador Colombiano                                                                                           | 3 092  | 53.32%     |
| San Lorenzo          | Olmedo Castillo Gaviria             | Partido Alianza Social Independiente                                                                                     | 4 328  | 41.17%     |
| San Pablo            | Ricardo Emiro Gómez Lasso           | Coalición "San Pablo para Todos" (G.S.C. La Gestión que Deja Huella-Partido Liberal-Partido Conservador-Partido de la U) | 4 683  | 51.37%     |
| San Pedro de Cartago | José Amado Urbano Lasso             | Partido Conservador Colombiano                                                                                           | 2 369  | 49.71%     |
| Sandoná              | María Fernanda Hidalgo Basante      | Coalición Todos por Sandoná                                                                                              | 6 186  | 51.92%     |
| Santa Bárbara        | Consuelo Ardila Caicedo             | Movimiento Alternativo Indígena y Social                                                                                 | 2 361  | 49.48%     |
| Santacruz            | Mario Fredy Anama Díaz              | Movimiento Autoridades Indígenas de Colombia                                                                             | 2 860  | 51.06%     |
| Sapuyes              | Luis Eduardo Estrada Oliva          | Coalición Por un Nuevo Sapuyes (Cambio Radical-Autoridades Indígenas de Colombia)                                        | 2 567  | 54.05%     |
| Taminango            | Miller Leonardo Urbano Ojeda        | Partido Liberal Colombiano                                                                                               | 3 619  | 37.08%     |
| Tangua               | Emerson Javier Mejía Rivas          | Coalición Partido Conservador-Partido Liberal                                                                            | 3 508  | 46.71%     |
| Tumaco               | María Emilsen Angulo Guevara        | Partido Conservador Colombiano                                                                                           | 18 639 | 26.97%     |
| Túquerres            | Juan Fernando López Meneses         | Coalición Somos Túquerres para un Buen Vivir (MAIS-Polo Democrático Alternativo)                                         | 9 835  | 44.25%     |
| Yacuanquer           | Francisco Daniel Santacruz Pantoja  | Coalición La Alianza Unidos por el Cambio (Partido de la U-Alianza Verde-Alianza Social Independiente)                   | 3 333  | 49.89%     |

#### Norte de Santander
| Municipio             | Alcalde electo                                 | Partido | Votos   | Porcentaje |
| --------------------- | ---------------------------------------------- | --- | ------- | ---------- |
| Ábrego                | Juan Carlos Jacome Ropero                      | Coalición Ábrego en Manos de la Experiencia (Cambio Radical-Alianza Social Independiente-Alianza Verde)     | 4 761   | 29.62%     |
| Arboledas             | Wilmer José Dallos Ardila                      | Partido Centro Democrático                                                                                  | 2 630   | 50.75%     |
| Bochalema             | Duglas Sepúlveda Contreras                     | Partido Liberal Colombiano                                                                                  | 2 410   | 48.44%     |
| Bucarasica            | Israel Alonso Verjel Tarazona                  | Partido Consevador Colombiano                                                                               | 1 881   | 62.62%     |
| Cáchira               | Javier Alexis Pabón Acevedo                    | Partido Consevador Colombiano                                                                               | 2 957   | 54.17%     |
| Cácota                | Carlos Augusto Flórez Peña                     | Coalición Todos Amamos Cácota (Centro Democrático-Partido Conservador)                                      | 1 067   | 55.03%     |
| Chinácota             | José Luis Duarte Contreras                     | Coalición Juntos (G.S.C. Juntos-Partido Liberal-Partido de la U)                                            | 2 301   | 26.71%     |
| Chitagá               | Jorge Rojas Pacheco                            | Movimiento Autoridades Indígenas de Colombia                                                                | 2 419   | 38.51%     |
| Convención            | Dimar Barbosa Riobo                            | Partido Consevador Colombiano                                                                               | 3 263   | 40.73%     |
| Cúcuta                | Jairo Tomas Yáñez Rodríguez                    | Partido Alianza Verde                                                                                       | 110 057 | 33.72%     |
| Cucutilla             | Juan Carlos Pérez Parada                       | Coalición Partido Conservador-Partido de la U                                                               | 2 497   | 52.25%     |
| Durania               | Nelson Hernando Vargas Colmenares              | Coalición Gestión Liderazgo y Progreso para Todos (Partido Liberal-Partido de la U-Cambio Radical)          | 1 760   | 54.90%     |
| El Carmen             | Wilfredo Gelvez Prado                          | Coalición Merecemos Más (Partido de la U-Alianza Verde)                                                     | 4 043   | 61.35%     |
| El Tarra              | Yair Díaz Peñaranda                            | Partido Alianza Verde                                                                                       | 4 183   | 49.96%     |
| El Zulia              | Manuel Orlando Pradilla García                 | Coalición Nos Une el Compromiso (Partido Liberal-Alianza Social Independiente)                              | 5 947   | 40.56%     |
| Gramalote             | Mario Cristopher De La Trinidad Vargas Riveros | Coalición Entre Todos Podemos (Cambio Radical-Partido de la U)                                              | 2 045   | 56.46%     |
| Hacarí                | Deyvy Bayona Guerrero                          | Partido Alianza Social Independiente                                                                        | 2 729   | 51.22%     |
| Herrán                | Hernando José Cely Mogollón                    | Coalición Retomemos el Rumbo Porque en Hernan Usted También Cuenta (Cambio Radical-Partido de la U)         | 1 847   | 67.34%     |
| La Esperanza          | Antonio María Pérez Pabón                      | Partido Conservador Colombiano                                                                              | 4 262   | 65.29%     |
| La Playa de Belén     | Ider Humberto Álvarez García                   | Partido de Unidad Nacional                                                                                  | 2 702   | 59.45%     |
| Labateca              | Wilden Fabián Capacho Monterrey                | Coalición Partido Conservador-Partido de la U-Alianza Verde                                                 | 1 964   | 51.44%     |
| Los Patios            | José Miguel Bonilla                            | Coalición Los Patios Avanza con el Cambio (Cambio Radical-Alianza Social Independiente-Colombia Renaciente) | 20 496  | 49.51%     |
| Lourdes               | Lorenzo Martínez Moncada                       | Partido de Unidad Nacional                                                                                  | 1 328   | 49.13%     |
| Mutiscua              | Misael Gamboa Rojas                            | Coalición Retomemos el Rumbo con Experiencia Trabajo y Humildad (Cambio Radical-Partido Liberal)            | 1 278   | 52.85%     |
| Ocaña                 | Samir Fernando Casadiego Sanjuán               | Partido Cambio Radical                                                                                      | 23 460  | 45.41%     |
| Pamplona              | Humberto Pisciotti                             | Partido Colombia Renaciente                                                                                 | 16 697  | 61.40%     |
| Pamplonita            | Samuel Mejía Araque                            | Coalición Unidos Somos Más (Partido de la U-Cambio Radical)                                                 | 1 713   | 53.82%     |
| Puerto Santander      | María Virginia Torres Calbate                  | Partido Centro Democrático                                                                                  | 3 311   | 41.76%     |
| Ragonvalia            | Wilmer Alexander Rodríguez Jaimes              | Coalición Por una Ragonvalia Productiva Incluyente y con Oportunidades (Partido Liberal-Cambio Radical)     | 2 950   | 55.39%     |
| Salazar de Las Palmas | Frank Carlos Castrillon Rojas                  | Coalición Partido Conservador-Partido de la U-Alianza Verde                                                 | 3 173   | 53.16%     |
| San Calixto           | Betsaida Montejo Pérez                         | G.S.C. Nosotros Sí Cumplimos                                                                                | 2 215   | 43.46%     |
| San Cayetano          | Antonio José Marín Cárdenas                    | Coalición San Cayetano un Compromiso de Todos (Partido Liberal-Cambio Radical)                              | 1 392   | 31.78%     |
| Santiago              | Álvaro Ureña Gómez                             | Coalición Partido Conservador-Partido de la U-Partido Liberal                                               | 1 876   | 82.72%     |
| Sardinata             | Hermides Moncada Osorio                        | Partido Alianza Social Independiente                                                                        | 3 063   | 29.06%     |
| Silos                 | Nelson Steiman Martínez Capacho                | Coalición Unidos por el Progreso (Partido de la U-Partido Liberal)                                          | 1 488   | 43.75%     |
| Teorama               | Robinson Salazar Benítez                       | Coalición Unidos por el Cambio (Alianza Verde-Polo Democrático Alternativo-MAIS-Colombia Humana-UP)         | 4 248   | 56.74%     |
| Tibú                  | Bernardo Betancurt Orozco                      | Partido Conservador Colombiano                                                                              | 8 565   | 46.33%     |
| Toledo                | Víctor Armando Gamboa Velasco                  | Coalición Toledo Nuestro Compromiso (Partido de la U-Cambio Radical)                                        | 3 008   | 36.03%     |
| Villa Caro            | Carlos Daniel Serrano Rodríguez                | Partido Conservador Colombiano                                                                              | 1 566   | 53.12%     |
| Villa del Rosario     | Eugenio Rangel Manrique                        | Coalición Es Momento de Crecer (Partido Liberal-Alianza Verde)                                              | 16 769  | 35.01%     |

#### Putumayo
| Municipio         | Alcalde electo                  | Partido | Votos | Porcentaje |
| ----------------- | ------------------------------- | --- | ----- | ---------- |
| Colón             | Jony Daniel Rueda Polo          | G.S.C. Nuestro Motivo...Colón | 1 513 | 43.58%     |
| Mocoa             | Jhon Jairo Imbachi López        | Coalición Ahora Sí "La Reconstrucción es Nuestro Pueblo" (G.S.C. Ahora Sí-Autoridades Indígenas de Colombia-Colombia Renaciente) | 8 187 | 33.83%     |
| Orito             | José Luis Angulo Riofrio        | Coalición Volver a Creer para Crecer (Partido Liberal-Autoridades Indígenas de Colombia-MAIS-Colombia Renaciente)                | 7 961 | 46.49%     |
| Puerto Asís       | José Fernando Castillo Ruiz     | Partido Alianza Social Independiente                                                                                             | 8 186 | 33.53%     |
| Puerto Caicedo    | Edgardo Figueroa Ramírez        | Partido Alianza Social Independiente                                                                                             | 2 930 | 48.62%     |
| Puerto Guzmán     | Edison Gerardo Mora Rojas       | Partido Conservador Colombiano                                                                                                   | 4 074 | 54.01%     |
| Puerto Leguízamo  | Rubén Arturo Velásquez Alvarado | Coalición Hay Razones para Creer (MAIS-Alianza Verde-Colombia Renaciente-Autoridades Indígenas de Colombia)                      | 2 743 | 37.61%     |
| San Francisco     | María Elena Lara Burbano        | Coalición Partido Conservador-Centro Democrático-Cambio Radical                                                                  | 1 972 | 53.69%     |
| San Miguel        | Beyer Peña Gamba                | Partido Conservador Colombiano                                                                                                   | 2 520 | 36.82%     |
| Santiago          | Herney Luna Pejendino           | Partido Alianza Social Independiente                                                                                             | 1 441 | 33.95%     |
| Sibundoy          | Jhon Jairo Andrade Caicedo      | Coalición Sibundoy Hagamos Equipo (Partido Liberal-Partido de la U-Colombia Renaciente-Autoridades Indígenas de Colombia)        | 3 474 | 45.55%     |
| Valle del Guamuez | Jhon Wilmer Rosero Hernández    | G.S.C. Valleguamenses Somos Todos                                                                                                | 6 810 | 47.25%     |
| Villagarzón       | José Andrés López Muñoz         | Coalición Unidos de Verdad (Alianza Verde-Autoridades Indígenas de Colombia)                                                     | 5 067 | 43.81%     |

#### Quindío
| Municipio  | Alcalde electo                     | Partido | Votos  | Porcentaje |
| ---------- | ---------------------------------- | --- | ------ | ---------- |
| Armenia    | José Manuel Ríos Morales           | Movimiento Alternativo Indígena y Social | 29 078 | 24.31%     |
| Buenavista | Alexis Gómez Gómez                 | Coalición Gobernabilidad Empoderamiento y Territorio para la Transformación (Alianza Social Independiente-Cambio Radical-Partido Liberal)    | 774    | 45.16%     |
| Calarcá    | Luis Alberto Balsero Contreras     | Coalición Calarcá para Todos (G.S.C. Calarcá para Todos-Cambio Radical)                                                                      | 9 162  | 31.18%     |
| Circasia   | Ana Yulieth Díaz Ubaque            | Coalición Llegó el Tiempo de la Gente (Partido Liberal-Colombia Renaciente-Partido de la U-Autoridades Indígenas de Colombia-MAIS)           | 5 084  | 38.49%     |
| Córdoba    | John Jairo Pacheco Rozo            | Coalición Es la Hora del Cambio (Centro Democrático-Partido Conservador)                                                                     | 1 294  | 39.50%     |
| Filandia   | Jaime Franco Alzate                | Partido Centro Democrático | 3 539  | 59.46%     |
| Génova     | Jorge Iván Osorio Velásquez        | Coalición Unidos Construiremos un Camino para Génova (Cambio Radical-Alianza Social Independiente-Colombia Justa Libres-Colombia Renaciente) | 1 576  | 38.16%     |
| La Tebaida | José Vicente Young Cardona         | Coalición La Tebaida Diferente | 6 542  | 42.96%     |
| Montenegro | Daniel Mauricio Restrepo Izquierdo | Partido Alianza Social Independiente | 5 470  | 33.00%     |
| Pijao      | Juan Camilo Pinzón Cuervo          | Coalición Juntos Construimos Prosperidad (Alianza Social Independiente-Cambio Radical-Partido Liberal)                                       | 1 694  | 50.95%     |
| Quimbaya   | Abelardo Castaño Marín             | Partido Conservador Colombiano | 8 901  | 51.59%     |
| Salento    | Beatriz Díaz Salazar               | Coalición Partido Conservador-Centro Democrático                                                                                             | 1 974  | 50.38%     |

#### Risaralda
| Municipio           | Alcalde electo                   | Partido                                                                                            | Votos  | Porcentaje |
| ------------------- | -------------------------------- | -------------------------------------------------------------------------------------------------- | ------ | ---------- |
| Apía                | Luis Hernando Murillo Blandón    | Partido Conservador Colombiano                                                                     | 3 458  | 53.90%     |
| Balboa              | Huberto Vásquez Vásquez          | Coalición Con Sentimiento Futurista                                                                | 1 596  | 45.64%     |
| Belén de Umbría     | Jesús Antonio Bermúdez Gallego   | Partido Liberal Colombiano                                                                         | 4 947  | 41.39%     |
| Dosquebradas        | Jorge Diego Ramos Castaño        | Coalición Partido Conservador-Alianza Social Independiente-Autoridades Indígenas de Colombia       | 31 144 | 38.09%     |
| Guática             | William David Soto Ramírez       | Movimiento Alternativo Indígena y Social                                                           | 3 395  | 49.07%     |
| La Celia            | John Jairo Soto Hurtado          | Partido Centro Democrático                                                                         | 2 019  | 50.22%     |
| La Virginia         | José Villada Marín               | Coalición Alianza con Visión por el Futuro de La Virginia (MAIS-Alianza Verde-Partido Conservador) | 6 614  | 38.27%     |
| Marsella            | Alberto Rivera Cifuentes         | Partido Conservador Colombiano                                                                     | 4 324  | 51.49%     |
| Mistrató            | Jorge Mario Medina Galeano       | Movimiento Alternativo Indígena y Social                                                           | 3 517  | 50.30%     |
| Pereira             | Carlos Alberto Maya López        | Coalición Más Cambio (Partido Liberal-Partido Conservador)                                         | 60 288 | 28.83%     |
| Pueblo Rico         | Leonardo Fabio Siágama Gutiérrez | Movimiento Alternativo Indígena y Social                                                           | 4 451  | 68.20%     |
| Quinchía            | Absalón Trejos Arias             | Partido Cambio Radical                                                                             | 3 800  | 29.24%     |
| Santa Rosa de Cabal | José Rodrigo Toro Montes         | Partido Alianza Verde                                                                              | 14 085 | 39.59%     |
| Santuario           | Adrián Bedoya Cano               | Partido de Unidad Nacional                                                                         | 2 664  | 41.78%     |

#### San Andrés y Providencia
| Municipio   | Alcalde electo             | Partido                              | Votos | Porcentaje |
| ----------- | -------------------------- | ------------------------------------ | ----- | ---------- |
| Providencia | Jorge Norberto Gari Hooker | Partido Alianza Social Independiente | 1 904 | 57.61%     |

#### Santander
| Municipio              | Alcalde electo                      | Partido | Votos   | Porcentaje |
| ---------------------- | ----------------------------------- | --- | ------- | ---------- |
| Aguada                 | Óscar Mauricio Sánchez Santamaria   | Partido Cambio Radical | 540     | 44.19%     |
| Albania                | Humberto Urias Sierra Sánchez       | Partido Centro Democrático | 1 551   | 60.85%     |
| Aratoca                | Mónica Natalia Avellaneda Galvis    | Partido Liberal Colombiano | 2 363   | 44.89%     |
| Barbosa                | Víctor Manuel Camacho Camargo       | Coalición Barbosa una Nueva Historia (Centro Democrático-Autoridades Indígenas de Colombia) | 4 802   | 28.95%     |
| Barichara              | Alfonso Rodríguez Patiño            | Coalición Barichara Nuestro Sentir (Cambio Radical-Partido de la U-Partido Liberal-Autoridades Indígenas de Colombia) | 2 465   | 50.30%     |
| Barrancabermeja        | Alfonso Eljach Manrique             | Movimiento Alternativo Indígena y Social | 55 819  | 47.45%     |
| Betulia                | Ángel Miro Melo Orostegui           | Coalición Unidad y Compromiso por Betulia (Centro Democrático-Partido de la U-Cambio Radical) | 1 729   | 53.58%     |
| Bolívar                | Wilson Orlando Gamboa Sedano        | Coalición Hacia un Bolívar Más Productivo (Centro Democrático-Partido Liberal) | 2 814   | 49.07%     |
| Bucaramanga            | Juan Carlos Cárdenas Rey            | G.S.C. Ciudadanos Libres | 141 384 | 48.30%     |
| Cabrera                | Rolando Rodríguez Mantilla          | Partido Centro Democrático | 727     | 51.16%     |
| California             | Genny Gamboa Guerrero               | Partido Alianza Democrática Afrocolombiana | 709     | 48.93%     |
| Capitanejo             | Eduardo Martínez Silva              | Partido Conservador Colombiano | 1 496   | 43.16%     |
| Carcasí                | Luis Alfredo Albarracín Archila     | Coalición Con Humildad y Trabajo Lucho por Carcasí (Cambio Radical-Autoridades Indígenas de Colombia-Alianza Verde) | 1 630   | 56.13%     |
| Cepitá                 | Oscar Javier Rey Rey                | Coalición Partido de la U-Alianza Social Independiente | 843     | 50.60%     |
| Cerrito                | Henry Cárdenas Carvajal             | Coalición Porque el Cerrito es de Todos, Agropecuario y Emprendedor (Partido Liberal-Alianza Verde-Partido Conservador)                                                                                                   | 1 656   | 40.91%     |
| Charalá                | Edilson Arenas Silva                | Coalición El Momento es Ahora (G.S.C. Unidos por Charalá-Cambio Radical-Colombia Renaciente) | 3 817   | 57.86%     |
| Charta                 | Álvaro Rojas Toloza                 | Coalición Para la Alcaldía de Charta (Partido de la U-Cambio Radical-Partido Conservador) | 1 671   | 62.00%     |
| Chima                  | Sergio Alexander González Hernández | Partido Cambio Radical | 1 216   | 61.41%     |
| Chipatá                | Emilse Santamaria Castillo          | Coalición Cultivando Justicia Social, El Cambio sí es Posible (Partido Liberal-Cambio Democrático) | 1 670   | 50.68%     |
| Cimitarra              | Wilfran Fernando Sabogal Yarce      | Coalición W.S con Progreso Social (Partido Liberal-Alianza Social Independiente-MAIS) | 6 656   | 39.65%     |
| Concepción             | José Alberto Calderón Castañeda     | G.S.C. Calderón el Corazón del Pueblo | 1 329   | 36.04%     |
| Confines               | Diego Armando Rivero Castillo       | Coalición Partido Conservador-Partido Liberal-Alianza Social Independiente | 1 378   | 70.56%     |
| Contratación           | Martha Cecilia Suárez Abril         | Partido Conservador Colombiano | 1 099   | 48.48%     |
| Coromoro               | Carlos Augusto Martínez Cáceres     | Coalición Un Compromiso con la Gente (Partido Liberal-Centro Democrático) | 2 177   | 67.93%     |
| Curití                 | Ángel Miguel Triana Sánchez         | Coalición Somos Todos (G.S.C. Ahora ¡Si! Curití-Cambio Radical-Autoridades Indígenas de Colombia-Colombia Renaciente-Partido de Reivindicación Étnica)                                                                    | 3 691   | 49.97%     |
| El Carmen de Chucurí   | Diego Fernando Plaza Álvarez        | Coalición Partido Conservador-Alianza Verde-Partido Liberal | 3 601   | 48.73%     |
| El Guacamayo           | Jorge Eduardo Cruz Ortiz            | Coalición Partido Conservador-Alianza Verde | 558     | 43.39%     |
| El Peñón               | Bercely Quiroga Vargas              | Coalición Peñoneros Unidos por la Conservación y el Progreso de Todos (Cambio Radical-Alianza Social Independiente-Autoridades Indígenas de Colombia)                                                                     | 1 581   | 52.56%     |
| El Playón              | Wilmer Alexander Barrios Cote       | Coalición Partido de la U-Colombia Renaciente | 2 507   | 33.43%     |
| Encino                 | José Gabriel Girata Pico            | Coalición Todos Somos Encino (Partido Liberal-Centro Democrático) | 1 082   | 58.61%     |
| Enciso                 | Yamith Hernández Blanco             | Coalición Hay un Camino Mejor (Partido Liberal-Alianza Social Independiente) | 1 186   | 43.27%     |
| Florián                | Luis Humberto Zarate Castillo       | Coalición Partido de la U-Cambio Radical | 2 270   | 55.12%     |
| Floridablanca          | Miguel Ángel Moreno Suárez          | Coalición Todos Somos Renace | 40 321  | 32.42%     |
| Galán                  | María Edith Prada Galvis            | Partido Centro Democrático | 968     | 51.76%     |
| Gámbita                | Aidubby Juliana Mateus Espitia      | Coalición Siempre Gámbita (Partido de la U-Alianza Verde) | 1 589   | 65.99%     |
| Girón                  | Carlos Alberto Román Ochoa          | Coalición Carlos Román Alcalde | 53 081  | 69.82%     |
| Guaca                  | Ramiro Alonso Reatiga Alvarado      | Partido Centro Democrático | 1 625   | 39.08%     |
| Guadalupe              | Elberto Alirio Reyes Silva          | Coalición Unidos Sí Podemos (Centro Democrático-Partido de la U) | 1 817   | 56.57%     |
| Guapotá                | Orlando Millán Aguilar              | Coalición Guapoteños Creemos en lo Nuestro (Partido Liberal-Partido de la U) | 881     | 57.32%     |
| Guavatá                | Angélica María Quitian Cubides      | Coalición Vamos Todos por Guavatá (G.S.C. Todos por Guavatá-Partido Conservador-Alianza Verde-Cambio Radical) | 1 897   | 53.98%     |
| Güepsa                 | Osmar Ángel Arias Acuña             | Coalición Experiencia y Compromiso, Unidos por el Progreso (Partido Liberal-Cambio Radical) | 1 511   | 49.12%     |
| Hato                   | José Pablo Toloza Rondón            | Coalición Unidos de la Mano con mi Pueblo (Partido Liberal-Centro Democrático) | 793     | 52.14%     |
| Jesús María            | Eduard Jesús Sánchez Ariza          | Partido Cambio Radical | 936     | 37.11%     |
| Jordán                 | Arnulfo Castro Ferreira             | Partido de Unidad Nacional | 677     | 59.28%     |
| La Belleza             | Miguel Felipe Sierra Peña           | Partido Centro Democrático | 2 921   | 67.58%     |
| La Paz                 | Chistian Fernando Tavera Amado      | Coalición Cultivando Juntos el Desarrollo Paceño (Centro Democrático-Cambio Radical-Partido de la U) | 1 433   | 47.54%     |
| Landázuri              | Marlon Adrián Ballén Castellanos    | Coalición Alianza Social Independiente-Alianza Verde-Colombia Renaciente | 3 442   | 48.56%     |
| Lebrija                | Luis Carlos Ayala Rueda             | Coalición Unidos por Lebrija Construimos Futuro (G.S.C. Unidos por Lebrija Construimos Futuro-Alianza Social Independiente-Partido Conservador-MAIS-Alianza Verde-Alianza Democrática Afrocolombiana-Colombia Renaciente) | 10 555  | 47.26%     |
| Los Santos             | Luis Bernardo Almeida Espinosa      | Coalición Gran Alianza de la Fuerza del Pueblo por Amor a Los Santos (Alianza Verde-MAIS-Alianza Social Independiente-Cambio Radical)                                                                                     | 4 529   | 64.08%     |
| Macaravita             | Iván Darío Vásquez Cordero          | Partido Cambio Radical | 643     | 39.23%     |
| Málaga                 | Oscar Miguel Joya Arenales          | Coalición Partido de la U-Partido Liberal-Alianza Democrática Afrocolombiana-Autoridades Indígenas de Colombia) | 5 525   | 51.68%     |
| Matanza                | César Armando Lozada Duran          | Coalición Unidos por Matanza (Cambio Radical-Partido Liberal-Alianza Social Independiente-Autoridades Indígenas de Colombia)                                                                                              | 1 872   | 47.76%     |
| Mogotes                | Edgar Higinio Rueda Triana          | Coalición Unidos por el Cambio (Centro Democrático-Cambio Radical) | 2 912   | 53.77%     |
| Molagavita             | Jesús Alexis Barajas Barajas        | Partido Conservador Colombiano | 1 746   | 58.89%     |
| Ocamonte               | Roberto José Pilonieta López        | Coalición Partido Conservador-Cambio Radical-Centro Democrático-Partido de la U | 1 456   | 46.92%     |
| Oiba                   | Edwar Julián Díaz Rodríguez         | Coalición El Mejor Camino para Oiba (Centro Democrático-Partido Conservador-Cambio Radical) | 3 670   | 54.58%     |
| Onzaga                 | Johana Grimaldos Baron              | Coalición Con Firmeza por Onzaga (G.S.C. Con Firmeza por Onzaga-Partido de la U) | 1 258   | 47.05%     |
| Palmar                 | Fredy Cala Quintero                 | Coalición Alcaldía de Palmar (Partido de la U-Centro Democrático-Cambio Radical) | 625     | 51.87%     |
| Palmas del Socorro     | Wilbert Mendoza Arenas              | Coalición Partido Conservador-Partido Liberal | 898     | 48.20%     |
| Páramo                 | Filemón Solano Cala                 | Coalición Partido Conservador-Partido Liberal-Centro Democrático | 1 627   | 51.10%     |
| Piedecuesta            | Mario José Carvajal Jaimes          | Coalición Firme por Piedecuesta (G.S.C. Firme por Piedecuesta-Partido Liberal-Partido Conservador-Centro Democrático-Autoridades Indígenas de Colombia)                                                                   | 34 234  | 43.42%     |
| Pinchote               | Hernando Bohórquez García           | Coalición De Corazón por Pinchote (Centro Democrático-Cambio Radical) | 1 395   | 51.53%     |
| Puente Nacional        | Julio Vicente Niño Mateus           | Coalición Partido Conservador-Cambio Radical | 3 394   | 40.38%     |
| Puerto Parra           | Abelardo Pérez Romero               | Partido de Unidad Nacional | 1 906   | 47.76%     |
| Puerto Wilches         | Jairo Demis Toquica Aguilar         | Partido Liberal Colombiano | 5 985   | 37.46%     |
| Rionegro               | Rubén Darío Villabona Pérez         | Coalición Rionegro Unido (Partido Liberal-Cambio Radical-Alianza Verde-Partido Conservador-MAIS) | 7 000   | 48.23%     |
| Sabana de Torres       | José Ariel Rivera Arciniegas        | Partido Centro Democrático | 3 923   | 27.66%     |
| San Andrés             | José Rosember Rojas Moreno          | Partido Centro Democrático | 1 586   | 32.82%     |
| San Benito             | Jaime Amado Arguello                | Coalición San Benito para Todos (Partido Liberal-Centro Democrático) | 1 628   | 76.83%     |
| San Gil                | Hermes Ortiz Rodríguez              | Coalición San Gil Merece Más (Partido Liberal-Cambio Radical-MAIS) | 12 449  | 43.57%     |
| San Joaquín            | Carlos José Díaz Quintero           | Coalición Partido Conservador-Centro Democrático | 1 069   | 59.26%     |
| San José de Miranda    | Donaldo Ortiz Cárdenas              | Coalición Con Fe y Esperanza Avancemos Juntos (Centro Democrático-Cambio Radical) | 1 236   | 36.57%     |
| San Miguel             | Fidel Castro Sánchez                | Coalición San Miguel para Todos (Centro Democrático-Partido de la U-Alianza Social Independiente) | 902     | 50.67%     |
| San Vicente de Chucurí | Óscar Leonardo Rodríguez Acevedo    | Coalición San Vicente tiene Futuro (Centro Democrático-Partido de la U) | 7 152   | 48.84%     |
| Santa Bárbara          | Marinella Estupiñan Rincón          | Coalición Partido Conservador-Cambio Radical | 1 107   | 57.93%     |
| Santa Helena del Opón  | Diego Alberto Meneses Molina        | Partido Alianza Verde | 1 588   | 60.56%     |
| Simacota               | Nelson Orlando Ortiz Beltrán        | Partido Colombia Renaciente | 1 831   | 42.99%     |
| Socorro                | Claudia Luz Alba Porras Rodríguez   | G.S.C. Fuerza Socorro | 7 702   | 47.67%     |
| Suaita                 | Elkin Javier Chacón Sanabria        | Coalición Unidos Somos Más (Centro Democrático-Partido Liberal) | 2 284   | 43.12%     |
| Sucre                  | Carlos Julio Marín García           | Partido Cambio Radical | 2 075   | 50.34%     |
| Suratá                 | Ana Francisca Coronado Gómez        | Coalición Suratá Somos Más (Cambio Radical-Partido Conservador-Alianza Verde-Autoridades Indígenas de Colombia) | 1 521   | 56.19%     |
| Tona                   | Elkin Pérez Suárez                  | Coalición Unidos por el Cambio (Centro Democrático-Cambio Radical) | 2 113   | 53.48%     |
| Valle de San José      | Alexis Burgos Rincón                | Coalición Partido de la U-Cambio Radical-Partido Conservador-Partido Liberal | 1 837   | 47.97%     |
| Vélez                  | Angélica María Mateus Santamaria    | Coalición Construiremos una Nueva Historia (Centro Democrático-Partido de la U-Cambio Radical) | 5 253   | 48.08%     |
| Vetas                  | Hernán Bautista Moreno              | Partido de Unidad Nacional | 627     | 53.14%     |
| Villanueva             | José Alfredo Jiménez Barón          | Coalición Villanueva nos Une (Partido de la U-Centro Democrático-Partido Liberal) | 2 590   | 53.41%     |
| Zapatoca               | Hernán Agredo Acevedo               | Partido Alianza Democrática Afrocolombiana | 2 632   | 53.21%     |

#### Sucre
| Municipio           | Alcalde electo                        | Partido                                                                                               | Votos  | Porcentaje |
| ------------------- | ------------------------------------- | --- | ------ | ---------- |
| Buenavista          | Francisco Buenavetura Amell Amell     | Partido Alianza Social Independiente                                                                  | 3 695  | 54.03%     |
| Caimito             | Oscar Mario Heredia Vergara           | Coalición Alcaldía de Caimito (Partido de la U-Cambio Radical)                                        | 4 326  | 58.70%     |
| Chalán              | Ivonne del Carmen Fernández Gutiérrez | Partido Centro Democrático                                                                            | 2 211  | 59.66%     |
| Colosó              | Isaías Javier Díaz Barrios            | Coalición Pacto por un Mejor Colosó (Cambio Radical-Partido de la U)                                  | 3 588  | 61.52%     |
| Corozal             | Aníbal José De La Ossa                | Coalición Corozal tiene Doliente (Partido Liberal-Cambio Radical)                                     | 13 470 | 39.43%     |
| Coveñas             | Rafael Antonio Ospina Toscano         | Partido Centro Democrático                                                                            | 4 932  | 55.10%     |
| El Roble            | Serguey Alfredo Vergara Vergara       | Partido de Unidad Nacional                                                                            | 3 236  | 46.63%     |
| Galeras             | José Ignacio Hernández Vega           | Coalición Alcaldía de Galeras-Sucre (Partido de la U-Cambio Radical)                                  | 5 746  | 44.34%     |
| Guaranda            | Robiro Gustavo Díaz Tovar             | Partido Conservador Colombiano                                                                        | 5 320  | 58.58%     |
| La Unión            | Carlos Mario Monterroza Arrieta       | Partido de Unidad Nacional                                                                            | 4 507  | 59.72%     |
| Los Palmitos        | Diana Judith Pérez Márquez            | Partido Colombia Justa Libres                                                                         | 7 388  | 49.29%     |
| Majagual            | Ramiro Rafael Rada Ramírez            | Partido Centro Democrático                                                                            | 10 516 | 55.92%     |
| Morroa              | Tonio Francisco Olmos Navas           | Partido Liberal Colombiano                                                                            | 7 352  | 68.83%     |
| Ovejas              | Freddy Orlando Ricardo Cantillo       | Partido Conservador Colombiano                                                                        | 9 544  | 58.33%     |
| Palmito             | Deivis Alberto Ledezma                | Coalición Partido Conservador-Partido Liberal                                                         | 3 957  | 46.00%     |
| Sampués             | Saira Bernarda Vergara Pérez          | Partido Cambio Radical                                                                                | 10 860 | 43.94%     |
| San Benito Abad     | Manuel del Cristo Cadrazco Salcedo    | Movimiento Alternativo Indígena y Social                                                              | 8 411  | 56.29%     |
| San Juan de Betulia | Juan Manuel Hoyos Angulo              | Partido Liberal Colombiano                                                                            | 4 589  | 49.18%     |
| San Marcos          | Anuar Yamil Arabia Ortega             | Partido Centro Democrático                                                                            | 9 398  | 32.01%     |
| San Onofre          | Teodulo José Cantillo Martínez        | Partido Liberal Colombiano                                                                            | 10 016 | 38.55%     |
| San Pedro           | Jesús Miguel García Piña              | Coalición Alcaldía de San Pedro (Partido de la U-Partido Liberal)                                     | 6 419  | 50.69%     |
| Santiago de Tolú    | José de Jesús Chadid Anachury         | Partido Centro Democrático                                                                            | 5 576  | 32.42%     |
| Sincé               | Luis Miguel Acosta De La Ossa         | Coalición Unidos para Servirle a la Gente (Partido Liberal-Colombia Justa Libres)                     | 10 012 | 51.23%     |
| Sincelejo           | Andrés Eduardo Gómez Martínez         | Coalición Todos por Sincelejo (Cambio Radical-Partido de la U-Partido Conservador-Centro Democrático) | 49 513 | 35.13%     |
| Sucre               | Elvira Julia Mercado Acevedo          | Partido Centro Democrático                                                                            | 7 702  | 51.23%     |
| Tolúviejo           | Marta Tous Romero                     | Partido de Unidad Nacional                                                                            | 7 588  | 50.92%     |

#### Tolima
| Municipio                  | Alcalde electo                     | Partido | Votos  | Porcentaje |
| -------------------------- | ---------------------------------- | --- | ------ | ---------- |
| Alpujarra                  | Albeiro Trujillo Castro            | Partido Conservador Colombiano | 1 410  | 55.21%     |
| Alvarado                   | Henry Herrera Viña                 | Coalición Alvarado (Cambio Radical-Centro Democrático) | 2 443  | 41.68%     |
| Ambalema                   | Justiniano Chacón Orjuela          | Partido Centro Democrático | 2 099  | 44.61%     |
| Anzoátegui                 | Carlos Hugo Salinas Ruiz           | Partido de Unidad Nacional | 2 263  | 42.87%     |
| Armero                     | Medardo Ortega Fonseca             | Coalición Para la Alcaldía de Armero Guayabal (Partido de la U-Partido Liberal)                                                                                 | 3 162  | 49.69%     |
| Ataco                      | Miller Aldana Castro               | Coalición Nuestro Compromiso es Ataco (Alianza Social Independiente-Partido Conservador)                                                                        | 3 062  | 30.52%     |
| Cajamarca                  | Julio Roberto Vargas Malagón       | Partido Alianza Verde | 5 131  | 50.13%     |
| Carmen de Apicalá          | Germán Mogollón Donoso             | Partido de Unidad Nacional | 2 678  | 42.79%     |
| Casabianca                 | María Yineth Cifuentes Giraldo     | Coalición Por la Alcaldía de Casabianca (Partido de la U-Alianza Social Independiente)                                                                          | 2 437  | 63.86%     |
| Chaparral                  | Hugo Fernando Arce Hernández       | G.S.C. Movimiento Ciudadano Unidos por Chaparral or Chaparral                                                                                                   | 9 720  | 47.66%     |
| Coello                     | Evelio Caro Canizales              | Partido de Unidad Nacional | 3 299  | 54.75%     |
| Coyaima                    | William Walter Luna Yara           | Partido Liberal Colombiano | 3 711  | 34.12%     |
| Cunday                     | Luis Gabriel Pérez Rivera          | Coalición Partido Conservador-Centro Democrático | 1 704  | 35.43%     |
| Dolores                    | César Giovanny Herrera Peña        | Partido Cambio Radical | 2 058  | 45.79%     |
| Espinal                    | Juan Carlos Tamayo Salas           | Partido Centro Democrático | 12 704 | 31.86%     |
| Falan                      | Lucero Castaño Castillo            | Coalición Partido Conservador-Partido de la U | 2 028  | 50.50%     |
| Flandes                    | Yovanny Herrera Díaz               | Coalición Flandes Avanzará (Partido Liberal-Partido de la U) | 5 276  | 41.50%     |
| Fresno                     | Jorge Alexander Mejía Castellanos  | Partido Conservador Colombiano | 9 305  | 59.74%     |
| Guamo                      | Rafael Monroy Guzmán               | Partido de Unidad Nacional | 5 259  | 32.34%     |
| Herveo                     | Arbeis Rojas Rubio                 | Partido Conservador Colombiano | 1 976  | 53.58%     |
| Honda                      | Richar Fabián Cardozo Contreras    | Partido Cambio Radical | 4 392  | 34.08%     |
| Ibagué                     | Andrés Fabián Hurtado Barrera      | Partido Conservador Colombiano | 47 511 | 22.17%     |
| Icononzo                   | Margoth Morales Rodríguez          | Partido de Unidad Nacional | 2 677  | 47.57%     |
| Lérida                     | Marco Antonio Ospina Velandia      | Coalición Entre Todos Recuperaremos a Lérida (Partido Liberal-Partido de la U-Alianza Verde)                                                                    | 3 953  | 39.14%     |
| Líbano                     | Jesús Antonio Giraldo Vega         | Partido de Unidad Nacional | 6 348  | 37.50%     |
| Melgar                     | Agustín Manrique Galeano           | Partido Conservador Colombiano | 11 407 | 59.44%     |
| Murillo                    | Antonio José García Rodríguez      | Coalición Murillo Piensa... Sostenible Competitivo e Incluyente (Cambio Radical-Partido Liberal)                                                                | 1 327  | 51.10%     |
| Natagaima                  | David Mauricio Andrade Ramírez     | Coalición Lo Hicimos Bien... Por Amor a Natagaima lo Haremos Mejor (Partido Liberal-Colombia Renaciente-Alianza Democrática Afrocolombiana)                     | 2 694  | 28.96%     |
| Ortega                     | Omar Iván Carrillo Ramírez         | Partido de Unidad Nacional | 7 500  | 54.26%     |
| Palocabildo                | Nelson Gómez Velásquez             | Coalición Palocabildo Unidos Somos Más (Partido Liberal-Cambio Radical-Centro Democrático)                                                                      | 3 067  | 55.91%     |
| Piedras                    | Julio César Góngora Sánchez        | Partido Alianza Social Independiente | 1 773  | 41.37%     |
| Planadas                   | Jhon Jairo Hueje                   | Partido Alianza Social Independiente | 5 105  | 40.28%     |
| Prado                      | Luis Ernesto Castañeda Sánchez     | Partido Conservador Colombiano | 2 489  | 43.00%     |
| Purificación               | Cristhian Andrés Barragán Correcha | Coalición Purificación (Cambio Radical-Alianza Social Independiente-Centro Democrático)                                                                         | 8 163  | 58.48%     |
| Rioblanco                  | Elisabeth Barbosa                  | Partido Liberal Colombiano | 4 342  | 45.60%     |
| Roncesvalles               | Omar Ricardo Espinosa Álvarez      | Coalición Roncesvalles Si Tiene Futuro (Cambio Radical-Partido Liberal)                                                                                         | 1 551  | 55.85%     |
| Rovira                     | Diego Andrés Guerra Quintero       | Partido de Unidad Nacional | 3 053  | 28.27%     |
| Saldaña                    | Luis Jorge Rodríguez Peña          | Coalición Juntos por Saldaña (Partido de la U-Partido Liberal)                                                                                                  | 3 647  | 41.09%     |
| San Antonio                | Jorge Iván Vásquez Martínez        | Coalición Partido Conservador-Partido de la U | 3 583  | 52.25%     |
| San Luis                   | Guillermo Ignacio Alvira Acosta    | Partido de Unidad Nacional | 3 562  | 44.82%     |
| San Sebastián de Mariquita | Juan Carlos Castaño Posada         | Partido de Unidad Nacional | 4 666  | 28.69%     |
| Santa Isabel               | Rodolfo Andrés López Sierra        | Coalición Unidos por Santa Isabel Oportunidad, Emprendimiento y Progreso (G.S.C. Unidos por Santa Isabel Oportunidad, Emprendimiento y Progreso-Cambio Radical) | 1 455  | 38.23%     |
| Suárez                     | Lucelly Villalba de Suaréz         | Partido Centro Democrático | 1 111  | 32.47%     |
| Valle de San Juan          | Daniel Ricardo García Castillo     | Partido Conservador Colombiano | 2 144  | 59.96%     |
| Venadillo                  | Jorge Armando Cabrera Gutiérrez    | Coalición Firmes con Venadillo (G.S.C. Firmes con Venadillo-Partido de la U)                                                                                    | 3 917  | 51.78%     |
| Villahermosa               | César Augusto Restrepo             | Partido de Unidad Nacional | 2 769  | 62.38%     |
| Villarrica                 | Julio César Pérez Ángel            | Partido Liberal Colombiano | 916    | 31.88%     |

#### Valle del Cauca
| Municipio          | Alcalde electo                   | Partido | Votos   | Porcentaje |
| ------------------ | -------------------------------- | --- | ------- | ---------- |
| Alcalá             | Gloria Estela Raigoza Londoño    | Coalición Listos para el Progreso de Alcalá (Partido Liberal-Cambio Radical-Centro Democrático)                       | 4 619   | 65.60%     |
| Andalucía          | Ellicel Arcila Posso             | Partido Alianza Verde                                                                                                 | 6 026   | 49.94%     |
| Ansermanuevo       | Lina María Barco Rodríguez       | Partido Alianza Verde                                                                                                 | 4 931   | 50.24%     |
| Argelia            | Gildardo Restrepo López          | Partido de Unidad Nacional                                                                                            | 1 761   | 53.46%     |
| Bolívar            | Nodier de Jesús Cardona Patiño   | Partido Conservador Colombiano                                                                                        | 4 809   | 54.71%     |
| Buenaventura       | Víctor Hugo Vidal Piedrahíta     | Coalición Buenaventura Digna (Polo Democrático Alternativo-Colombia Humana-UP)                                        | 28 373  | 23.99%     |
| Buga               | Julián Adolfo Rojas Monsalve     | Coalición Buga de la Gente (MAIS-Colombia Renaciente-Partido de la U-Colombia Justa Libres)                           | 26 478  | 44.92%     |
| Bugalagrande       | Julio César Rojas Trujillo       | Partido Liberal Colombiano                                                                                            | 6 651   | 50.37%     |
| Caicedonia         | Carlos Alberto Orozco Franco     | Partido Conservador Colombiano                                                                                        | 8 893   | 72.42%     |
| Cali               | Jorge Iván Ospina                | Coalición Puro Corazón por Cali (Alianza Verde-Partido Liberal)                                                       | 299 033 | 38.01%     |
| Calima - El Darién | Martín Alfonso Mejía Londoño     | Partido Alianza Verde                                                                                                 | 2 637   | 32.24%     |
| Candelaria         | Jorge Eliécer Ramírez Mosquera   | Partido Cambio Radical                                                                                                | 15 223  | 35.68%     |
| Cartago            | Víctor Alfonso Álvarez Mejía     | Partido Alianza Social Independiente                                                                                  | 17 606  | 30.99%     |
| Dagua              | Ana María Sanclemente            | Coalición Apostemos Todos a Crecer por Dagua (Partido Conservador-Partido de la U-Colombia Renaciente)                | 8 584   | 44.19%     |
| El Águila          | Yulian Daniel Gallego García     | Partido de Unidad Nacional                                                                                            | 1 885   | 40.60%     |
| El Cairo           | Alfonso Aristizábal Gómez        | Parido Conservador Colombiano                                                                                         | 1 279   | 35.87%     |
| El Cerrito         | Luz Dary Roa Prado               | Movimiento Autoridades Indígenas de Colombia                                                                          | 14 513  | 46.54%     |
| El Dovio           | Miguel Guzmán García             | Partido de Unidad Nacional                                                                                            | 2 847   | 52.00%     |
| Florida            | Alexánder Orozco Hurtado         | Coalición Pacto por Florida (Partido Liberal-Partido de la U)                                                         | 7 501   | 26.09%     |
| Ginebra            | Álvaro Alfonso Domínguez         | Partido Liberal Colombiano                                                                                            | 5 965   | 51.45%     |
| Guacarí            | Óscar Hernán Sanclemente Toro    | Partido de Unidad Nacional                                                                                            | 10 059  | 50.59%     |
| Jamundí            | Andrés Felipe Ramírez            | Partido Alianza Verde                                                                                                 | 17 349  | 29.61%     |
| La Cumbre          | Wilmar Carvajal González         | Coalición La Cumbre Somos Todos (Partido de la U-Cambio Radical-Liberal-Alianza Social Independiente)                 | 3 938   | 49.68%     |
| La Unión           | William Fernando Palomino Zúñiga | Coalición Alcaldía La Unión-Valle (Partido de la U-Cambio Radical-Partido Liberal-Alianza Democrática Afrocolombiana) | 6 049   | 37.39%     |
| La Victoria        | Mario Alejandro Reyes Galvis     | G.S.C. Nuevos Tiempos, Nuevas Ideas                                                                                   | 5 049   | 68.22%     |
| Obando             | Nydia Lucero Ospina López        | Partido Alianza Verde                                                                                                 | 2 269   | 33.13%     |
| Palmira            | Óscar Eduardo Escobar García     | Partido Alianza Verde                                                                                                 | 61 486  | 40.92%     |
| Pradera            | Justino Sinisterra Sinisterra    | Partido de Unidad Nacional                                                                                            | 9 850   | 41.46%     |
| Restrepo           | Armando Vélez Vélez              | Coalición Unidos Así por Restrepo (Partido de la U-Alianza Social Independiente)                                      | 4 248   | 49.56%     |
| Riofrío            | Heriberto Cabal Aguilar          | Coalición Juntos Lo Haremos Mejor (Partido de la U-Colombia Renaciente)                                               | 2 906   | 32.63%     |
| Roldanillo         | Jorge Mario Escarria Rodríguez   | Partido Conservador Colombiano                                                                                        | 9 158   | 48.85%     |
| San Pedro          | Jhon Jaime Ospina Loaiza         | Partido Conservador Colombiano                                                                                        | 5 049   | 55.02%     |
| Sevilla            | Jorge Augusto Palacio Garzón     | Partido Liberal Colombiano                                                                                            | 6 521   | 35.54%     |
| Toro               | Juan Carlos Escudero Bedoya      | Movimiento Alternativo Indígena y Social                                                                              | 3.905   | 56.14%     |
| Trujillo           | Diego Fernando Guerrero Quiceno  | Coalición Partido Conservador-MAIS                                                                                    | 4 146   | 46.00%     |
| Tuluá              | John Jairo Gómez Aguirre         | Partido de Unidad Nacional                                                                                            | 38 327  | 39.00%     |
| Ulloa              | Juan Antonio Peña Gómez          | Partido de Unidad Nacional                                                                                            | 2 069   | 70.61%     |
| Versalles          | José Rodrigo Benítez Vásquez     | Partido de Unidad Nacional                                                                                            | 2 173   | 49.07%     |
| Vijes              | Juan David García Guerrero       | Partido Conservador Colombiano                                                                                        | 2 787   | 44.03%     |
| Yotoco             | Jorge Humberto Tascón Ospina     | Partido de Unidad Nacional                                                                                            | 5 933   | 64.21%     |
| Yumbo              | Jhon Jairo Santamaría Perdomo    | Partido Liberal Colombiano                                                                                            | 28 713  | 43.58%     |
| Zarzal             | María Teresa Giraldo Rendón      | Partido Alianza Verde                                                                                                 | 6 503   | 25.97%     |

#### Vaupés
| Municipio | Alcalde electo               | Partido                                      | Votos | Porcentaje |
| --------- | ---------------------------- | -------------------------------------------- | ----- | ---------- |
| Carurú    | Fanny Narváez Valencia       | Partido Liberal Colombiano                   | 595   | 51.92%     |
| Mitú      | Carlos Enrique Penagos Celis | Movimiento Autoridades Indígenas de Colombia | 3 685 | 34.76%     |
| Taraira   | Eliécer Cabrera Lomely       | Partido Cambio Radical                       | 382   | 36.80%     |

#### Vichada
| Municipio      | Alcalde electo                 | Partido                                                                                            | Votos | Porcentaje |
| -------------- | ------------------------------ | -------------------------------------------------------------------------------------------------- | ----- | ---------- |
| Cumaribo       | Juan Carlos Cordero Rojas      | Coalición Cumaribo Merece Más (Alianza Social Independiente-Partido Liberal)                       | 3 331 | 28.98%     |
| La Primavera   | Andrés Fernando Cárdenas Duque | Coalición Mi Compromiso es Primavera (Alianza Social Independiente-Cambio Radical-Partido Liberal) | 2 276 | 47.88%     |
| Puerto Carreño | Jair Esteban Beltrán Hinojosa  | Coalición Carreño es Tarea de Todos (Cambio Radical-Alianza Social Independiente)                  | 4 303 | 44.19%     |
| Santa Rosalía  | Ramón Guevara Gómez            | Movimiento Alternativo Indígena y Social                                                           | 924   | 36.22%     |

## Asambleas Departamentales
Los siguientes resultados corresponden a los resultados del escrutinio según la Registraduría General de la Nación.
El número de diputados corresponden al número de diputados utilizados en las elecciones del 2015.

#### Amazonas
|  | 12.29 % |

|  | 11.08 % |

|  | 10.47 % |

|  | 9.88 % |

|  | 9.76 % |

|  | 9.30 % |

|  | 8.03 % |

|  | 7.28 % |

|  | 6.81 % |

|  | 5.43 % |

|  | 4.39 % |

|  | 0.90 % |

|  | 4.39 % |

|  | 3.35 % |

|  | 3.98 % |

#### Antioquia
|  | 19.00 % |

|  | 14.20 % |

|  | 12.49 % |

|  | 8.99 % |

|  | 6.40 % |

|  | 5.77 % |

|  | 4.01 % |

|  | 3.31 % |

|  | 1.68 % |

|  | 0.58 % |

|  | 23.55 % |

|  | 3.74 % |

|  | 12.87 % |

#### Arauca
|  | 21.86 % |

|  | 17.71 % |

|  | 11.40 % |

|  | 9.10 % |

|  | 8.69 % |

|  | 7.49 % |

|  | 7.08 % |

|  | 5.91 % |

|  | 3.53 % |

|  | 1.59 % |

|  | 0.33 % |

|  | 5.31 % |

|  | 3.35 % |

|  | 5.65 % |

#### Atlántico
|  | 31.55 % |

|  | 14.34 % |

|  | 12.16 % |

|  | 11.55 % |

|  | 6.27 % |

|  | 4.83 % |

|  | 2.14 % |

|  | 1.81 % |

|  | 0.92 % |

|  | 14.43 % |

|  | 4.28 % |

|  | 9.30 % |

#### Bolívar
|  | 18.00 % |

|  | 15.24 % |

|  | 15.15 % |

|  | 12.26 % |

|  | 6.75 % |

|  | 5.50 % |

|  | 4.08 % |

|  | 2.59 % |

|  | 2.09 % |

|  | 1.02 % |

|  | 17.32 % |

|  | 3.14 % |

|  | 15.09 % |

#### Boyacá
|  | 25.31 % |

|  | 15.55 % |

|  | 12.89 % |

|  | 11.43 % |

|  | 6.58 % |

|  | 5.33 % |

|  | 4.67 % |

|  | 3.45 % |

|  | 2.18 % |

|  | 1.47 % |

|  | 0.00 % |

|  | 11.14 % |

|  | 3.04 % |

|  | 8.27 % |

#### Caldas
|  | 22.82 % |

|  | 16.77 % |

|  | 12.24 % |

|  | 11.95 % |

|  | 7.10 % |

|  | 4.46 % |

|  | 2.56 % |

|  | 2.51 % |

|  | 1.99 % |

|  | 1.48 % |

|  | 16.12 % |

|  | 4.77 % |

|  | 10.73 % |

#### Caquetá
|  | 17.58 % |

|  | 17.31 % |

|  | 11.12 % |

|  | 10.33 % |

|  | 8.96 % |

|  | 8.13 % |

|  | 5.91 % |

|  | 5.90 % |

|  | 3.59 % |

|  | 11.17 % |

|  | 3.97 % |

|  | 11.37 % |

#### Casanare
|  | 18.77 % |

|  | 17.14 % |

|  | 12.22 % |

|  | 11.70 % |

|  | 9.05 % |

|  | 8.88 % |

|  | 6.24 % |

|  | 3.98 % |

|  | 1.51 % |

|  | 1.04 % |

|  | 0.49 % |

|  | 0.00 % |

|  | 8.98 % |

|  | 2.99 % |

|  | 5.38 % |

#### Cauca
|  | 12.56 % |

|  | 11.50 % |

|  | 11.49 % |

|  | 10.08 % |

|  | 9.84 % |

|  | 8.84 % |

|  | 6.97 % |

|  | 5.89 % |

|  | 3.41 % |

|  | 3.39 % |

|  | 16.03 % |

|  | 4.36 % |

|  | 17.63 % |

#### Cesar
|  | 15.44 % |

|  | 14.71 % |

|  | 12.94 % |

|  | 12.25 % |

|  | 7.77 % |

|  | 7.60 % |

|  | 6.89 % |

|  | 3.48 % |

|  | 3.18 % |

|  | 2.21 % |

|  | 1.72 % |

|  | 1.05 % |

|  | 0.56 % |

|  | 10.20 % |

|  | 4.02 % |

|  | 10.71 % |

#### Chocó
|  | 21.61 % |

|  | 12.97 % |

|  | 10.55 % |

|  | 10.30 % |

|  | 9.99 % |

|  | 9.12 % |

|  | 7.64 % |

|  | 6.28 % |

|  | 2.22 % |

|  | 2.16 % |

|  | 0.52 % |

|  | 0.48 % |

|  | 6.16 % |

|  | 6.28 % |

|  | 13.05 % |

#### Córdoba
|  | 23.86 % |

|  | 21.01 % |

|  | 19.37 % |

|  | 15.19 % |

|  | 3.55 % |

|  | 2.71 % |

|  | 1.54 % |

|  | 1.28 % |

|  | 0.54 % |

|  | 10.95 % |

|  | 2.58 % |

|  | 17.79 % |

#### Cundinamarca
|  | 15.29 % |

|  | 13.17 % |

|  | 11.85 % |

|  | 10.32 % |

|  | 9.27 % |

|  | 7.52 % |

|  | 3.44 % |

|  | 2.75 % |

|  | 2.54 % |

|  | 1.01 % |

|  | 0.26 % |

|  | 22.58 % |

|  | 4.67 % |

|  | 9.06 % |

#### Guainía
|  | 15.70 % |

|  | 14.39 % |

|  | 11.76 % |

|  | 10.68 % |

|  | 9.10 % |

|  | 9.02 % |

|  | 8.46 % |

|  | 8.28 % |

|  | 5.67 % |

|  | 4.35 % |

|  | 0.47 % |

|  | 2.12 % |

|  | 3.60 % |

|  | 3.05 % |

#### Guaviare
|  | 19.13 % |

|  | 14.72 % |

|  | 13.81 % |

|  | 11.09 % |

|  | 11.08 % |

|  | 10.12 % |

|  | 9.86 % |

|  | 2.87 % |

|  | 1.66 % |

|  | 1.07 % |

|  | 0.57 % |

|  | 4.02 % |

|  | 3.76 % |

|  | 4.30 % |

#### Huila
|  | 18.50 % |

|  | 15.75 % |

|  | 13.64 % |

|  | 11.88 % |

|  | 9.18 % |

|  | 6.36 % |

|  | 5.67 % |

|  | 3.31 % |

|  | 2.08 % |

|  | 13.63 % |

|  | 3.70 % |

|  | 10.94 % |

#### La Guajira
|  | 24.39 % |

|  | 22.82 % |

|  | 18.60 % |

|  | 13.22 % |

|  | 8.78 % |

|  | 1.76 % |

|  | 1.45 % |

|  | 0.00 % |

|  | 8.98 % |

|  | 4.24 % |

|  | 10.94 % |

#### Magdalena
|  | 26.05 % |

|  | 11.56 % |

|  | 10.20 % |

|  | 9.17 % |

|  | 8.62 % |

|  | 6.91 % |

|  | 6.32 % |

|  | 5.91 % |

|  | 2.30 % |

|  | 0.00 % |

|  | 12.96 % |

|  | 3.69 % |

|  | 12.11 % |

#### Meta
|  | 14.08 % |

|  | 13.68 % |

|  | 12.61 % |

|  | 10.82 % |

|  | 10.15 % |

|  | 9.73 % |

|  | 7.91 % |

|  | 3.40 % |

|  | 2.28 % |

|  | 1.37 % |

|  | 1.22 % |

|  | 12.75 % |

|  | 4.22 % |

|  | 6.74 % |

#### Nariño
|  | 18.71 % |

|  | 13.89 % |

|  | 12.33 % |

|  | 11.67 % |

|  | 10.59 % |

|  | 6.51 % |

|  | 6.11 % |

|  | 3.73 % |

|  | 1.44 % |

|  | 0.52 % |

|  | 14.50 % |

|  | 3.12 % |

|  | 14.63 % |

#### Norte de Santander
|  | 18.02 % |

|  | 14.86 % |

|  | 13.31 % |

|  | 12.64 % |

|  | 11.56 % |

|  | 10.08 % |

|  | 2.29 % |

|  | 2.07 % |

|  | 0.92 % |

|  | 0.91 % |

|  | 0.66 % |

|  | 0.63 % |

|  | 12.05 % |

|  | 4.32 % |

|  | 9.32 % |

#### Putumayo
|  | 15.47 % |

|  | 15.38 % |

|  | 11.89 % |

|  | 10.65 % |

|  | 8.94 % |

|  | 5.48 % |

|  | 5.39 % |

|  | 4.95 % |

|  | 4.41 % |

|  | 3.31 % |

|  | 2.86 % |

|  | 2.70 % |

|  | 1.86 % |

|  | 6.71 % |

|  | 3.40 % |

|  | 8.79 % |

#### Quindío
|  | 21.01 % |

|  | 15.10 % |

|  | 11.59 % |

|  | 11.43 % |

|  | 8.40 % |

|  | 2.55 % |

|  | 0.65 % |

|  | 0.00 % |

|  | 29.27 % |

|  | 5.76 % |

|  | 11.81 % |

#### Risaralda
|  | 19.14 % |

|  | 16.71 % |

|  | 9.22 % |

|  | 9.02 % |

|  | 8.72 % |

|  | 5.70 % |

|  | 5.09 % |

|  | 2.11 % |

|  | 1.82 % |

|  | 22.47 % |

|  | 5.40 % |

|  | 10.88 % |

#### San Andrés y Providencia
|  | 20.18 % |

|  | 16.44 % |

|  | 15.07 % |

|  | 12.67 % |

|  | 8.52 % |

|  | 8.49 % |

|  | 6.76 % |

|  | 5.05 % |

|  | 2.43 % |

|  | 1.91 % |

|  | 2.48 % |

|  | 3.04 % |

|  | 1.99 % |

#### Santander
|  | 11.60 % |

|  | 10.22 % |

|  | 10.07 % |

|  | 9.67 % |

|  | 8.27 % |

|  | 7.73 % |

|  | 5.41 % |

|  | 5.28 % |

|  | 4.37 % |

|  | 3.51 % |

|  | 2.77 % |

|  | 2.44 % |

|  | 1.27 % |

|  | 0.54 % |

|  | 16.85 % |

|  | 3.04 % |

|  | 10.57 % |

#### Sucre
|  | 30.98 % |

|  | 21.86 % |

|  | 15.05 % |

|  | 10.14 % |

|  | 5.46 % |

|  | 4.05 % |

|  | 2.69 % |

|  | 0.00 % |

|  | 9.77 % |

|  | 3.66 % |

|  | 15.95 % |

#### Tolima
|  | 19.44 % |

|  | 12.65 % |

|  | 11.34 % |

|  | 11.20 % |

|  | 8.65 % |

|  | 6.03 % |

|  | 5.06 % |

|  | 4.39 % |

|  | 2.78 % |

|  | 0.80 % |

|  | 17.66 % |

|  | 3.91 % |

|  | 15.20 % |

#### Valle del Cauca
|  | 18.14 % |

|  | 14.18 % |

|  | 9.44 % |

|  | 7.80 % |

|  | 5.78 % |

|  | 5.51 % |

|  | 4.33 % |

|  | 4.17 % |

|  | 3.55 % |

|  | 2.59 % |

|  | 1.90 % |

|  | 1.52 % |

|  | 1.13 % |

|  | 0.00 % |

|  | 19.96 % |

|  | 4.73 % |

|  | 9.91 % |

#### Vaupés
|  | 16.78 % |

|  | 16.41 % |

|  | 15.13 % |

|  | 13.28 % |

|  | 10.62 % |

|  | 10.61 % |

|  | 7.11 % |

|  | 5.54 % |

|  | 1.37 % |

|  | 1.09 % |

|  | 2.06 % |

|  | 2.48 % |

|  | 2.84 % |

#### Vichada
|  | 14.38 % |

|  | 13.91 % |

|  | 13.79 % |

|  | 10.22 % |

|  | 10.20 % |

|  | 9.72 % |

|  | 7.71 % |

|  | 7.16 % |

|  | 6.16 % |

|  | 2.94 % |

|  | 0.73 % |

|  | 0.71 % |

|  | 2.37 % |

|  | 3.23 % |

|  | 5.23 % |